# معالم بغداد

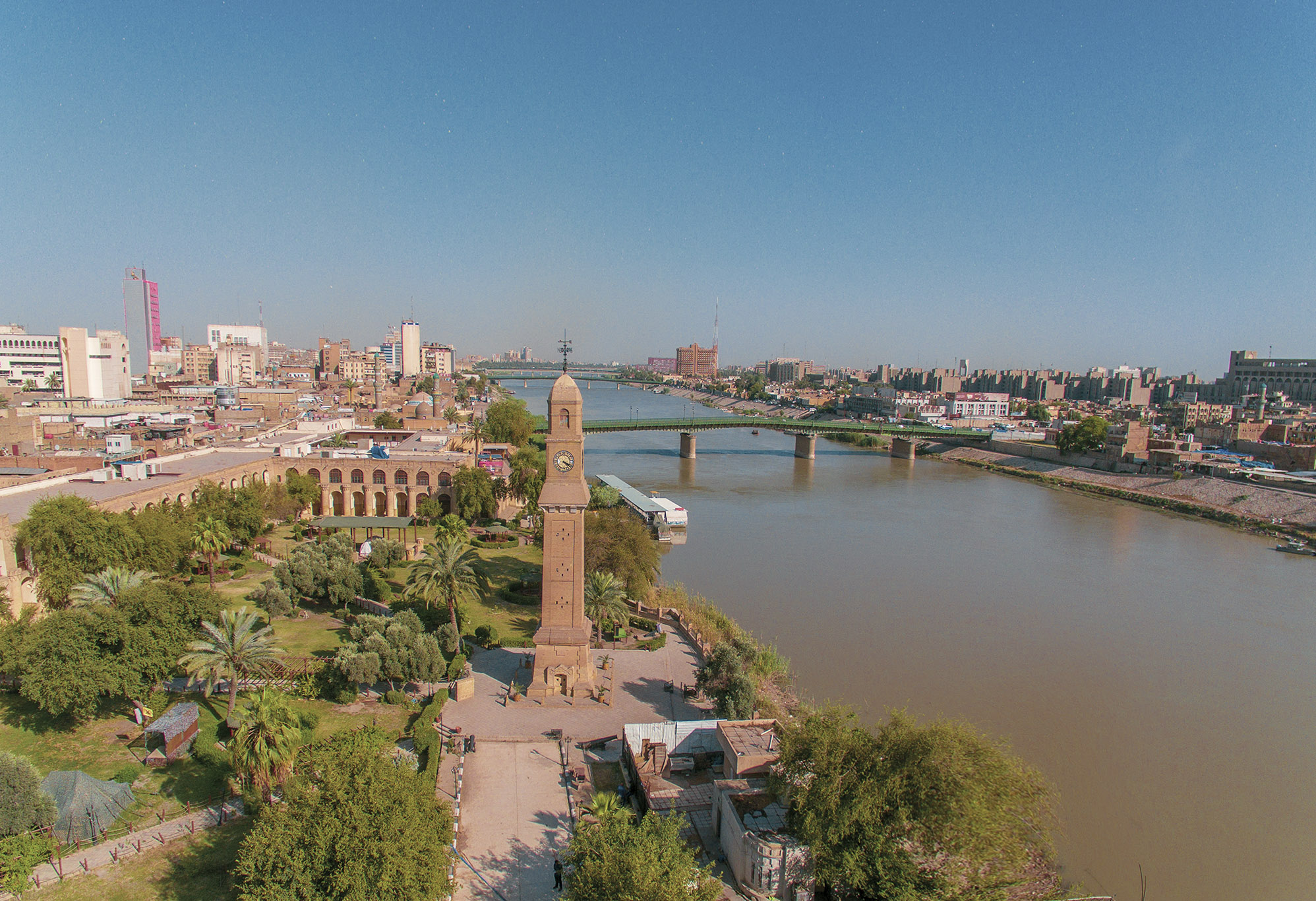
نهر دجلة في بغداد

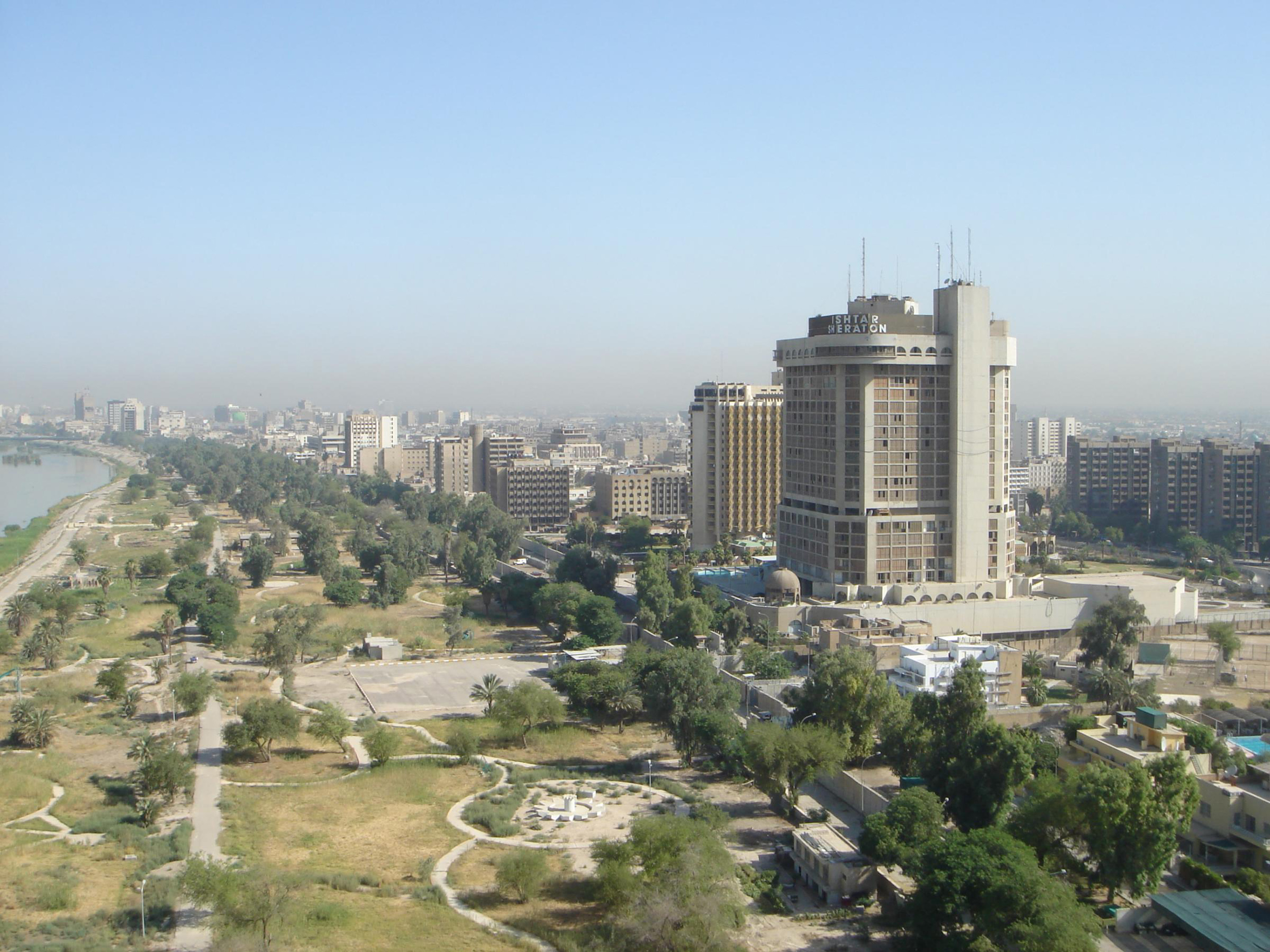
صورة لبغداد يظهر فيها شارع أبو نؤاس ونهر دجلة وفندق عشتار شيراتون وفندق فلسطين ميريديان

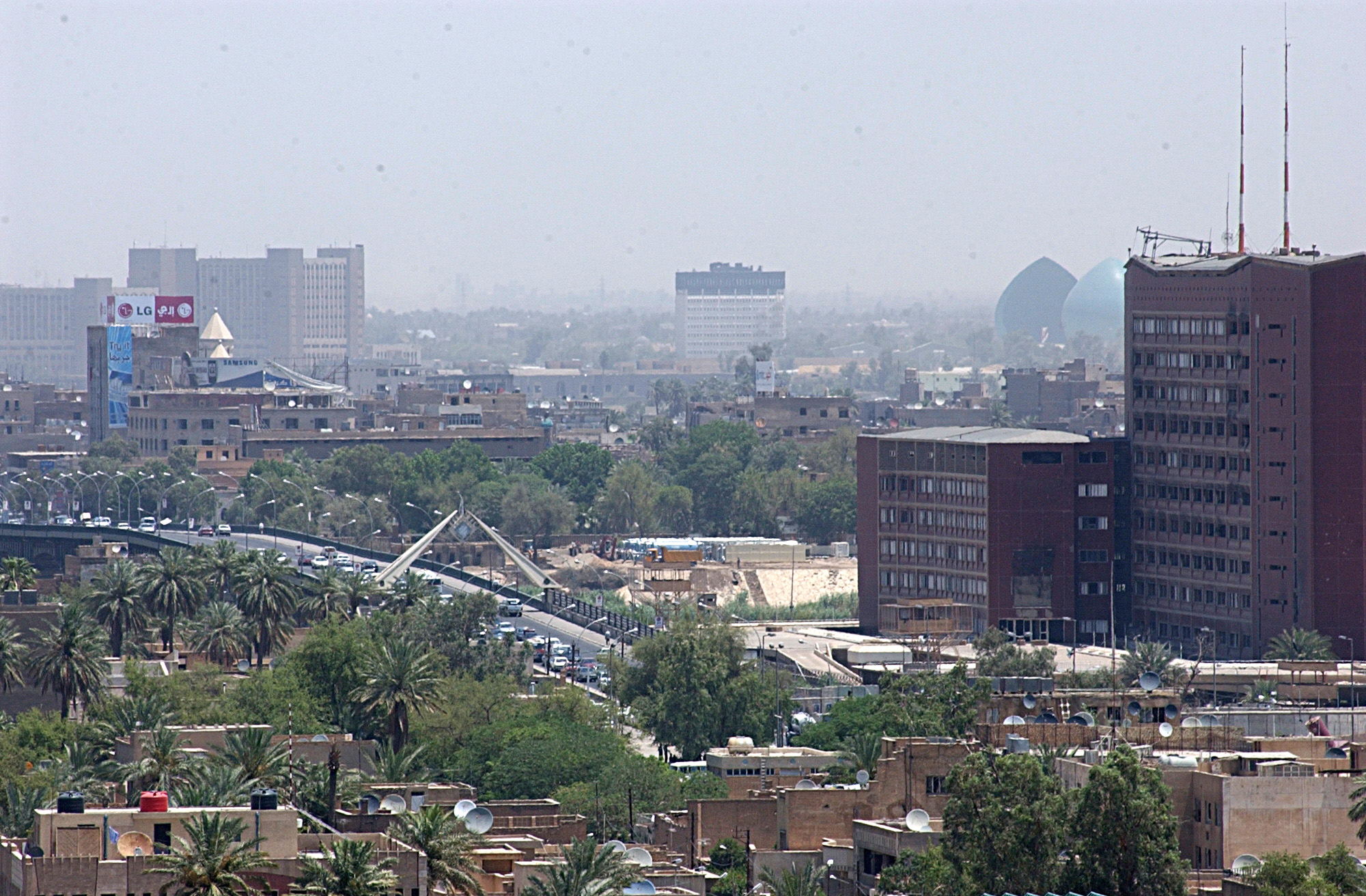
فندق الرشيد

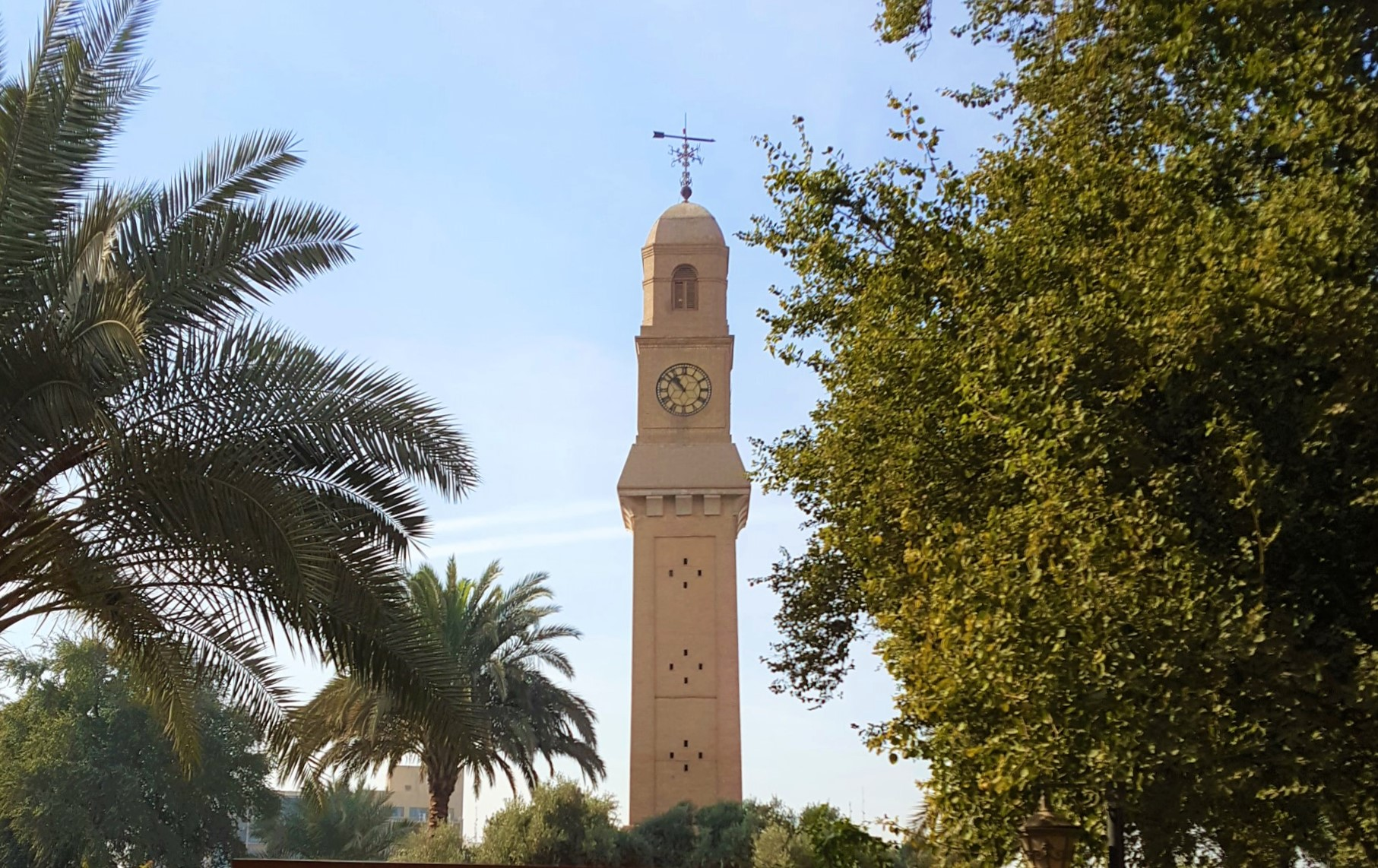
ساعة القشلة

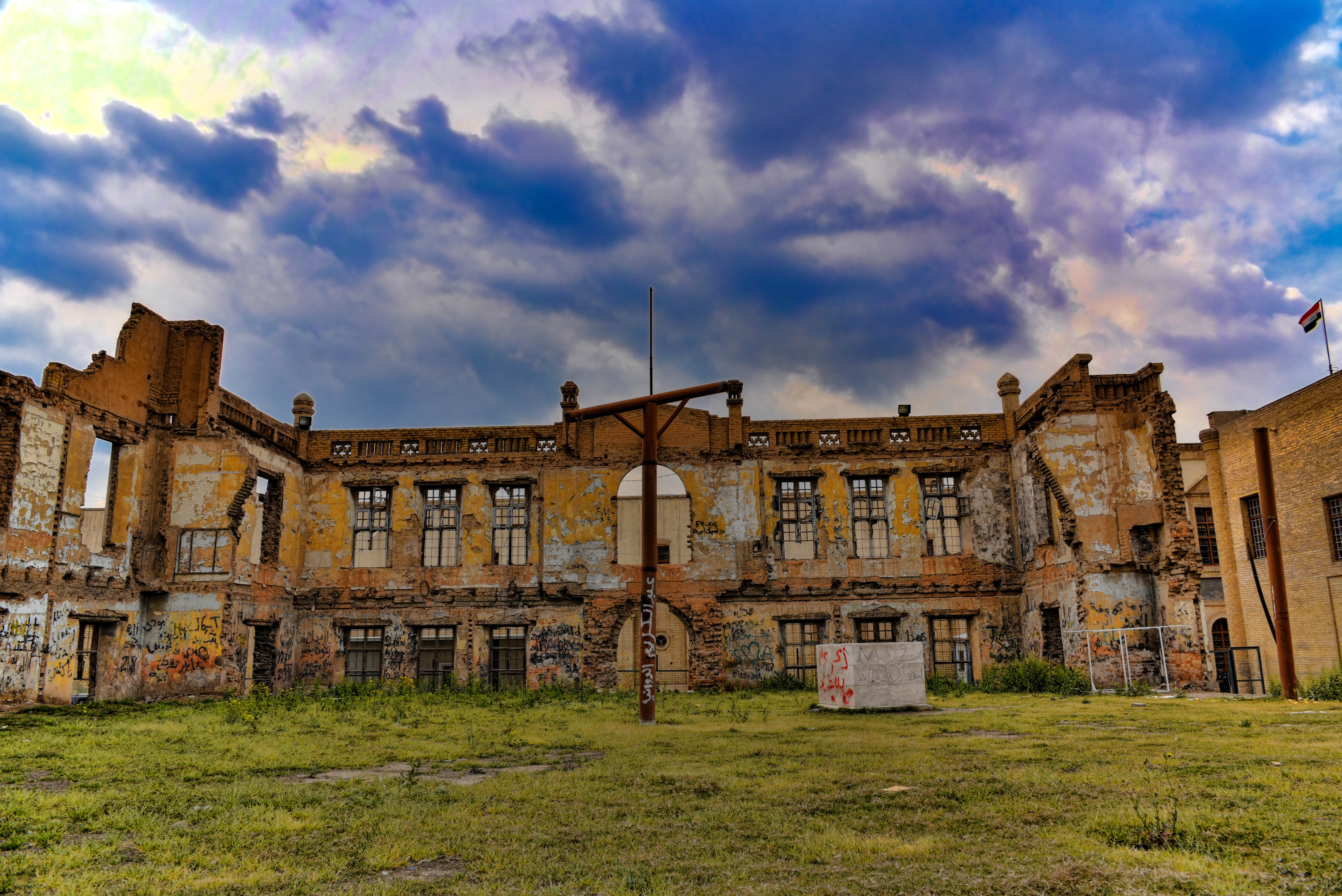
الآثار الباقية من بناية حاكم تحقيق بغداد مقابل مبنى القشلة 2017

تمتاز بغداد بالعديد من المعالم السياحية والأثرية مثل المتاحف المعروضة فيها آثار منوعة ومختلفة من جواهر وعملات وهياكل بشرية وتماثيل من
عصور ما قبل التاريخ حتى القرن السابع عشر الميلادي. ومن شواهدها الأبدية الآثار الإسلامية التي تتمثل في بقايا سور بغداد ودار الخلافة والمدرسة المستنصرية التي فيها ساعة المدرسة المستنصرية العجيبة ومقر المعتصم ومسجده الشهير وتحتوي على مساجد تاريخية عديدة منها: جامع الخلفاء والذي كان يسمى جامع الخليفة، وجامع الإمام الأعظم أبو حنيفة في الأعظمية، وجامع الأحمدية والذي كان فيه مدرسة تاريخية هي مدرسة الأحمدية، ومسجد الإمام موسى الكاظم وفيه الحضرة الكاظمية، وجامع مرجان في سوق الشورجة الذي كان يحتوي على المدرسة المرجانية، وجامع المنصور وجامع المهدي وجامع الرصافة، بالإضافة لمدارس تاريخية عريقة كالمدرسة الشرفية بجوار قبر أبي حنيفة النعمان والمدرسة الموفقية ومدرسة الآصفية، والمدرسة النظامية. وتعاني المباني التراثية في بغداد حاليا من الإهمال والتعدي عليها، خاصة بعد الغزو الأمريكي للعراق عام 2003.
كما تحوي المدينة على عدد من المناطق الترفيهية، مثل مدينة ألعاب الرصافة، ومدينة العاب الكرخ، وجزيرة بغداد السياحية، ومتنزه حديقة الزوراء، وجزيرة الأعراس، والخضراء، وغيرها. هذا بالإضافة إلى عدد من النوادي الاجتماعية مثل: نادي الصيد، ونادي الفروسية، ونادي العلوية، ونادي الهندية، ونادي المنصور .

## المعالم الدينية

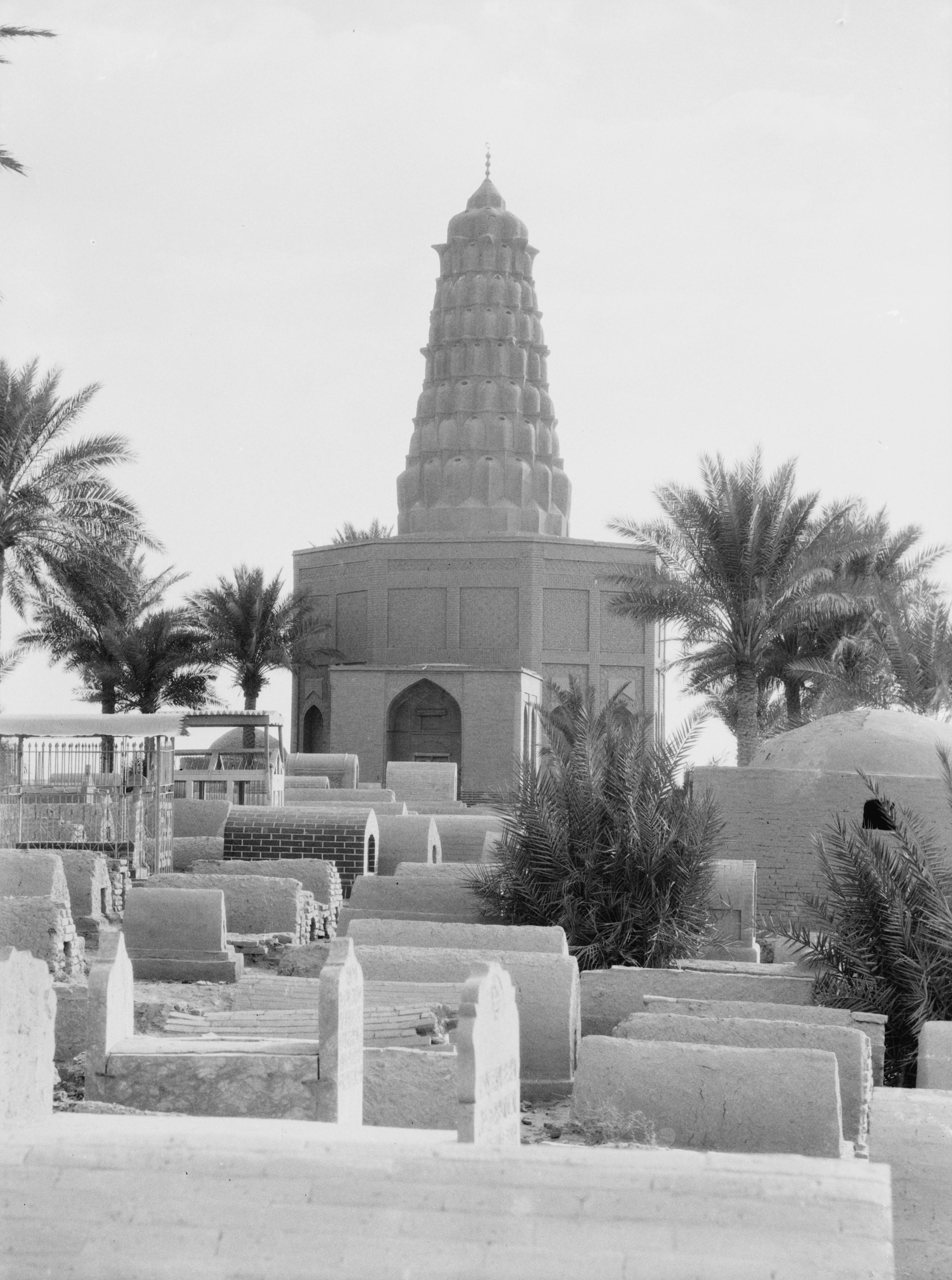
مرقد زمرد خاتون أم الناصر لدين الله العباسي في وسط مقبرة الشيخ معروف

### الإسلامية
تحتوي مدينة بغداد على عدد كبير من المساجد التاريخية والمراقد الأثرية والأضرحة القديمة. وفيما يلي قائمة بأشهرها مرتبة حسب تاريخ بناؤها:
- جامع الإمام الأعظم، (375هـ/1065م).
- جامع قمرية، (626هـ/1228م).
- مسجد الأباريقي، (647هـ/1250م).
- مرقد ومسجد صدر الدين، (671هـ/1272م).
- جامع السراي، (692هـ/1293م).
- الحضرة القادرية، أنشئت في القرن السادس الهجري وفيها مرقد الشيخ عبد القادر الجيلاني.
- جامع الخلفاء، المنارة من القرن السابع الهجري.
- جامع ومرقد النبي يوشع، تاريخ بناؤه غير معروف.
- مرقد أبو بكر الشبلي، بني في عهد الدولة العباسية.
- جامع العاقولي، (728هـ/1327م).
- جامع مرجان، (758هـ/ 1356م).
- جامع الوفائية، (800هـ/1397م).
- مسجد ومرقد حبيب العجمي، بني في القرن التاسع الهجري.
- الحضرة الكاظمية، وفيها مرقد الإمام موسى الكاظم (929هـ/1524م).
- جامع المرادية، (978هـ/1570م).
- مسجد الشيخ كنعان، (1004هـ/1595م).
- جامع الوزير، (1070هـ/ 1660م).
- جامع وتكية الخالدية، (1083هـ/1672م).
- جامع حسين باشا، (1085هـ/1674م).
- جامع القبلانية، (1088هـ/1677م).
- جامع الأزبك، (1093هـ/ 1682م).
- مسجد أحمد المكي، تاريخ بناؤه قبل 400 عام ثم أنشئت له في عام 1419هـ /1999م منارة مئذنة.
- جامع الشيخ موسى الجبوري، (1119هـ/1707م).
- جامع علي أفندي، (1123هـ/1711م).
- جامع الشيخ سراج الدين، (1131هـ/1719م).
- جامع العادلية، (1163هـ/1749م).
- جامع حنان، (1197هـ/1782م).
- جامع الخفافين، (1202هـ/1788م).
- جامع الأحمدية، (1211هـ/1796م).
- مرقد وتكية عبد الله العيدروسي، (1217هـ/1802م).
- مسجد آل جميل، (1219 هـ/1804م).
- مسجد أمين خليل الباجه جي، (1221هـ/1806م).
- جامع المصرف، (1227هـ/1812م).
- جامع الحيدرخانة، (1234هـ/1819م).
- مسجد الحاج نعمان الباجه جي، (1235هـ/1819م).
- جامع الحاج أمين جلبي، (1237هـ/1822م).
- مقام الخضر (مدرسة السويدي)، (1239هـ/1823م).
- جامع الآصفية، (1242هـ، 1826م).
- مسجد الشيخ بشار، (1253هـ/1837م).
- جامع التكارتة، (1254هـ/1838م).
- مسجد أسماء خانم، (1260هـ/1844م).
- جامع الخنيني، (1292هـ/1875م).
- جامع الخلاني، (القرن الثاني عشر الهجري).
- مسجد محمد الألفي، (القرن الثاني عشر الهجري).
- مسجد الشابندر، (1320هـ/1902م).
- جامع 17 رمضان، (عام 1355هـ/ 1938م).
- جامع فتاح باشا، (1362هـ/1943م).
- جامع الأورفلي، (1371هـ/ 1951م).
- جامع الدهان، (1372هـ/1953م).
- جامع الشاوي، (1372هـ/1954م).
- جامع براثا، غير معروف تاريخ بناؤه وآخر بناء وتعمير له في عام (1375هـ/1956م).
- جامع العسافي، (1375هـ/1956م).
- مسجد الحاج رؤوف، (1378هـ/ 1958م).
- مسجد ملا خطاب، (1950م-1959م).
- مسجد الشيخ جلال، (1380هـ/1960م).

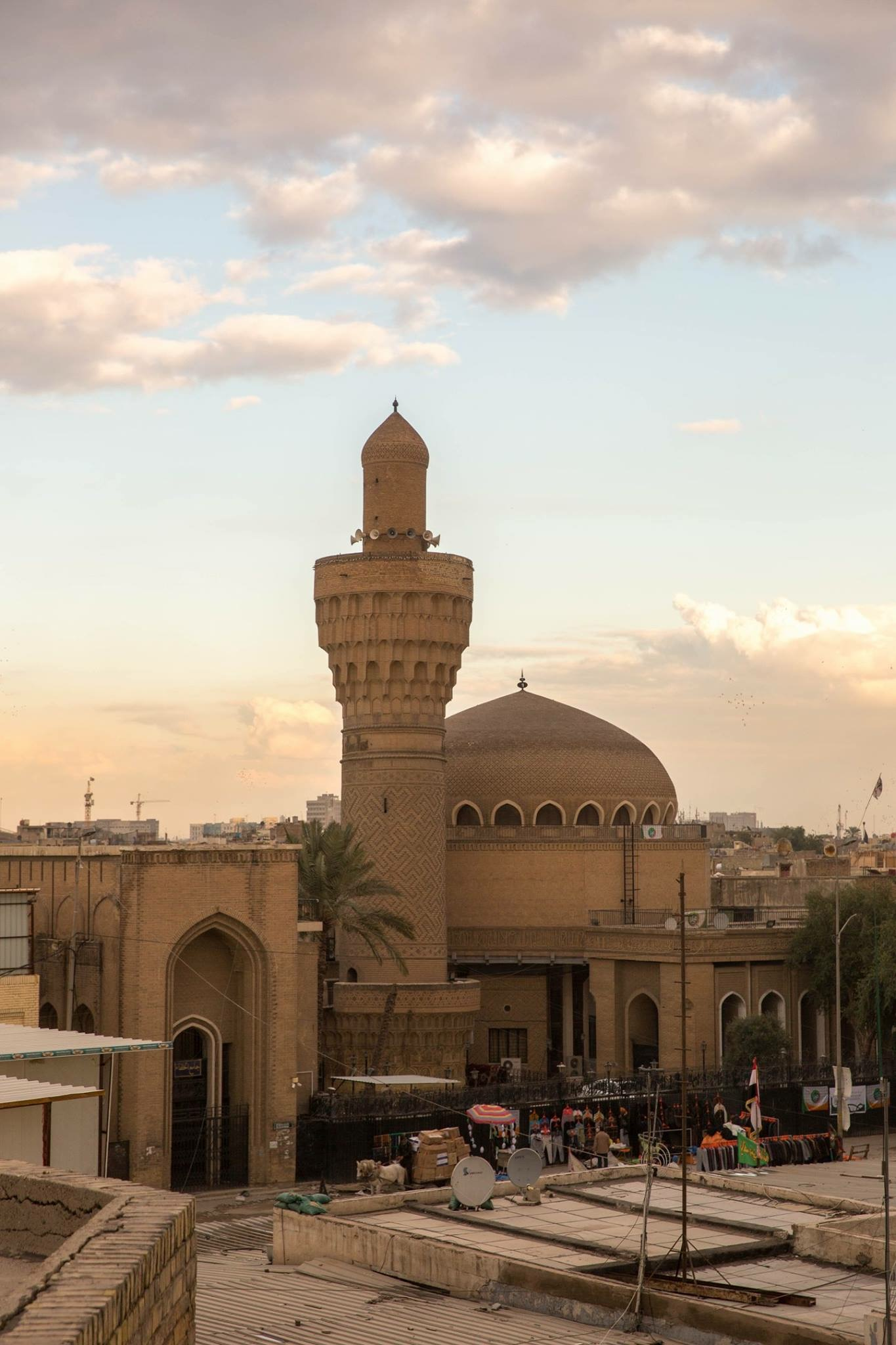
جامع الخلفاء في بغداد عام 2016
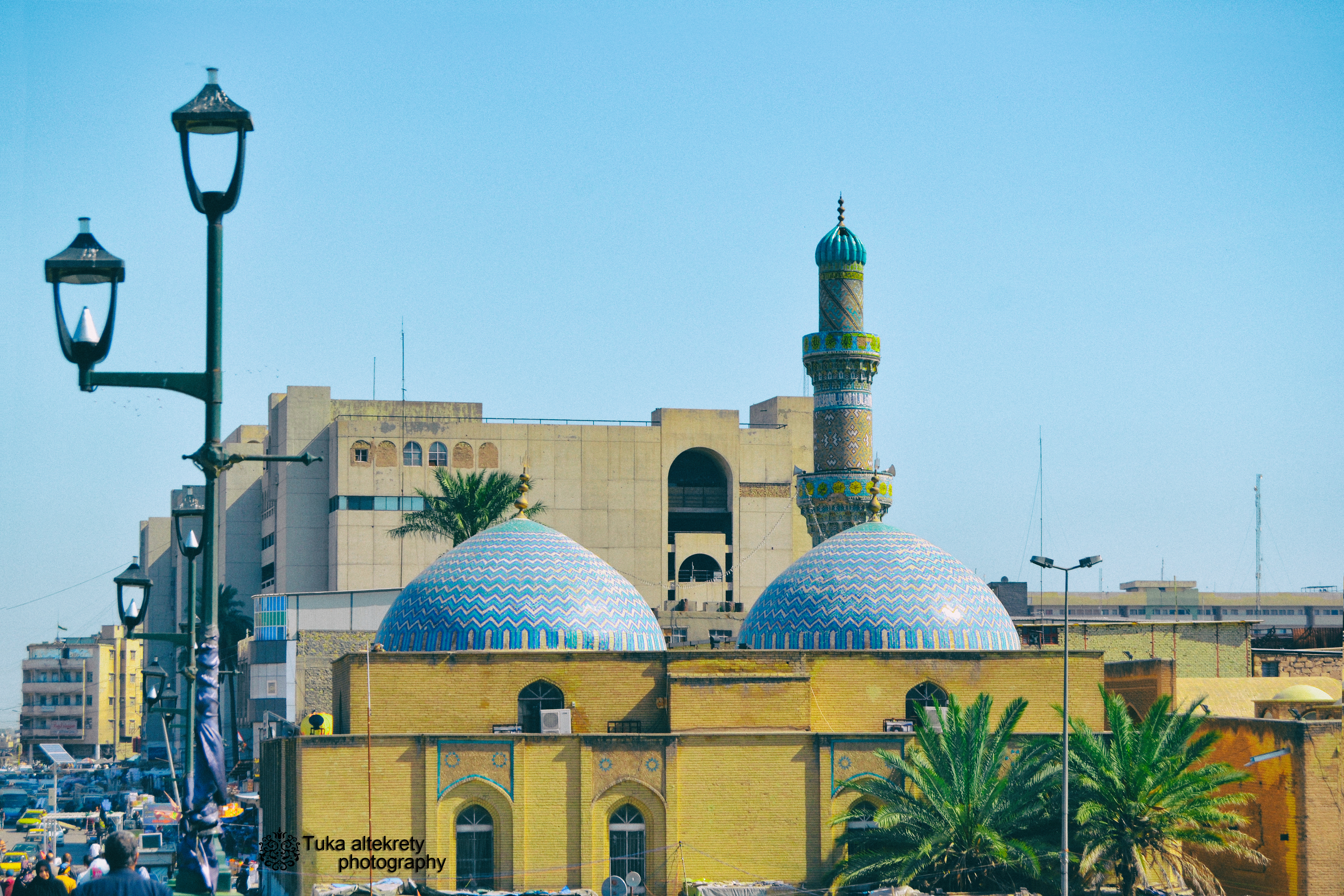
جامع الآصفية والذي كان يحتوي على المدرسة الآصفية
مبنى جامع مرجان في شارع الرشيد
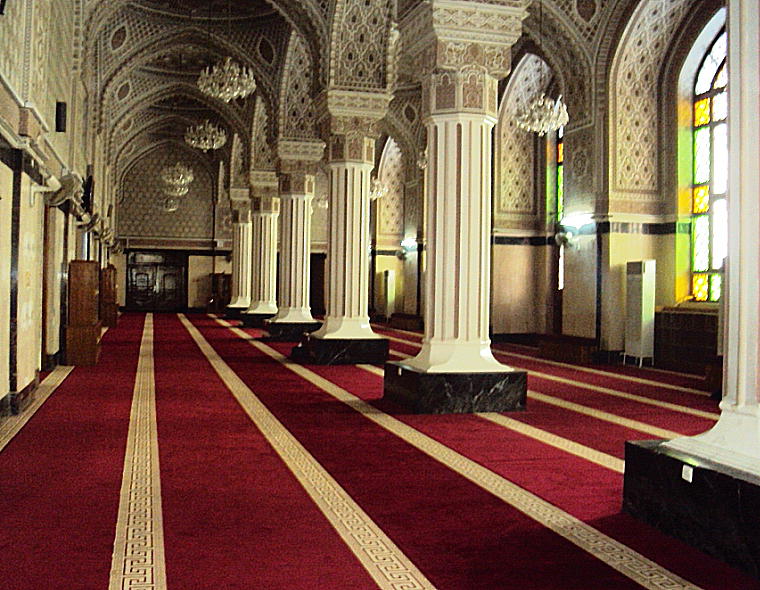
مصلى جامع أبي حنيفة في بغداد
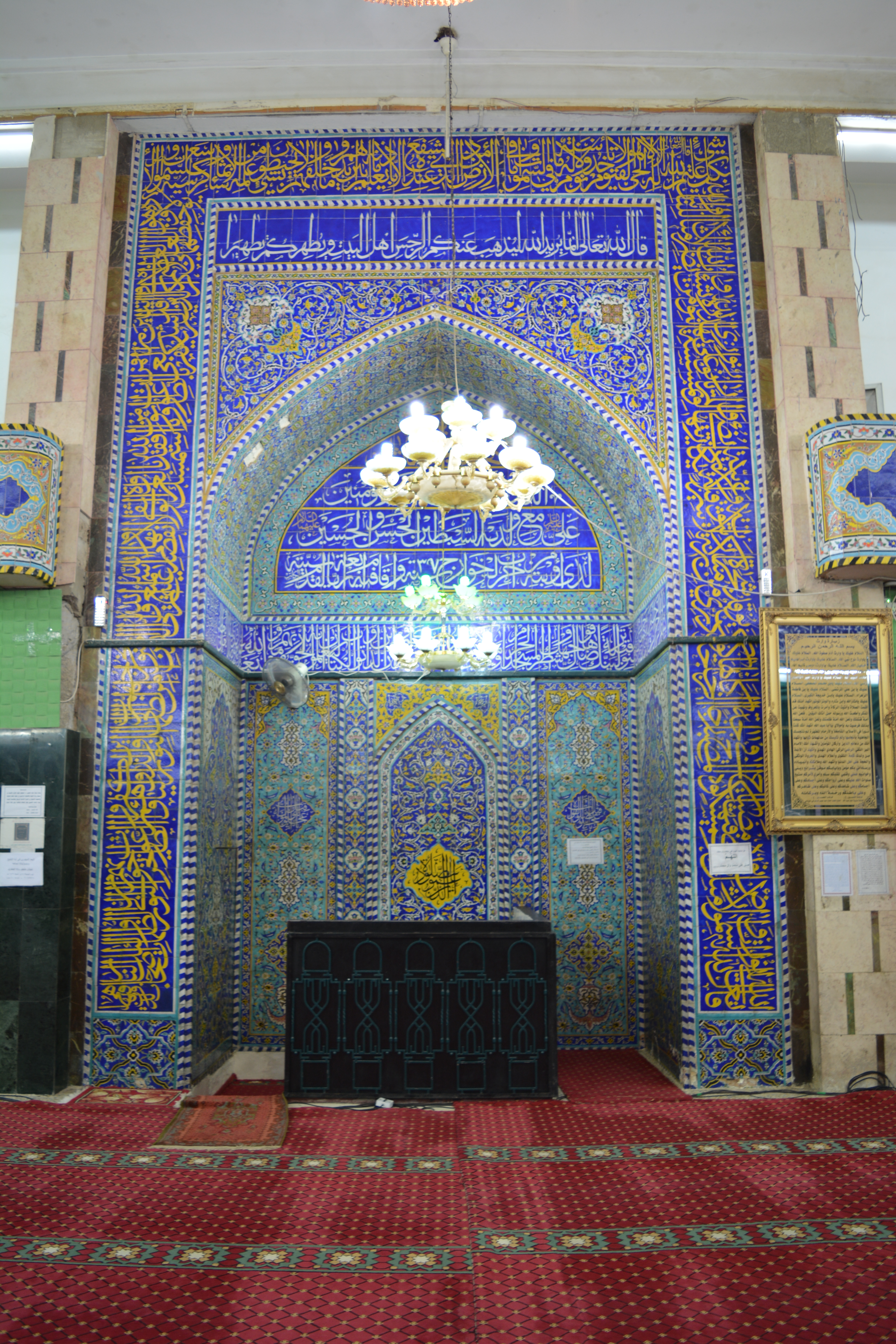
محراب جامع براثا الأثري

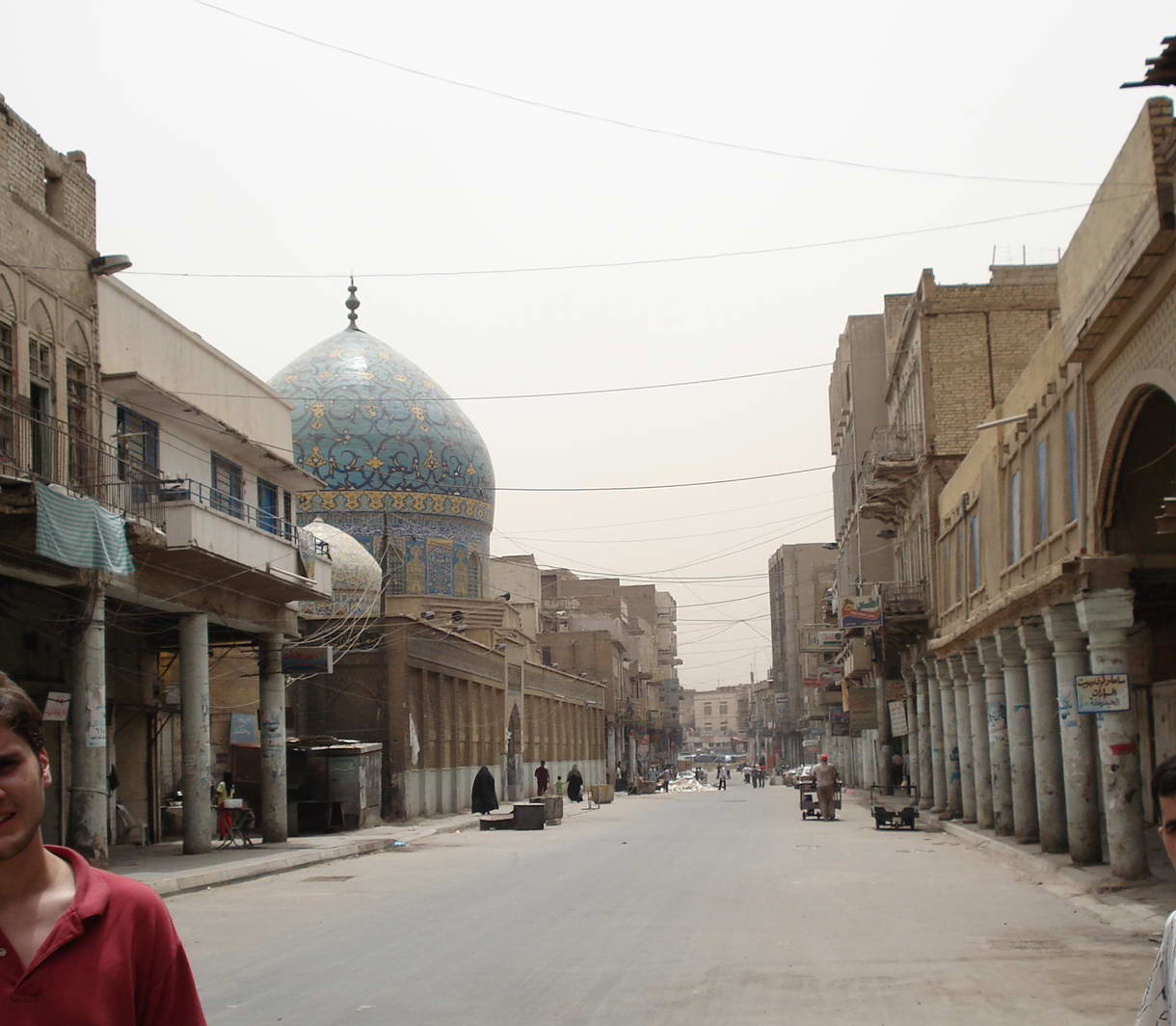
جامع الحيدر خانة في شارع الرشيد.
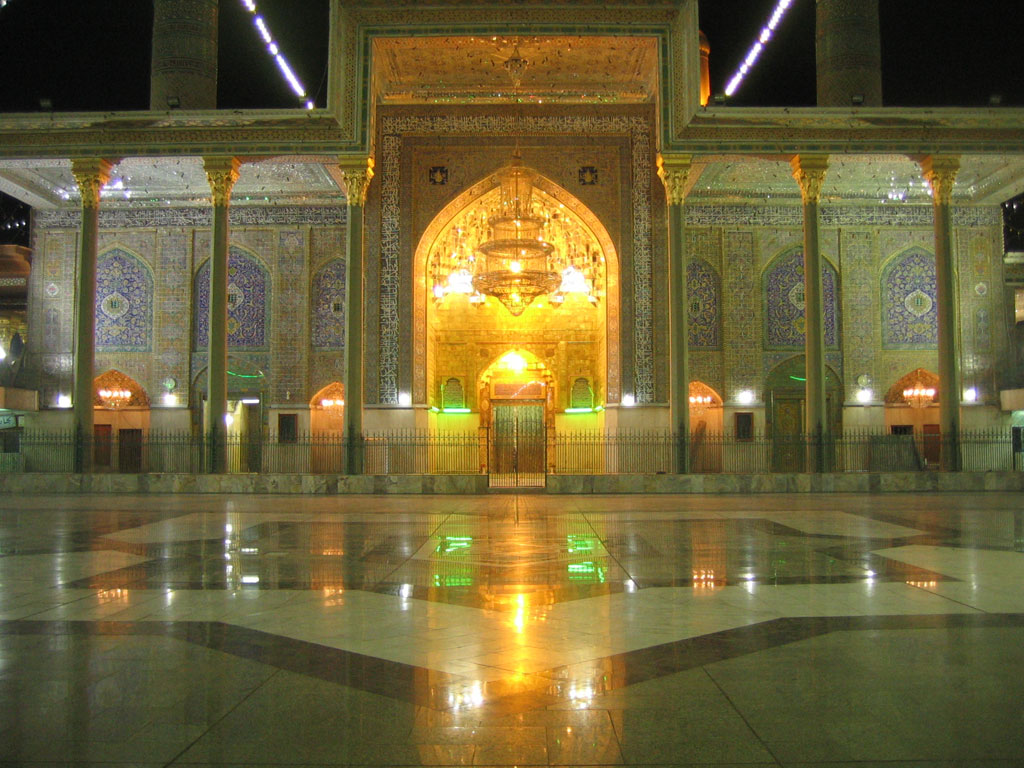
الحضرة الكاظمية ليلاً.
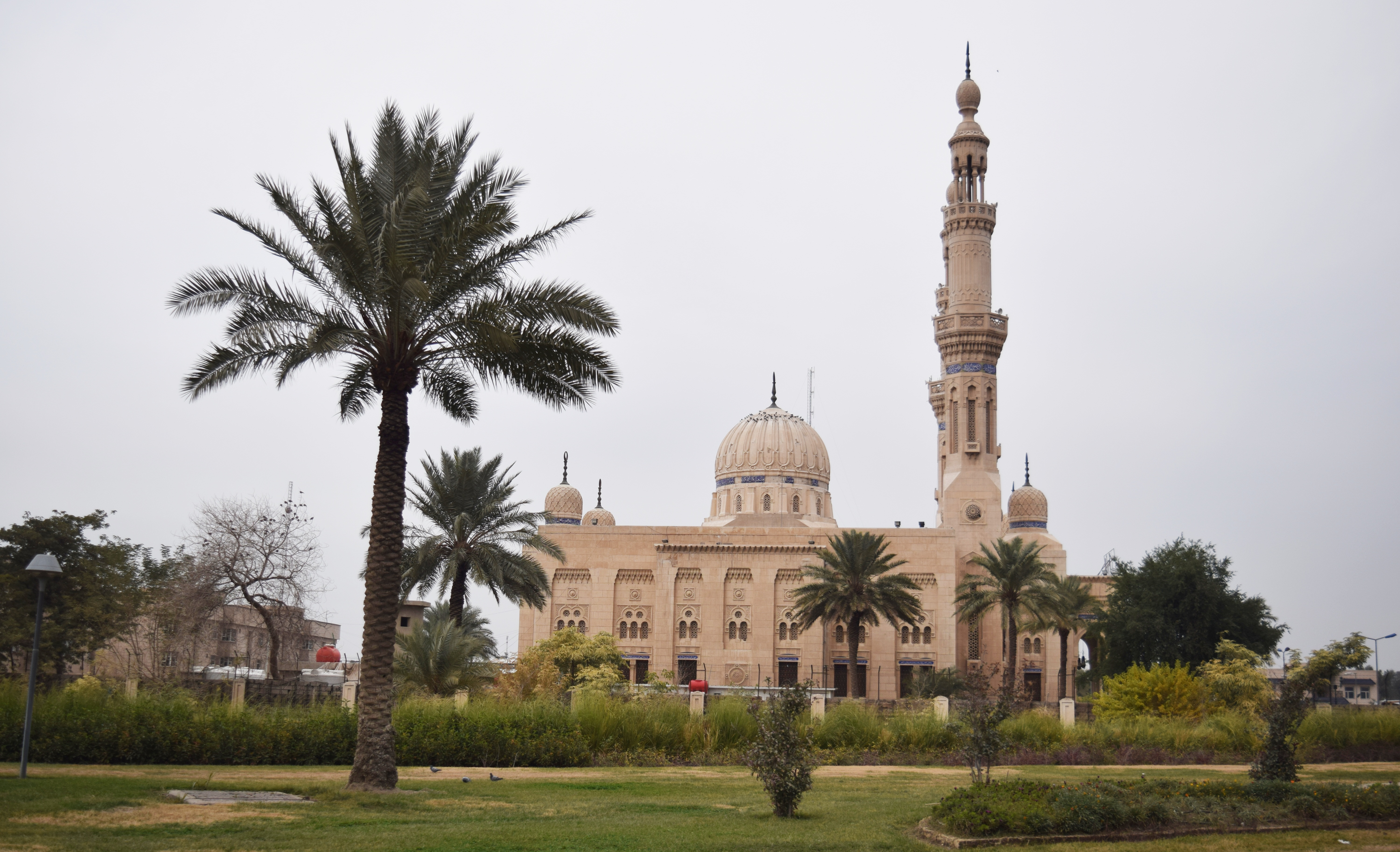
جامع أم الطبول في اليرموك.
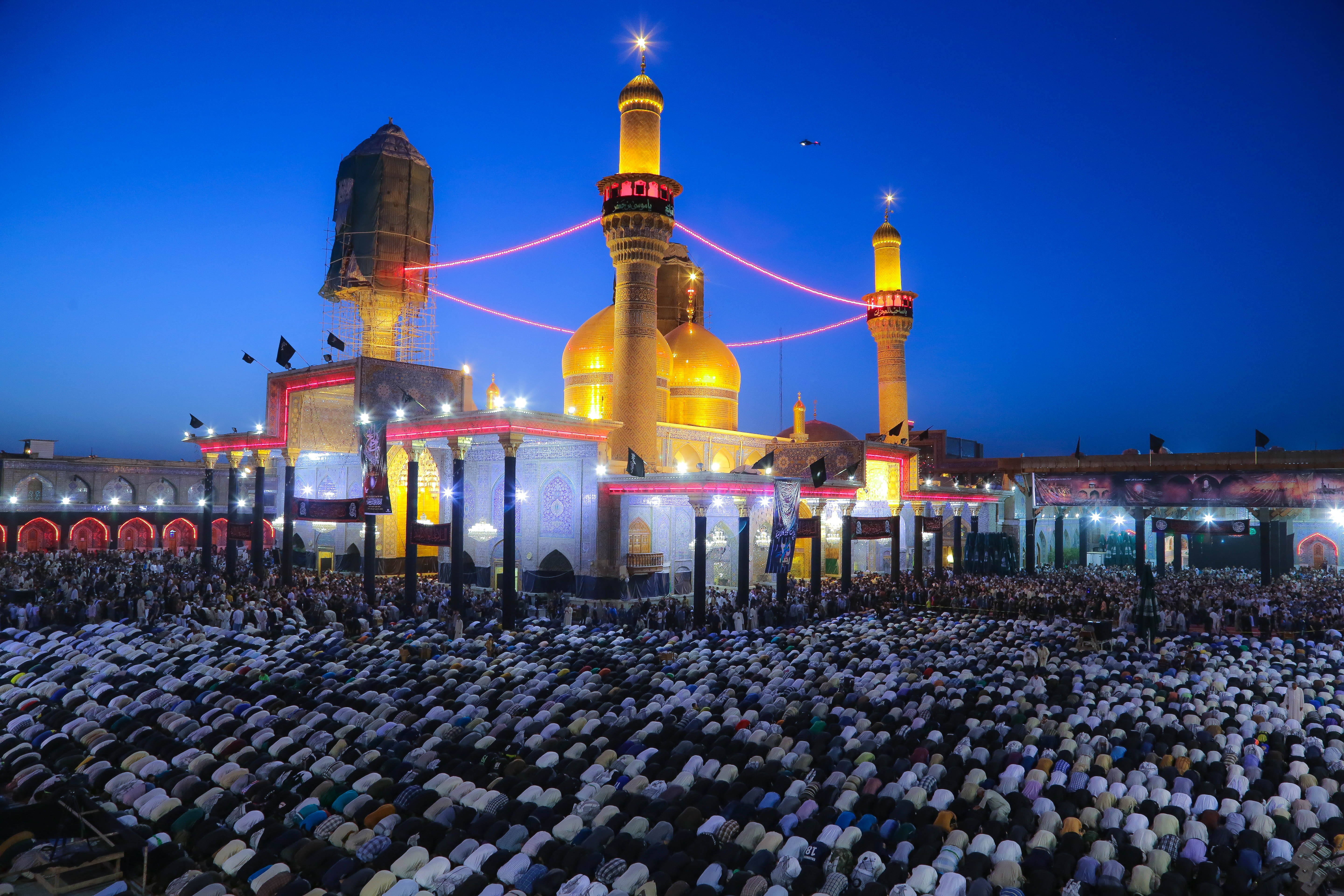
الحضرة الكاظمية عام 2015

### مسيحية

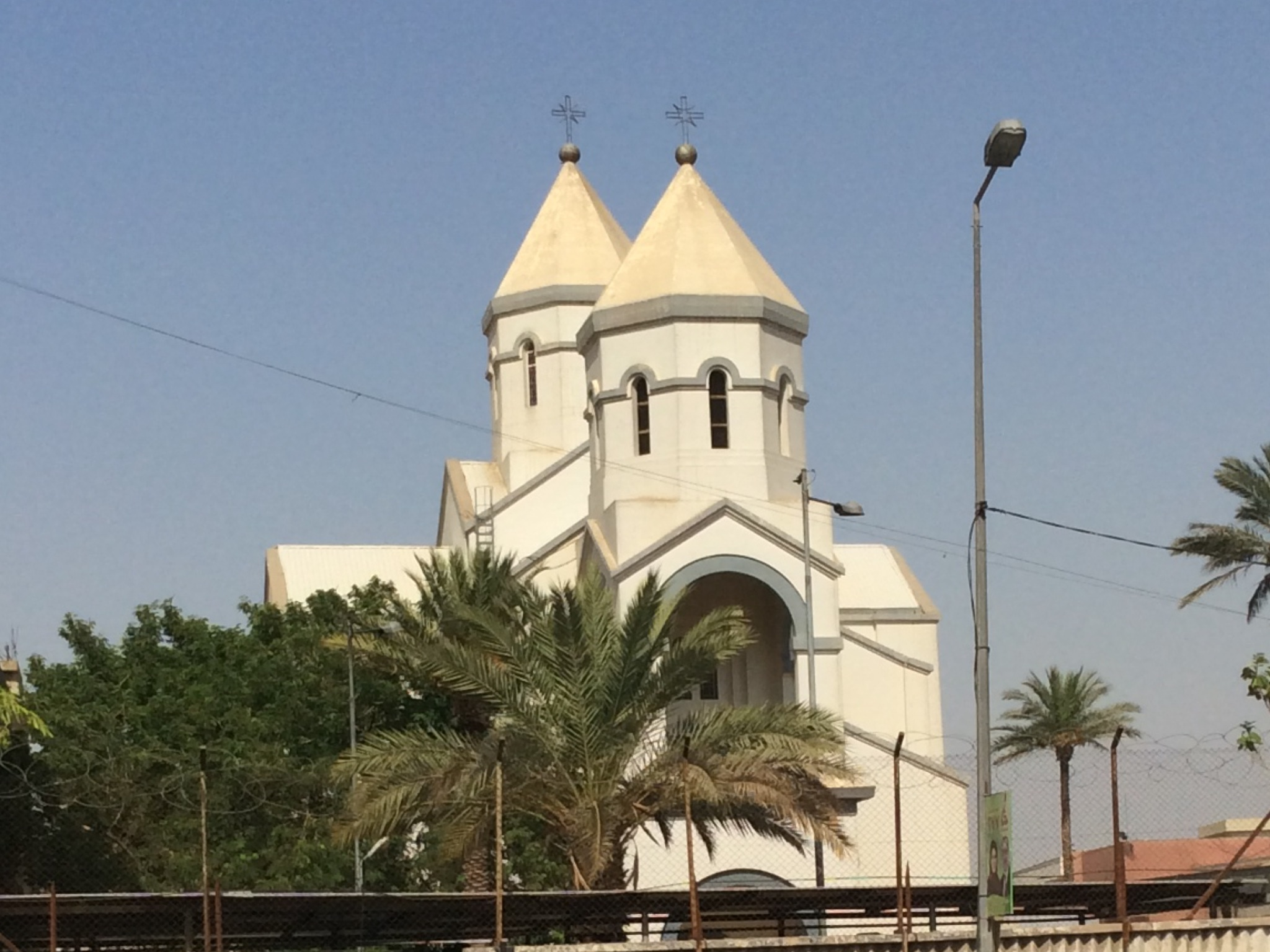
كنيسة الأرمن في بغداد منطقة باب الشرقي

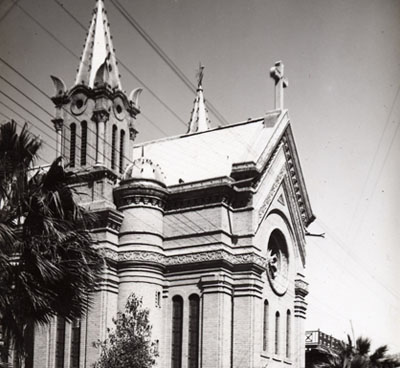
كنسية مريم العذراء وتقع في منطقة السنك في بغداد

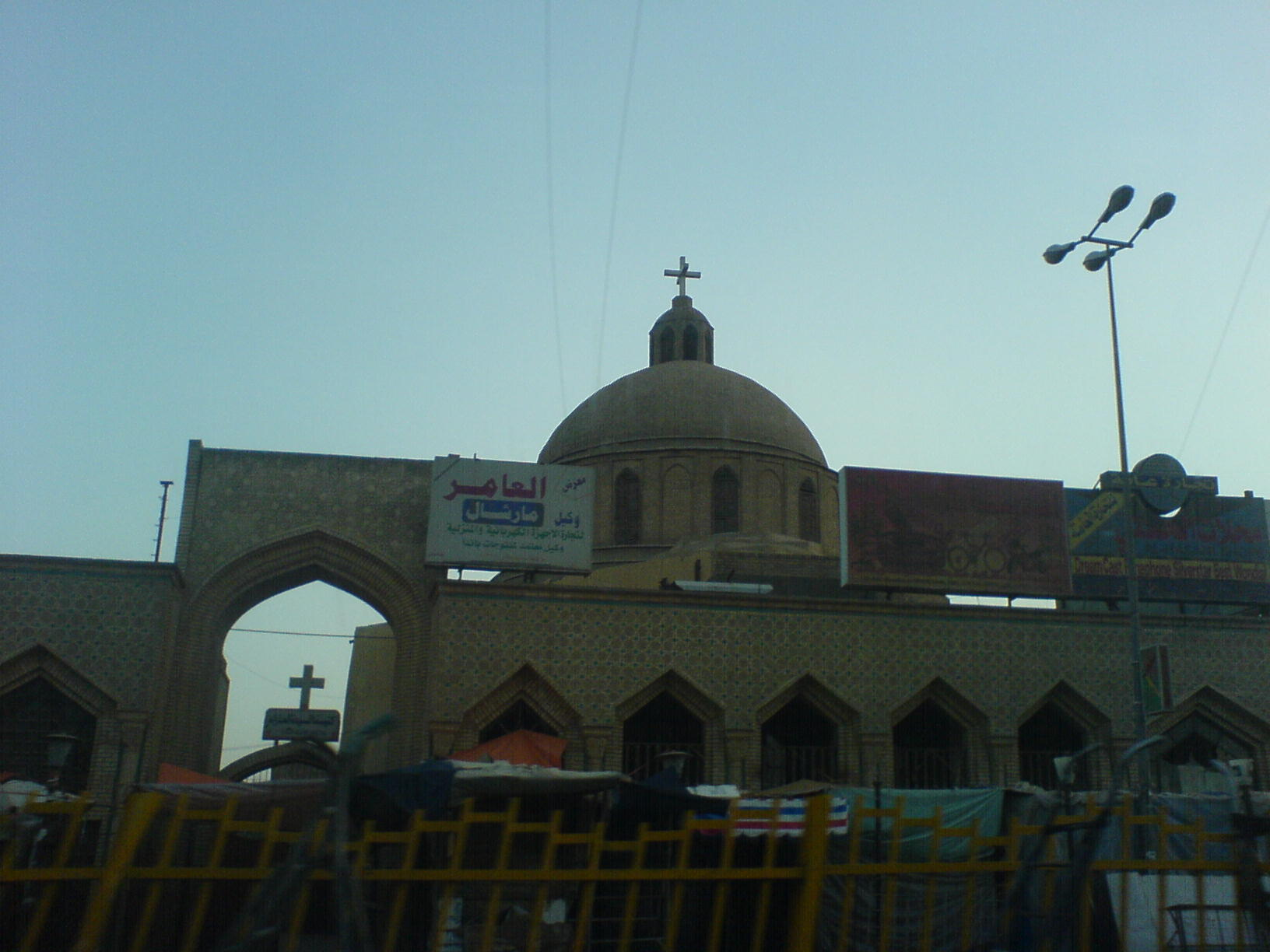
إحدى كنائس بغداد

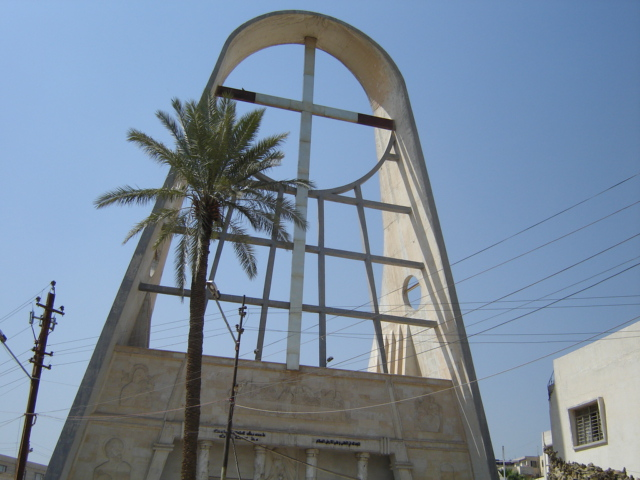
كنيسة سيدة النجاة في منطقة الكرادة

تضم مدينة بغداد العشرات من الكنائس المسيحية المنتشرة في مختلف أنحائها، حيث تواجدت الطائفة المسيحية في بغداد منذ إنشائها في العصر العباسي. بل يُرجع بعض المؤرخون تواجد المسيحية في موقع مدينة بغداد الحالي إلى ما قبل إنشاء مدينة بغداد على يد الخليفة أبو جعفر المنصور، حيث أشار بعض المؤرخون إلى وجود أديرة مسيحية قديمة في أطراف موقع بغداد الحالي. حالياً أكبر تجمع مسيحي عراقي موجود في بغداد. المسيحيون في بغداد يتألفون من عدة طوائف غالبيتهم من الكاثوليك لكن يوجد تجمع كبير للكنائس الأرثوذكسية[ ؟ ] مع تواجد أكبر تجمع بروتستانتي في العراق في بغداد.

أدناه قائمة بالكنائس والأديرة الموجودة في مدينة بغداد المعاصرة وتشمل جميع الطوائف المسيحية في العراق:
| - كنيسة مار جرجس، مطرانية الروم الأرثوذكس منطقة كمب سارة بغداد. - كاتدرائية القديس يوسف للاتين، شارع 42، قرب ساحة الواثق، بغداد. - كنيسة العذراء فاتيما للاتين، كرادة مريم، قرب مجمع الصالحية السكني، بغداد. - كنيسة القديس رافائيل للاتين، الكرادة داخل، بغداد. - كنيسة يوحنا المعمدان للكلدان في الدورة جنوب بغداد. - كنيسة مار أفرام للكلدان في الشالجية. - كنيسة مار يوسف شفيع العمال للكلدان في نفق الشرطة ببغداد. - كاتدرائية القديس أندراوس الرسول، للروم الأرثوذكس في بغداد. - كنيسة الصعود للكلدان في حي المشتل شرق بغداد. - كنيسة مار ماري للكلدان في شارع فلسطين شرق بغداد. - كنيسة أم الأحزان للكلدان في عقد النصارى وسط بغداد. - كنيسة أُم المعونة للكلدان قرب بارك السعدون وسط بغداد. - كنيسة العائلة المقدسة للكلدان في البتاويين وسط بغداد. - كنيسة مار يوسف، (خربندة) للكلدان في حي الكرادة، بغداد والتي بنيت عام 1956م. - كنيسة مريم العذراء سلطانة الوردية للكلدان كرادة خارج، بغداد شيدت عام 1961م (يزورها المسلمون والمسيحيون من أهل المنطقة على حد سواء للتبرك). - كنيسة الأدفنتست (السبتيين) في شارع النضال شرق بغداد وقد بنيت سنة 1958م. - كنيسة القلب الأقدس للأرمن الكاثوليك وتقع في الكرادة الشرقية، بغداد. - كنيسة الثالوث الاقدس للكلدان، الحبيبية، بغداد. - كنيسة مار بثيون للكلدان، حي البلديات، شرق بغداد افتتحت عام 1978م. - كنيسة مار بطرس وبولس للكلدان، حي الميكانيك، جنوب بغداد. - كنيسة تهنئة العذراء للكلدان، حي زيونة، شرق بغداد. - كنيسة مار توما، النعيرية شرق بغداد. - كنيسة القديسة شموني المشرق الآشورية، حي الآثوريين الدورة جنوب بغداد. - كاتدرائية مريم العذراء للكنيسة الشرقية القديمة، حي الرياض بغداد. - كنيسة القديسة حنه للكلدان، بغداد. - كنيسة مار كوركيس للكلدان، بغداد الجديدة، شرق بغداد. - كنيسة مار بولس للكلدان، الزعفرانية، جهة الرصافة[ ؟ ] شرق بغداد. - كنيسة الرسولين بطرس وبولس للسريان الأرثوذكس في شارع الجامعة التكنولوجية ببغداد شيدت عام 1964م. - كنيسة مار إيليا الحيري للكلدان، حي بغداد الجديدة شرق بغداد. - كنيسة الروم الكاثوليك في حي الكرادة الشرقية ببغداد شيدت عام 1962م. - كنيسة انتقال مريم العذراء للكلدان، حي المنصور، غرب بغداد بنيت عام 1966م. - دير مار أنطونيوس، بغداد. - كنيسة مار زيا المشرق الآشورية في حي كرادة مريم وسط بغداد. | - كنيسة سيدة الكرمل للاتين - كنيسة الحياة الجديدة الرسولية، شارع 42. - كنيسة الاتحاد الإنجيلية الوطنية، قرب ساحة الوائق، الرصافة بغداد. - الكنيسة الآثورية الإنجيلية في ساحة الطيران ببغداد. - الكنيسة الإنجيلية الأرمنية في بغداد الكرادة - كنيسة مار عوديشو المشرق الآشورية قرب كراج الأمانة ببغداد. - كنيسة مار ماري المشرق الآشورية في منطقة الأمين شرق بغداد. - كاتدرائية سيدة النجاة للسريان الكاثوليك في حي الكرادة بغداد المشهورة بصليبها الكبير الذي تستطيع ملاحظته من جميع أرجاء الكرادة وتعرف محلياً باسم أم الطاق. شيدت عام 1968م. - كنيسة السريان الكاثوليك في الباب الشرقي[ ؟ ]، وسط بغداد بنيت عام 1841. - كنيسة سانت جورج الأنجليكانية في الباب الشرقي وسط بغداد. - كنيسة مار بهنام الشهيد للسريان الكاثوليك في الغدير، افتتحت عام 1982م. - كنيسة مار متي للسريان الأرثودكس في الغدير. - كنيسة مار يوسف للسريان الكاثوليك في المنصور[ ؟ ] ببغداد. - كنيسة مار كيوركيس للآثوريين في الدورة. - كنيسة غريغور الأرمنية أو كنيسة القديس كريكور للأرمن الأرثوذكس في الباب الشرقي[ ؟ ]. وأحيانا تسمى كنيسة مسكنته. - كنيسة مريم العذراء للأرمن في منطقة الميدان. وهي أقدم كنائس الارمن إذ بنيت عام 1639م زمن الدولة العثمانية بناءّ على طلب أحد القادة العسكريين والذي كان أرميني الأصل بعد أن سجلت طائفة الأرمن كطائفة تدين بالمسيحية في العراق عام 1638. - كنيسة القديس كرابيت للأرمن الأرثوذكس في كمب سارة شرق بغداد. - كنيسة اللاتين أو السيدة العذراء ل الأقباط الأرثودكس حاليا، تقع في شارع الخلفاء في الشورجة ببغداد، بنيت عام 1866.يوجد فيها قبر أنستانس الكرملي الذي توفي عام 1947. - كاتدرائية سيدة الزهور للأرمن الكاثوليك في الكرادة. - كنيسة مارعمانوئيل للسريان الأرثوذكس في حي الجامعة، بغداد. - كنيسة مار قرداغ المشرق الآشورية في كمب الكيلاني شرق بغداد. - كنيسة مريم العذراء المشرق الآشورية في النعيرية[ ؟ ] شرق بغداد. - كنيسة حافظة الزروع للكلدان، في البياع جنوب بغداد. - كنيسة مريم الطاهرة في كمب الكيلاني شرق بغداد. - كنيسة مار يعقوب للكلدان في حي آسيا في الدورة جنوب بغداد. - كنيسة القديسة ترازيا في السنك في بغداد. - كنيسة مار توماس للسريان الأرثوذكس في المنصور - كنيسة الحكمة الإلهية للكلدان في الصليخ في بغداد. - دير أخوة الفوكولاري في حي الدورة جنوب بغداد. - دير الرهبان الكلدان في الدورة جنوب بغداد. - دير راهبات الكلدان في حي المسبح شرق بغداد. - دير الآباء الدومينكان في حي العلوية وسط بغداد. - دير الآباء السالزيان في حي الدورة جنوب بغداد. - دير الملاك روفائيل في حي الميكانيك في الدورة جنوب بغداد. - كنيسة مار بهنام وأخته سارة للسريان الأرثوذكس في الدورة حي الميكانيك - دير القديسة حنه للراهبات الكلدان في بغداد الكرادة - كنيسة القلب الأقدس للكلدان في ساحة التحريات - كنيسة الأقباط في بغداد الجديدة - دير السلام في شارع فلسطين - كنيسة السريان الأرثوذكس في زيونة - كنيسة مار زيا الطوباوي حي الميكانيك في الدورة |

### الصابئية
حسب رأي ومعتقد الديانة المندائية فإنها تعتبر أحد الأديان الإبراهيمية وهي أصل جميع تلك الأديان التوحيدية السابقة وهي حسب رأيهم من أول الأديان القديمة، وأتباعها من الصابئة يتبعون أنبياء الله آدم، شيث، إدريس، نوح، سام بن ونوح، يحيى بن زكريا وقد كانوا منتشرين في منطقة بلاد الرافدين وفلسطين، ولا يزال بعض من أتباعها موجودين في العراق كما أن هناك تواجد للصابئة في إقليم الأحواز في إيران إلى الآن ويطلق عليهم في اللهجة العراقية «الصبّة»، وكلمة الصابئة إنما مشتقة من الجذر (صبا) والذي يعني باللغة المندائية اصطبغ، بمعنى غط أو غطس في الماء والغطس في الماء هي من أهم شعائرهم الدينية وبذلك يكون معنى الصابئة أي المصطبغين بنور الحق والتوحيد والإيمان.
- مندي طائفة الصابئة: هو معبد الصابئة، وفيه كتبهم المقدسة، ويجري فيه تعميد رجال الدين، يقام على الضفاف اليمنى من الأنهر الجارية، له باب واحد يقابل الجنوب بحيث يستقبل الداخل إليه نجم القطب الشمالي، لا بدَّ من وجود قناة فيه متصلة بماء. ولا بدّ من وجود علم يحيى فوقه في ساعات العمل. يقع مندي طائفة الصابئة الذي يوجد في بغداد، في حي القادسية على ضفاف نهر دجلة.[3]

## أسواق

### أسواق شعبية
- شارع المتنبي: يقع شارع المتنبي في وسط العاصمة العراقية بغداد بالقرب من منطقة الميدان وشارع الرشيد. ويعتبر شارع المتنبي السوق الثقافي لأهالي بغداد حيث تزدهر فيه تجارة الكتب بمختلف أنواعها ومجالاتها وينشط عادة في يوم الجمعة. ويوجد فيه مطبعة تعود إلى القرن التاسع عشر. كما يحتوي على عدد من المكتبات التي تضم كتباً ومخطوطات نادرة إضافة إلى بعض المباني البغدادية القديمة، وكانت مباني المحاكم المدنية قديماً والمسماة حالياً بمبنى القشلة، وهي المدرسة الموفقية التي بناها موفق الخادم، وكانت هذه المدرسة في مبنى القشلة الحالي (والذي كان موضع مديرية العقاري «الطابو» ووزارة العدل في العهد الملكي)، وحالياً هو سوق لبيع الكتب والمجلات القديمة والحديثة.
- سوق الشورجة: من أسواق بغداد القديمة والمشهورة يعود تاريخ إنشائه إلى عصر الدولة العباسية المتأخر، ويمتد موقعها القديم من شارع الكفاح ثم شارع الجمهورية ولغاية موقع جامع مرجان في شارع الرشيد.[4]
- سوق الصفافير: هو سوق ترجع تسميته بهذا الاسم نسبة للصفر (معدن النحاس)، حيث يشتهر هذا السوق بصناعة الصحون والأواني المنزلية وأباريق الشاي والكاسات والملاعق، وإطارات الصور، والفوانيس النحاسية والنقش عليها. ويقع سوق الصفافير في بغداد وهو عبارة عن مجموعة من المحلات المنتشرة في الأزقة الضيقة الواقعة في منطقة باب الآغا قريبا من الشورجة في شارع الرشيد مقابل مبنى جامع مرجان، وتباع فيهِ المصنوعات والأدوات النحاسية. ويعتبر سوق الصفافير من الأسواق القديمة في بغداد والتي تعود لعصر الخلافة العباسية وهي كانت قديماً سوقاً قائمة في درب المسعودة في محلة سوق الثلاثاء، لتوفير احتياجات طلاب المدرسة النظامية والمدرسة المستنصرية.
- سوق الغزل: هو سوق معروف في بغداد يقع قرب جامع الخلفاء في الشورجة، وسوق الغزل كان ولا يزال سوقاً غريبة عجيبة، فهي تحوي محال صغيرة لبيع الحبوب الجافة والبقوليات والأعشاب ومحال أخرى لبيع الطيور الأليفة وبعض الطيور البرية النادرة كالصقور والطواويس بالأضافة إلى الكلاب النادرة، وأسماك الزينة، وتقع في منتصف السوق منارة ومئذنة سوق الغزل في جامعها القديم، والذي يعرف بجامع الخليفة.
- سوق الهرج: هو سوق معروف في وسط مدينة بغداد لبيع الأدوات المستعملة والأغراض القديمة جداً والتي تكون ذات قيمة تاريخية أثرية، وقد تجد هناك فيه كل نادر وغريب وما لا تجده في غيره من الأسواق. وفيهِ الكثير من التحف الفنية الراقية ويرتاده الناس لانخفاض أسعار بضائعه. ويختص هذا السوق بافتتاح خاص يوم الجمعة حيث يكثر فيه الباعة والمتسوقون. 
ويرجع تاريخ بناء هذا السوق إلى عهد الدولة العثمانية حيث شق الوالي العثماني ناظم باشا شارعاً سمي باسم شارع (خليل باشا جاده سي) على اسم خليل باشا حاكم بغداد عام 1910م، ثم سمي باسم شارع الرشيد، وسمي السوق باسم سوق الميدان وهي التسمية العربية القديمة لهُ، وأقدم من التسمية التركية (سوق هرج)، والتي تعني الفوضى وعدم النظام. ولقد غنت المغنية المعروفة أم كلثوم فيهِ عام 1935م، عندما قدمت إلى بغداد
- سوق مريدي: هو سوق شعبي يقع في الجانب الشرقي من مدينة بغداد، عاصمة العراق في منطقة مدينة الصدر وتحديدا في شارع يسمى شارع الجوادر وبين تقاطعي شارع الكيارة وشارع الشركة حيث يعادل طوله حوالي ثلاث قطاعات من قطاعات المدينة البالغ عددها 80 قطاعا أي ما يساوي 1500 متر بعرض 100 متر تقريبا وهو مستمر بالتوسع. ويختص هذا السوق ببيع مختلف الحاجيات ومن ضمنها الأشياء المسروقة والممنوعة. تأسس السوق بعد إنشاء مدينة الصدر بحوالي عشرة سنوات أي تقريبا في عام 1972م. وسمي بسوق مريدي نسبة إلى صاحب أول محلات بنيت في هذا السوق وكان يسمى مريدي.
- سوق السراي: يقع هذا السوق في بغداد بالقرب من شارع الرشيد وفي نهاية شارع المتنبي، ويشتهر ويعرف هذا السوق بتجارة الدفاتر والأوراق والكتب المدرسية. حيث يتم فيه بيع مختلف أنواع القرطاسية من دفاتر وأقلام وأدوات مكتبية. وتتكدس المحلات بأنواع القرطاسية على جانبي هذا السوق الذي لا يتعدى طوله 300 متر ولا يزيد عرض ممر المشاة فيه عن ثلاثة أمتار. وهو امتداد لسوق شارع المتنبي وسوق الهرج في الميدان، ويعتبر سوق السراي من أقدم الأسواق في بغداد. ولقد تزامن بناؤه مع بناء جامع الوزير حسن باشا، ابن الوزير محمد باشا عام 1660م. والسوق مجاور لسوق السراجين وكانت تسميته مقترنة بوظيفته الجغرافية ولم يكن حتى ذاك الوقت قد امتلك شخصية سوق المكتبات والوراقين، بل كان معنيا بالخدمات المرتبطة بأعمال الموظفين والمراجعين لدوائر الحكومة.
 وكان قد عرف قبل ذلك في القرن الخامس عشر الميلادي بسوق الجبقجية أي أصحاب مهنة (صناعة آلة التدخين) وأصحاب الحرف والمهن الجلدية والساعجية وغيرها من المهن.

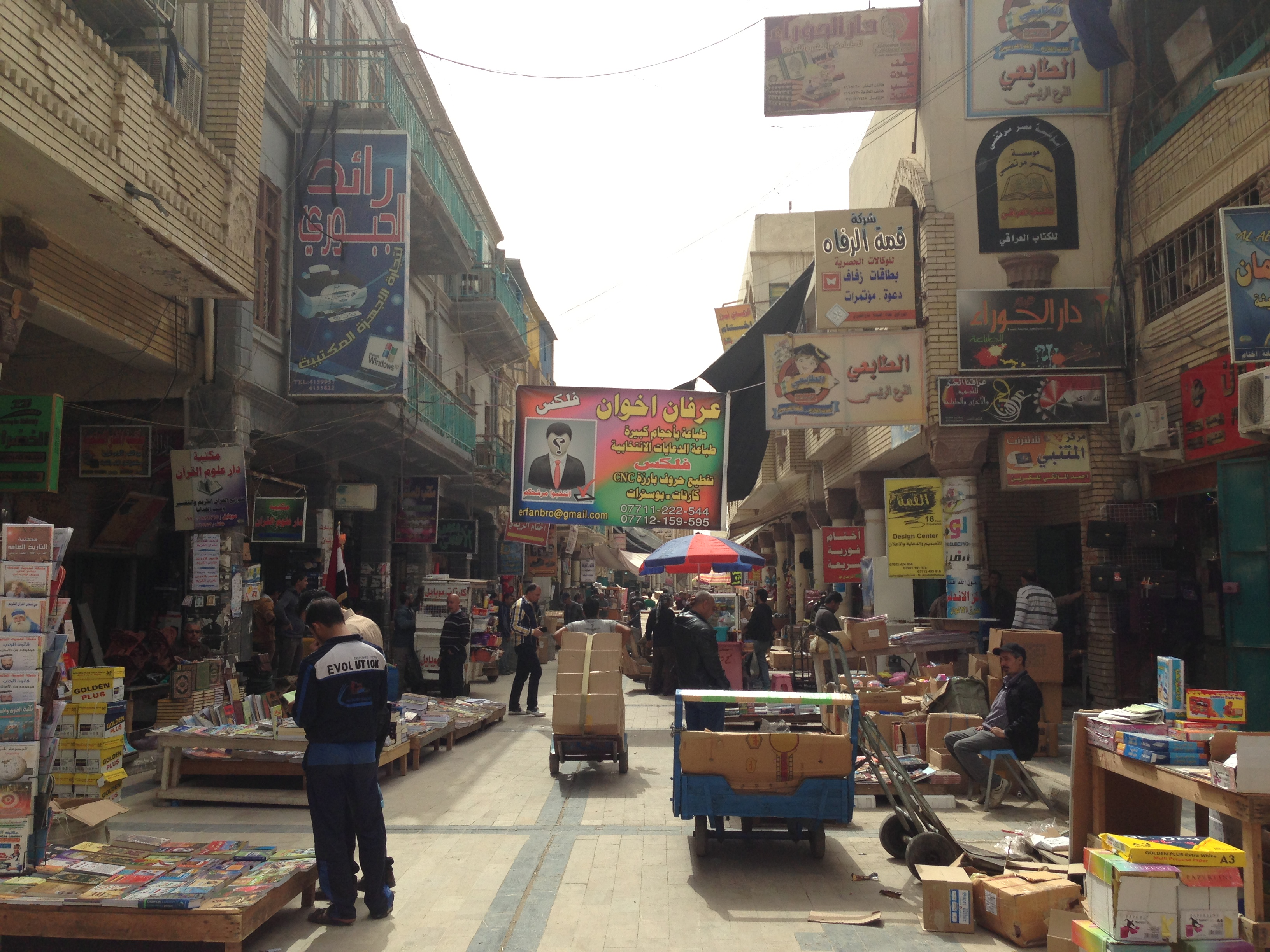
بيع الكتب على أرصفة شارع المتنبي 2013
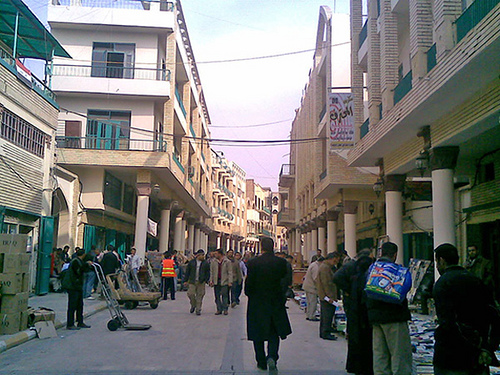
شارع المتنبي في عام 2009
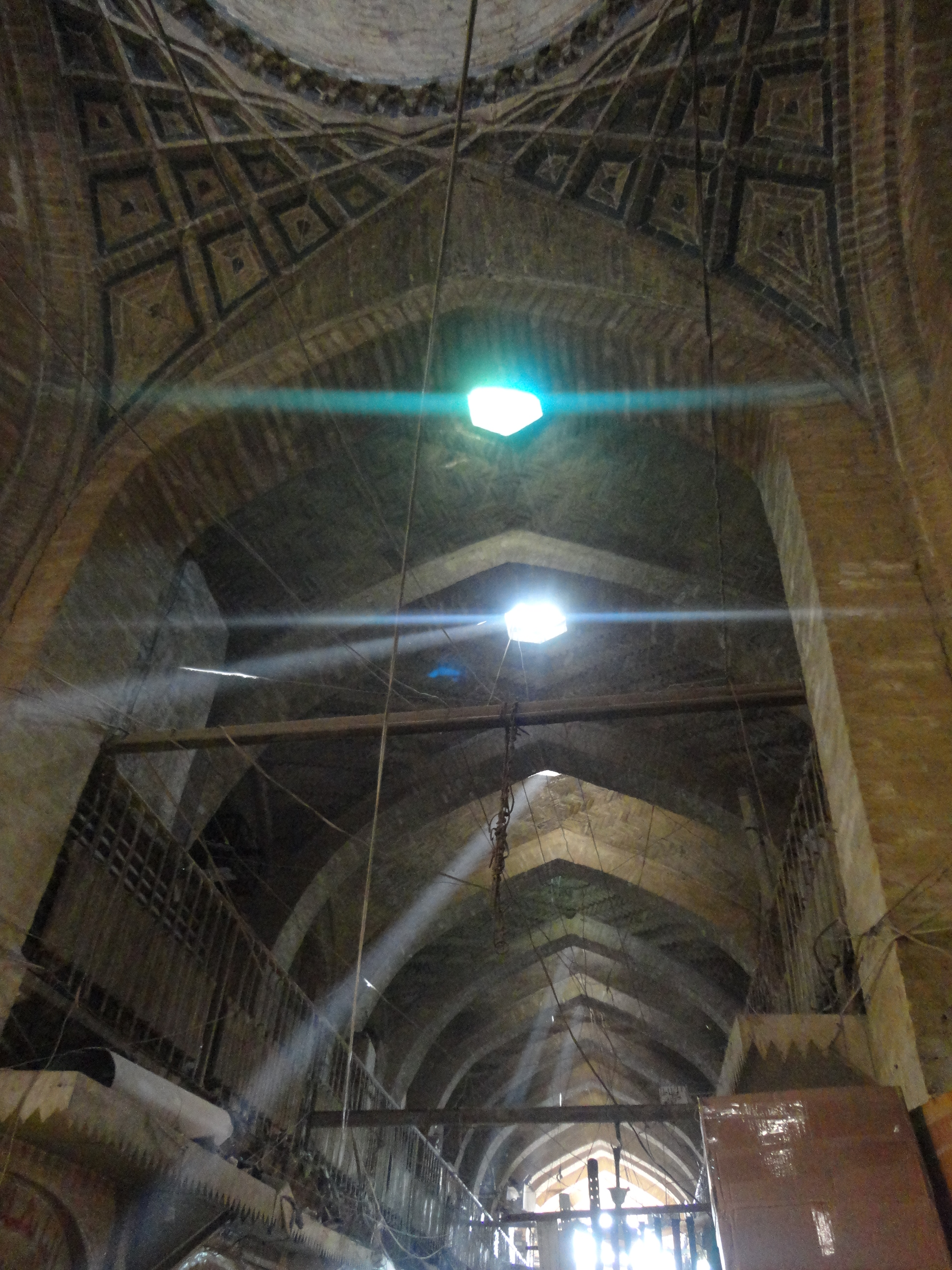
سوق السراجين المجاور لسوق السراي
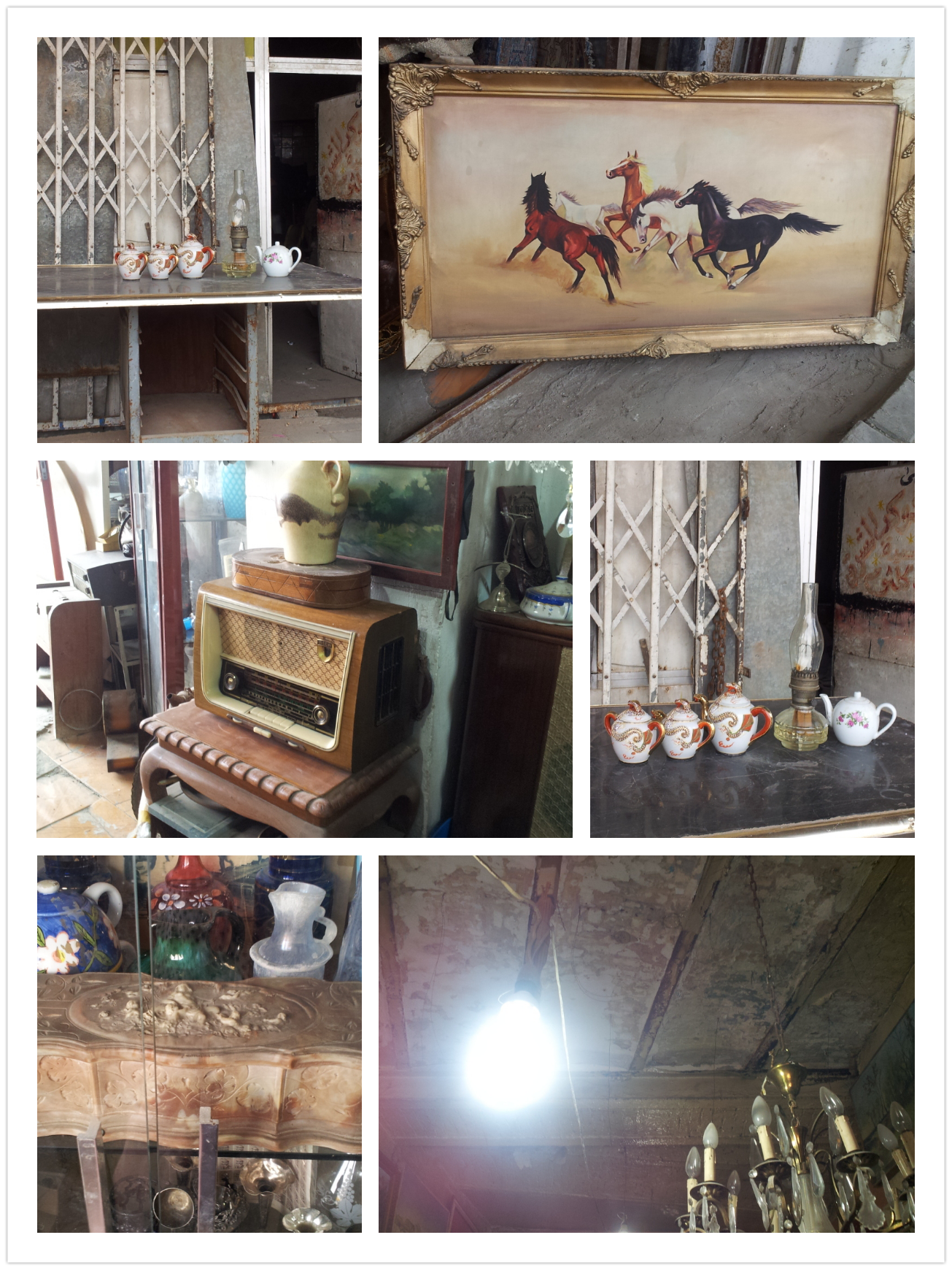
مجموعة أدوات قديمة وتحف في سوق هرج قرب شارع الرشيد

### مراكز وأسواق تجارية

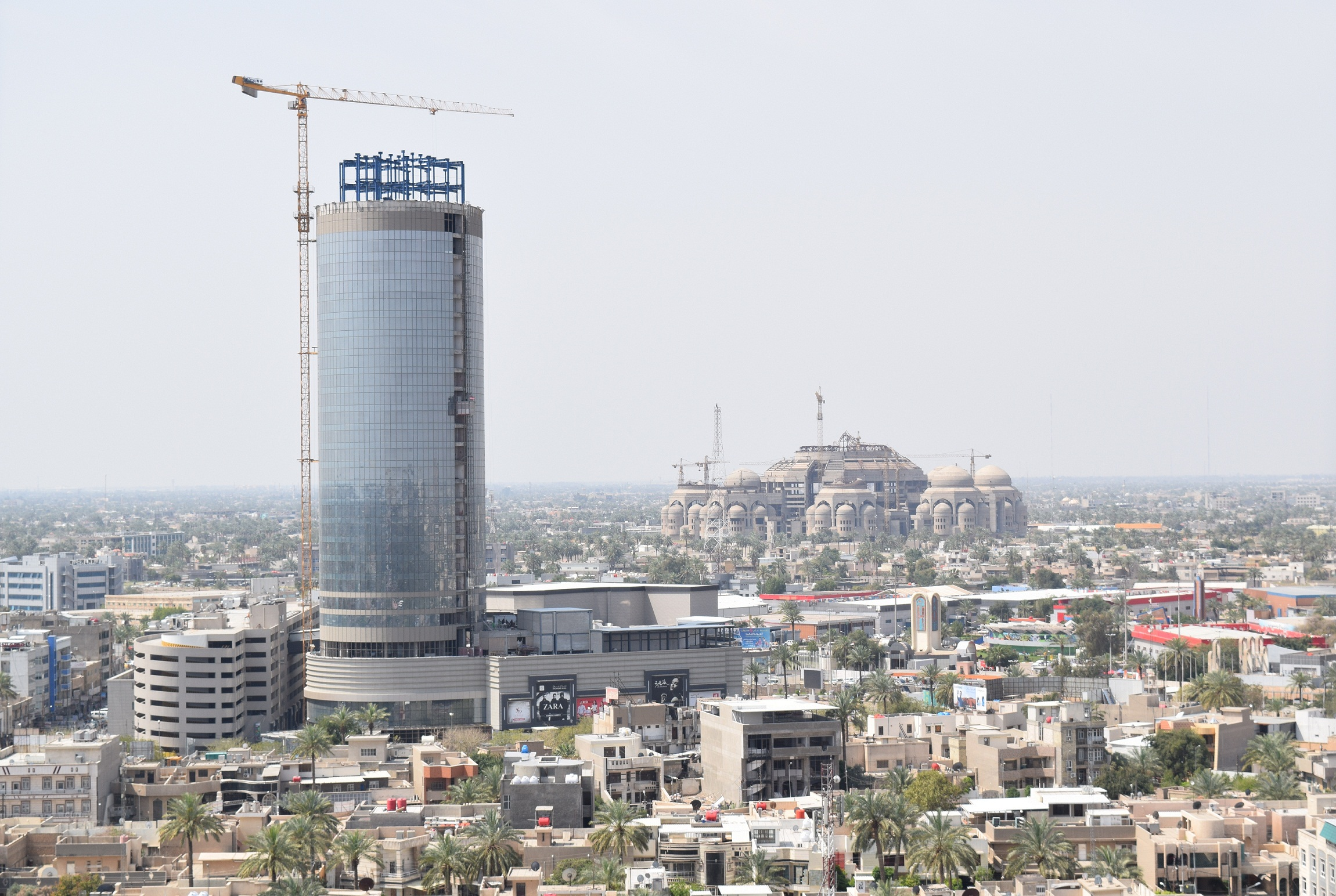
تصميم بغداد مول في منطقة الحارثية الذي سيفتتح في بداية سنة 2017

- بغداد مول: مُجمع تسوق تجاري قيد الإنشاء يقع في العاصمة العراقية بغداد في منطقة الحارثية عند تقاطع دمشق مع شارع الكندي. ويُعد من أكبر مجمعات التسوق في مدينة بغداد. يبنى على أرض مساحتها 80,000 م2، بمساحة بناء 60,000 م2، ويحتوي على؛ مجمع تسوق (4 طوابق، 18،000م2)،[5] فندق ريحان روتانا (32 طابق)،[6] مستشفى تديره دبلن هيلث للخدمات الطبية،[7] موقف سيارات (10 طوابق، يسع 1000 سيارة). يشغل مركز التسوق في بغداد مول أربعة طوابق على مساحة 18،000م2 ويحتوي على أكثر من 100 محل وهايبرماركت من ضمنها محال ألبسة، مجوهرات الكترونيات ومطاعم[5]

مول المنصور

- مول المنصور: مُجمع تسوق تجاري يقع في العاصمة العراقية بغداد في حي المنصور.[6] ويُعد من أكبر مجمعات التسوق في مدينة بغداد، افتتح في 16 مايو، 2013. كلف إنشاؤه 35 مليون دولار أمريكي،[8] ويتكون من 4 أربعة طوابق على مساحة 32,000 ألف متر مربع[9] ويحتوي على أكثر من 170 محال تجاري،[7] وعدة علامات تجارية من محال ألبسة، ألكترونيات ومطاعم. مثل سلسلة مطاعم الوجبات السريعة العالمية هارديز، وماركة إل سي وايكيكي للألبسة.
- بابليون مول: مُجمع تسوق تجاري يقع في العاصمة العراقية بغداد في حي المنصور قرب السفارة الروسية. تنفذه إنشائه شركة الظل العربي[10] التابعة لمجموعة التهادي التجارية. يبنى المجمع على مساحة 4000م2 وبارتفاع سبعة طوابق بمساحة بناء تصل إلى 3500م2 لكل طابق.[11][12] يتميز بتصميمه المستوحى من الحضارة والآثار البابلية

- ماكسي مول: هي شركة تعمل في صناعة الملابس، لديها 43 متجراً في كل من تركيا والعراق، وتحتوي على العديد من العلامات التجارية الشهيرة. ويقع متجرها الذي في بغداد في منطقة المنصور.
- مول النخيل: يعد أكبر الأسواق العصرية في جانب الرصافة من بغداد وشيدته شركة دورشستر العقارية البريطانية، ويتكون المول من ثلاث طوابق إضافة إلى موقف للسيارات بسعة 150 سيارة، ويقع المول في شارع فلسطين في تقاطع وزارة النفط.

## المعالم الثقافية
- طاق كسرى: إيوان كسرى أو طاق كسرى كما يعرف محلياً، هو الأثر الباقي من أحد قصور كسرى آنوشروان، يقع جنوب مدينة بغداد في موقع مدينة قطسيفون الذي يقع في منطقة المدائن في محافظة واسط بين مدينة الكوت ومدينة بغداد وتعرف محليا ولدى العامة ب (سلمان باك) على اسم الصحابي الشهير سلمان الفارسي المدفون هناك، إن هذا الأثر التاريخي يمثل أكبر قاعة لإيوان كسرى مسقوفة بالآجر على شكل عقد دون استخدام دعامات أو تسليح ما، ويسمى محليا ولدى العامة بـ (طاق أو طاك كسرى). ويشيع بين بعض المسلمين أنه عند ولادة الرسول محمد ﷺ انطفأت نار الفرس المجوس التي كانت موقدة دوما في الإيوان منذ آلاف السنين وانشق حائطه، وآثار الإيوان المغطى لا زال محتفظا بأبّهته وكذلك الحائط المشقوق وتقوم دائرة الآثار في العراق بصيانة البناء والعناية به.
- زقورة عقرقوف: هي زقورة أثرية تقع في عقرقوف قرب بغداد، يعود تاريخ إنشائها للقرن ال15 قبل الميلاد، أنشأت على يد القسيين البابليين القدماء. عقرقوف أو ستار جيرمني موقع أثري عراقي قرب بغداد يضم زقورة تعود إلى القرن 15 قبل الميلاد. وأطلال وآثار أخرى، لقد كانت عقرقوف عاصمة دولة الـكيشيون إحدى الممالك البابلية القديمة. وتقع على بعد 10 أميال من مدينة بغداد وتظهر اطلال عقرقوف المسماة ب دوركوريكالزو وهي عاصمة العراق في العهد الكيشي 1595-1171 ق.م. التي تعد من أكبر الأبراج المدرجة المتبقية اليوم في العراق ويبلغ ارتفاعها الحالي من 57 م وهي ذات قاعدة مربعة الشكل تقريبا (67 × 69).
- تل حرمل (شادوبم): مستوطن حضاري يقع في القسم الشرقي من بغداد بمنطقة بغداد الجديدة  ويرجع أقدم أدوار الاستطيان فيه إلى العهد الآكدي[ ؟ ] وعهد سلالة أور الثالثة (3250-2115 ق. م) وقد عظم شأن هذه المدينة في منتصف العهد البابلي القديم حوالي 1850 ق.م وتكاد آثاره تقتصر على ألواح الطين المكتوبة التي بلغ عدد ما اكتشف منها أكثر من 3 ألاف لوح ذكرت اسم المدينة القديم  (شاد وبم) ومعناه (ذات الألواح) والتي أشارت إلى أنه كان مركزا للوثائق المهمة العائدة لمملكة إشنونا من زمن العصر البابلي القديم 2000 – 1500  قبل الميلاد وكشفت التنقيبات الأثرية التي أجرتها دائرة الآثار عن جوانب خطيرة من تاريخ المجتمع العراقي القديم فخطط المدينة تمثل ضربا متقدما في فن العمارة وأهم آثارها هي مجاميع كبيرة من رقم الطين وتشمل مواضيع مختلفة منها وثائق إدارية وتجارية وتأليف أدبية ومعاجم لغوية بالعلامات المسمارية وبقايا أقدم شريعة مدونة هي شريعة إشنونا التي سبقت قوانين حمورابي بقرنين من الزمن وفي هذا الموقع قامت أول أكاديمية علمية في العالم عنيت بدراسة الرياضيات فقد عثر على مجاميع من رقم الطين عليها جداول رياضية وقضايا هندسية وجبرية من أبرزها نظرية هندسية حلت وفق مبدأ تشابه المثلثات إي بالطريقة المنسوبة إلى إقليدس الرياضي اليوناني  - القرن الثالث ق .م  لكن العراقيين القدماء سبقوا هذا العالم بنحو 1700 سنة.[13]

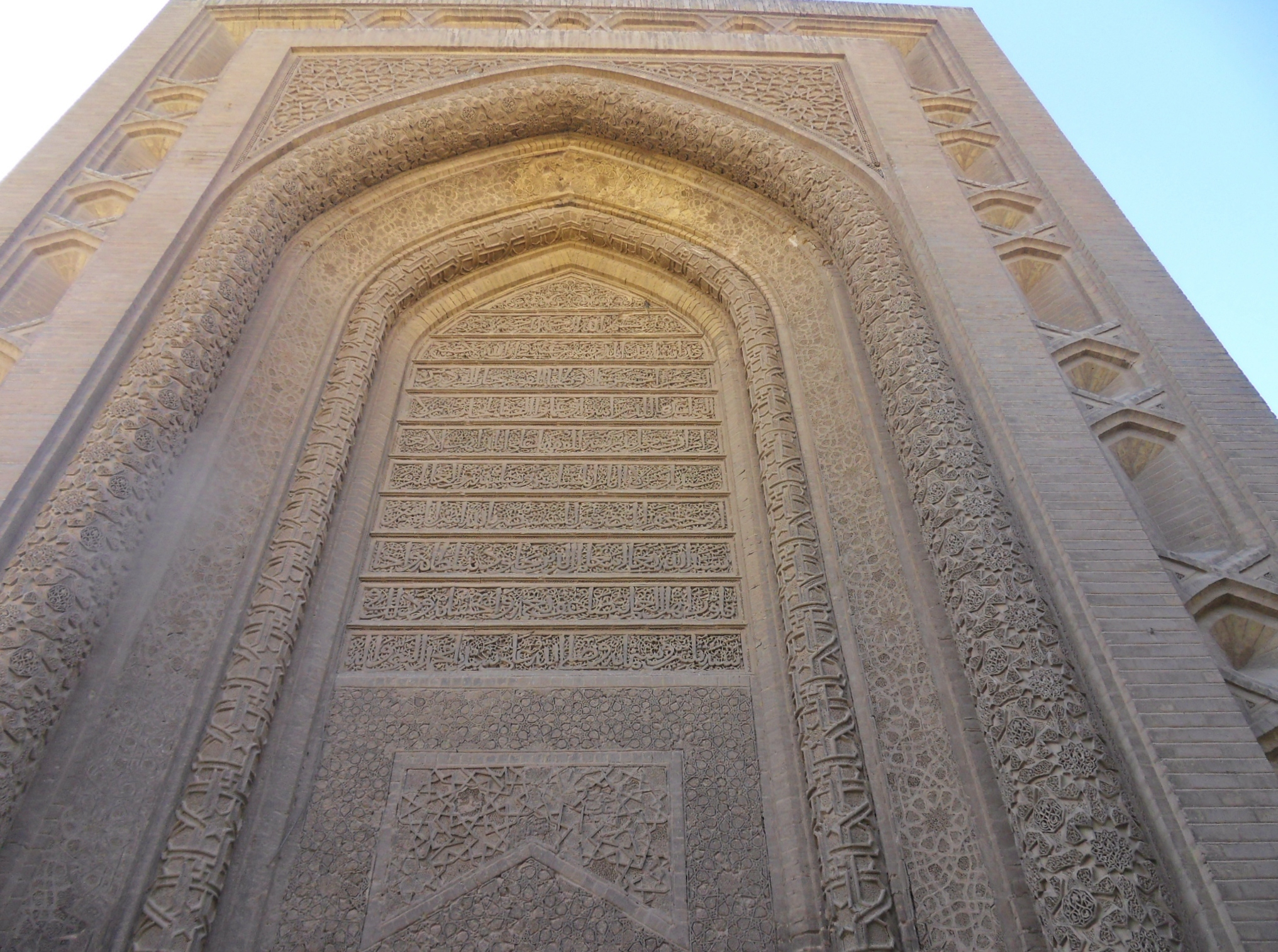
خط عربي منقوش على جدران المدرسة المستنصرية

- المدرسة المستنصرية: وهي مدرسة عريقة أسست في زمن العباسيين في بغداد عام 1233 على يد الخليفة المستنصر بالله، وكانت مركزا علميا وثقافيا هاما. تقع في جهة الرصافة من بغداد. شيدت «المستنصرية» على مساحة 4836 متراً مربعاً تطل على شاطئ نهر دجلة بجانب «قصر الخلافة» بالقرب من المدرسة النظامية، وكانت تتوسط المدرسة نافورة كبيرة فيها ساعة[ ؟ ] المدرسة المستنصرية العجيبة، وهي ساعة عجيبة غريبة تعد شاهداً على تقدم العلم[ ؟ ] عند العرب في تلك الحقبة من الزمن تعلن أوقات الصلاة على مدار اليوم. وتتألف المدرسة من طابقين شيدت فيهما مائة غرفة بين كبيرة وصغيرة إضافة إلى الأواوين والقاعات.
- المدرسة الموفقية (القشلة): من معالم بغداد التاريخية، وحاليا تسمى مبنى القشلة في بغداد، ولقد شيدها موفق الخادم، وسماها على إسمه. كان اسمها في البداية قشلة البيادة أي ثكنة الجنود المشاة، ثم تحوّل تدريجاً إلى قشلة الترك ثم إلى قشلة بغداد. وأصل لفظ القشلة من كلمة في اللغة العثمانية التركية وهي تعني المشتى أي المكان الذي يقي الإنسان من تقلّبات الجوّ، ثم خصّصت لإقامة الجنود وقت السلم، أي ما معناه الثكنة العسكرية أو المعسكر كما يطلق عليه الآن. وهذه الثكنة احتضنت في داخلها آنذاك آلاف الجنود والمسؤولين عنهم ومخازنهم ومستودعاتهم، بل إذا ما تمعّنت بها تجدها دائرة مدنية عسكرية تحت لواء الباشا، كما تشير الوثائق الموجودة في المتحف الوطني العراقي ودائرة الآثار والتراث في وزارة السياحة والآثار. وبعدما شيد الوالي العثماني مدحت باشا مبنى القشلة في وسط مبنى المدرسة الموفقية، وضع ساعة جميلة ذات الأربعة أوجه وبنى لها برجاً يبلغ ارتفاعه 22 متراً وجعل الساعة لإيقاظ الجنود وإعلامهم بأوقات التدريب العسكري.
- المدرسة الشرابية (القصر العباسي): مدرسة تاريخية في بغداد. يعود تأسيسها إلى العصر العباسي، وكانت تقع في الجانب الشرقي، وتحديداً في سوق السلطان. بناها شمس الدين أبو الأزهر أحمد بن الناقد، وكيل الخليفة المستنصر بالله في عام 1230.[14] تقع حالياً على ضفة نهر دجلة في الجانب الشرقي من بغداد عند الركن الجنوبي من وزارة الدفاع.[15]

- خان مرجان: عبارة عن بهو مسقوف ترتفع قاعدته 14 متراً عن أرضيته، ويتميز هذا المبنى بالإضافة إلى سلسلة العقود المتوازية بنقوش كتابية تشكل سطور تزين البوابة للمدخل من جهة سوق البزازين الحالي حيث تحوي تسعة أسطر من الكتابة البارزة في الآجر، كتبت على نـحو بالغ الدقة. كان يتميز عن معظم خانات بغداد بأن فنائه، أي حوشه الداخلي، مغطى بعقود هائلة من الطابوق، قد عقد ما بينها بسقوف معقودة أخرى، ومن ثم أتاح هذا للتجار الذين كانوا يرتادونه أو ينزلون فيه فرصة الإقامة الطيبة، حيث تحفظ بضائعهم وأكثرها من الأنسجة الحريرية ونحوها من آثار وأضرار العوادي الطبيعية، بينما تجري في فنائه الصفقات التجارية، وتبرم العقود بين مرتاديه من التجار. يتألف مبنى خان مرجان من طابقين يحتوي الأول، أي الطابق الأرضي، على 22 غرفة، والثاني، أي الطابق العلوي، على 23 غرفة، وتزين أبواب الطابق الأرضي مقرنصات يؤدي فيها البروز الآجُرِّى وظيفته الجمالية المثلى، وهي تكون سلسلة من المشكاوات المقوسة تنحدر منها زخارف مقرنسة، وتستند على حوامل وأفاريز تخرج من الجدار بصورة تدريجية حتى تبتعد عنه بما يقرب من المتر الواحد، وتؤلف نطاقاً مزخرفاً يزيد عرضه على المترين ويحيط بالبهو من جهاته الأربع على ارتفاع أربعة أمتار. ويعد هذا النوع من البناء الذي يفصل بين الطابقين من أنفس آثار الريازة التي تشاهد في بناء الخان.
- بقايا سور بغداد: تمتلك بغداد الكثير من الأبواب وذلك لإحاطتها بالعديد من الأسوار بسبب أطماع الغزاة على مر العصور، من هذه الأبواب ما يعود إلى العصر العباسي ومنها يعود إلى العصر العثماني. ومن الأسوار الباقية لحد الآن هو السور «الوسطاني» (باب الطلسم) ويقع عندها جامع الشيخ عمر السهروردي. وتوجد آثاره إلى الآن مطلة على الخط السريع «محمد القاسم»، وتم الكشف عام 2008 عن باب «الطلسم» من قبل أمانة بغداد وهو من أبواب بغداد العباسية بالقرب من شارع الشيخ عمر حيث كانت المنطقة المحيطة به تحتوي على الأنقاض والمخلفات التي عملت أمانة بغداد على إزالتها ليكون مرفدا سياحياً.[16][17]

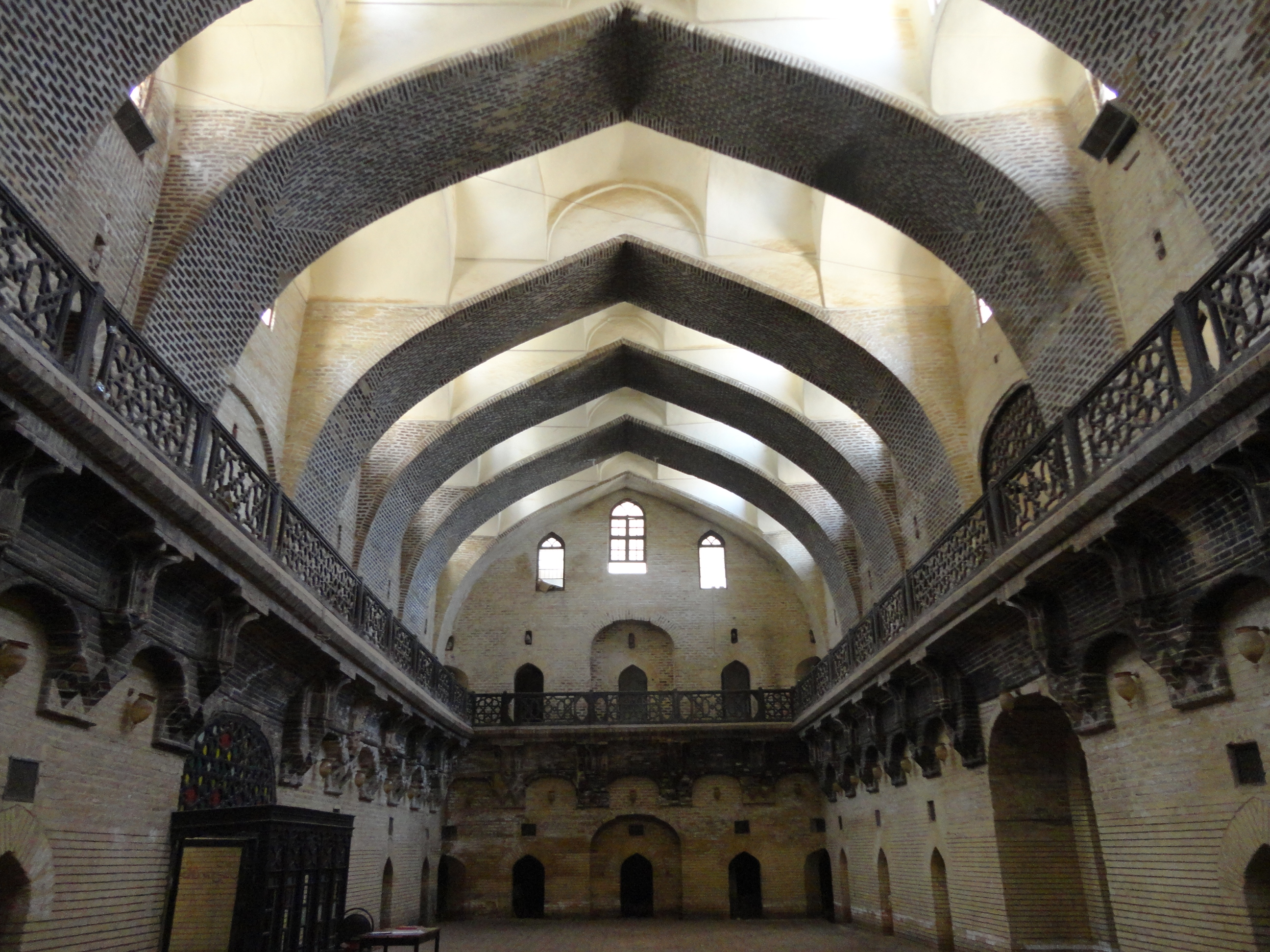
مبنى خان مرجان
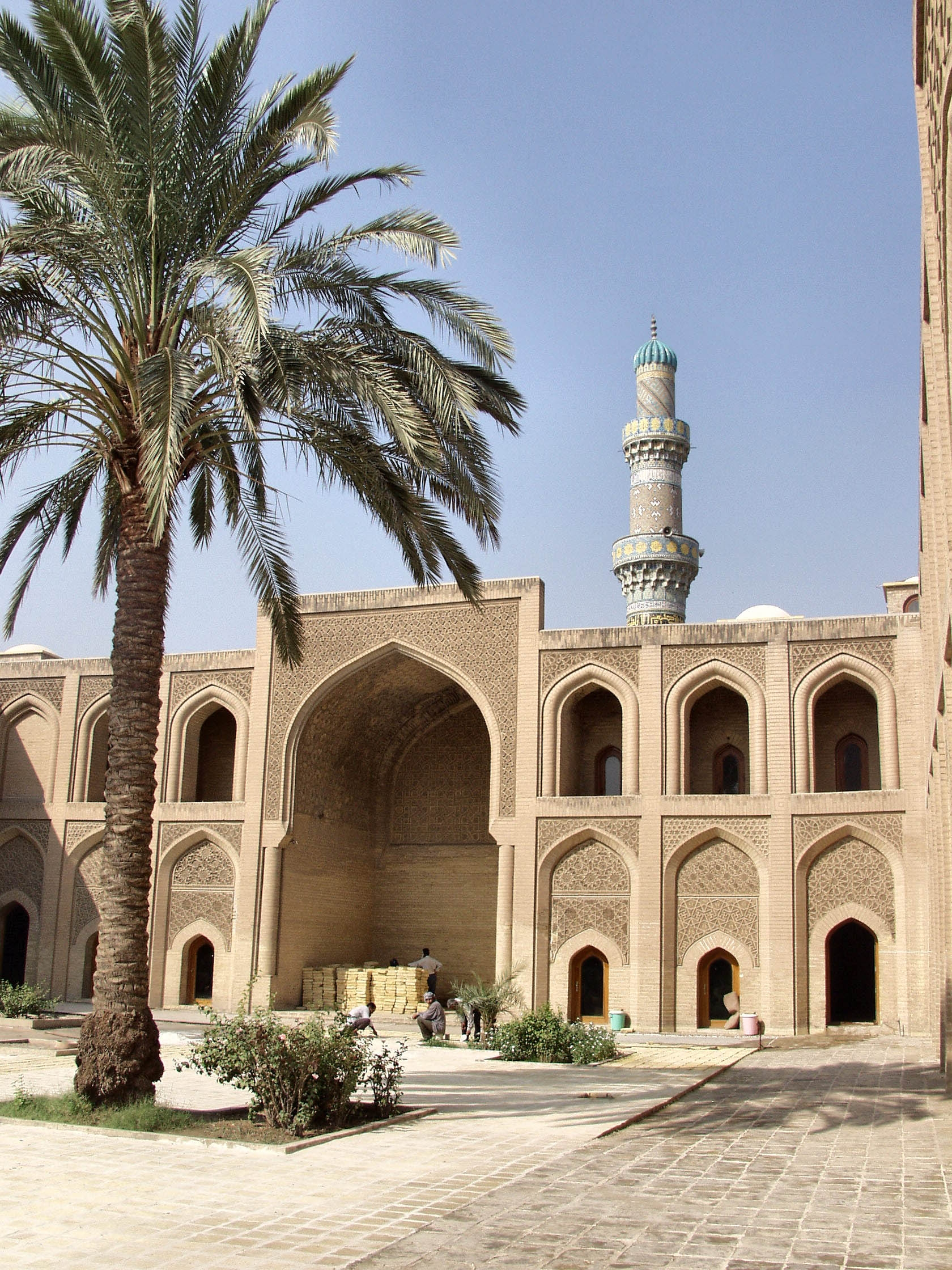
المدرسة المستنصرية في بغداد
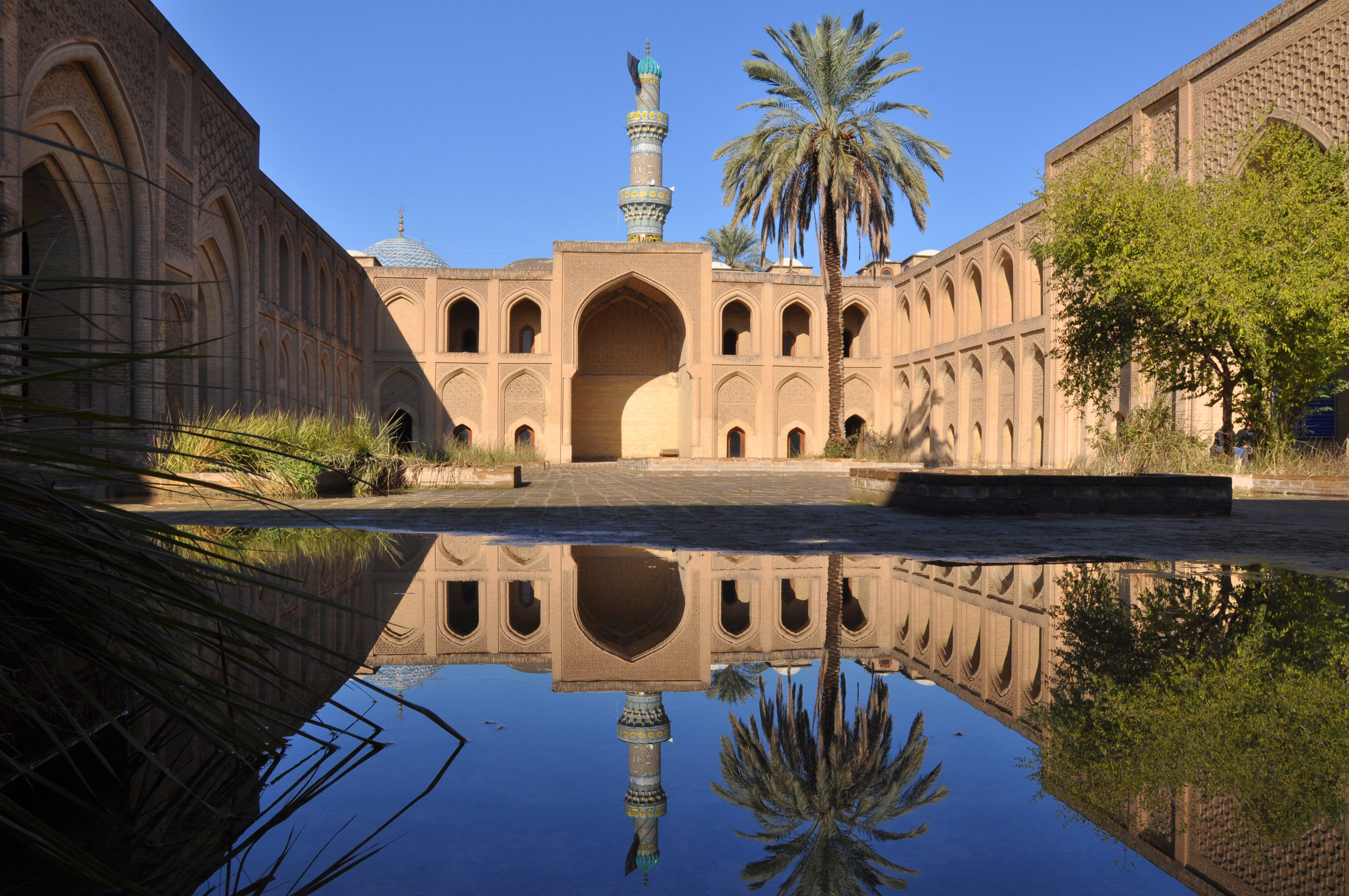
المدرسة المستنصرية
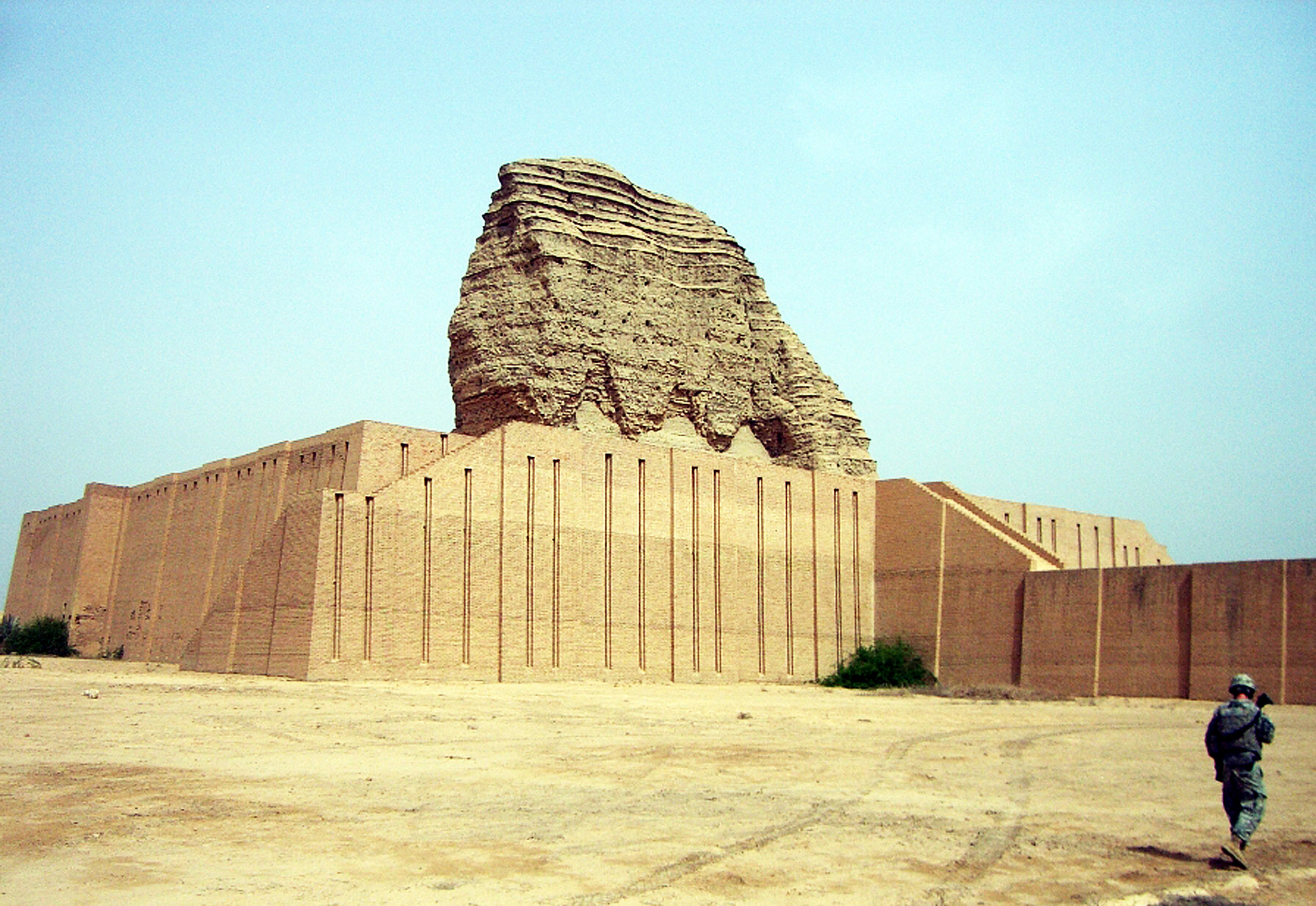
زقورة عقرقوف سنة 2010
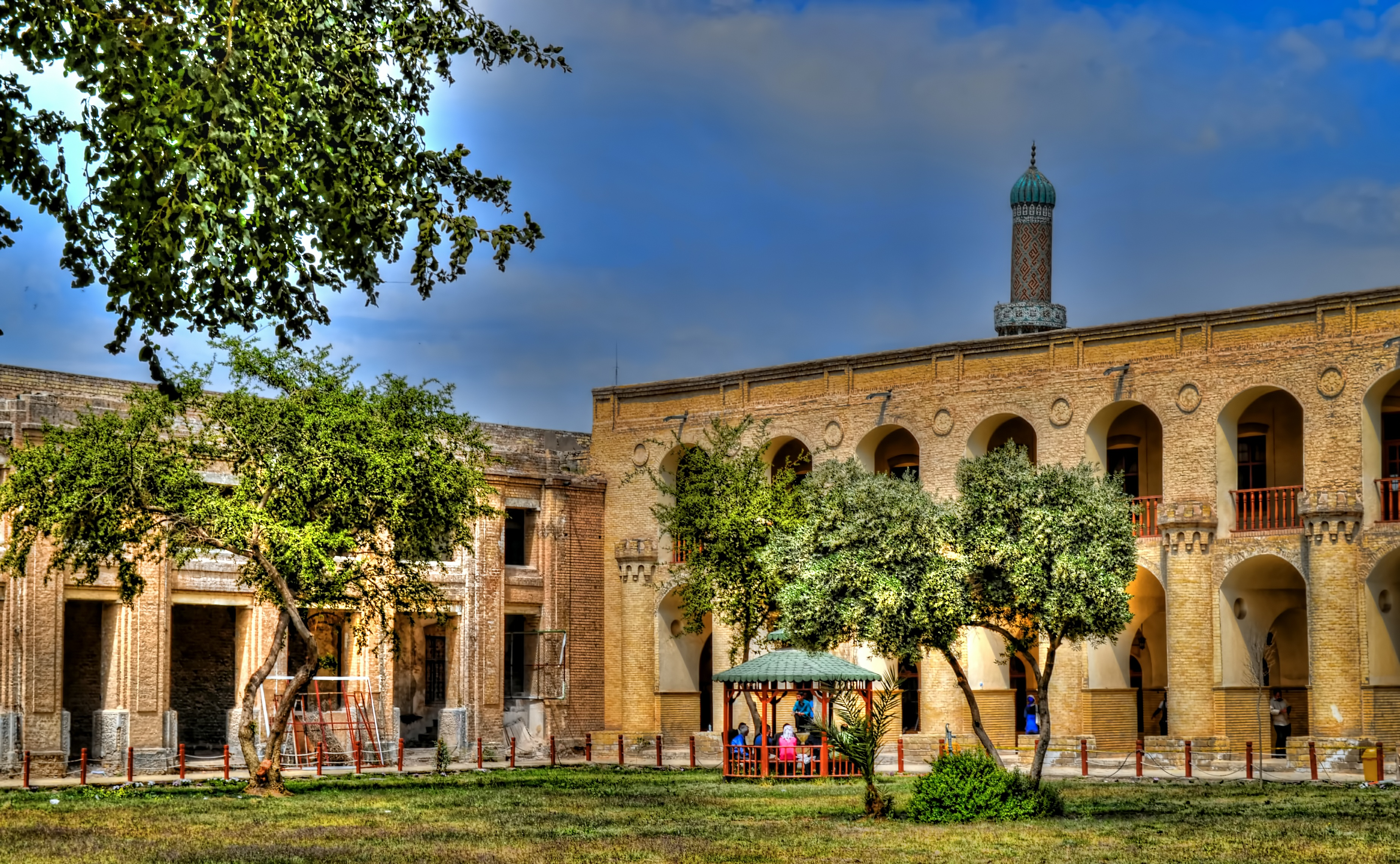
مبنى المدرسة الموفقية أو القشلة
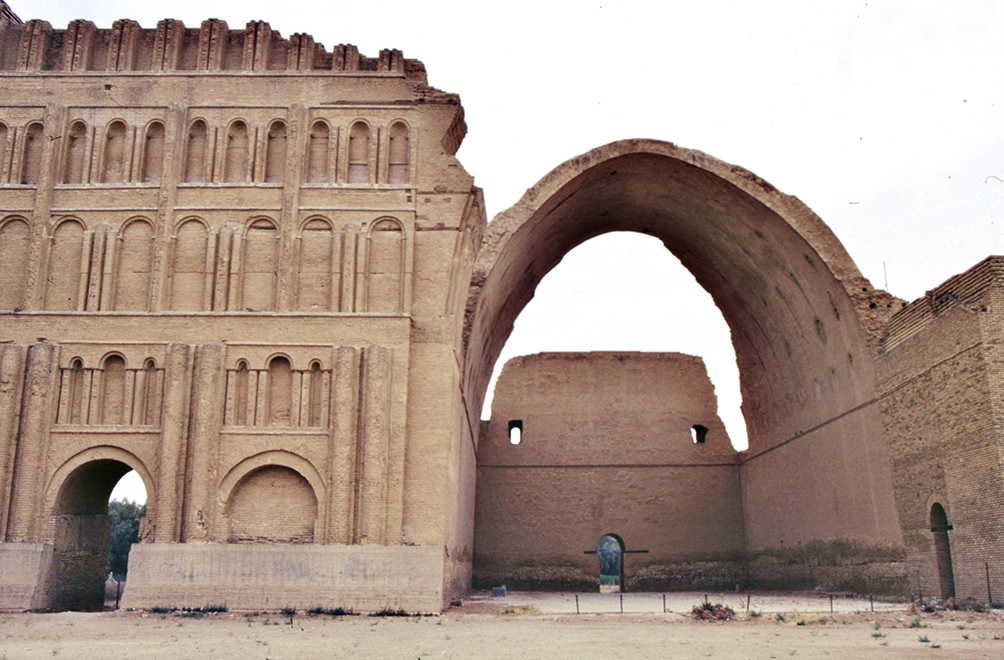
طاق كسرى في بغداد

## المعالم الترفيهية

### متنزهات

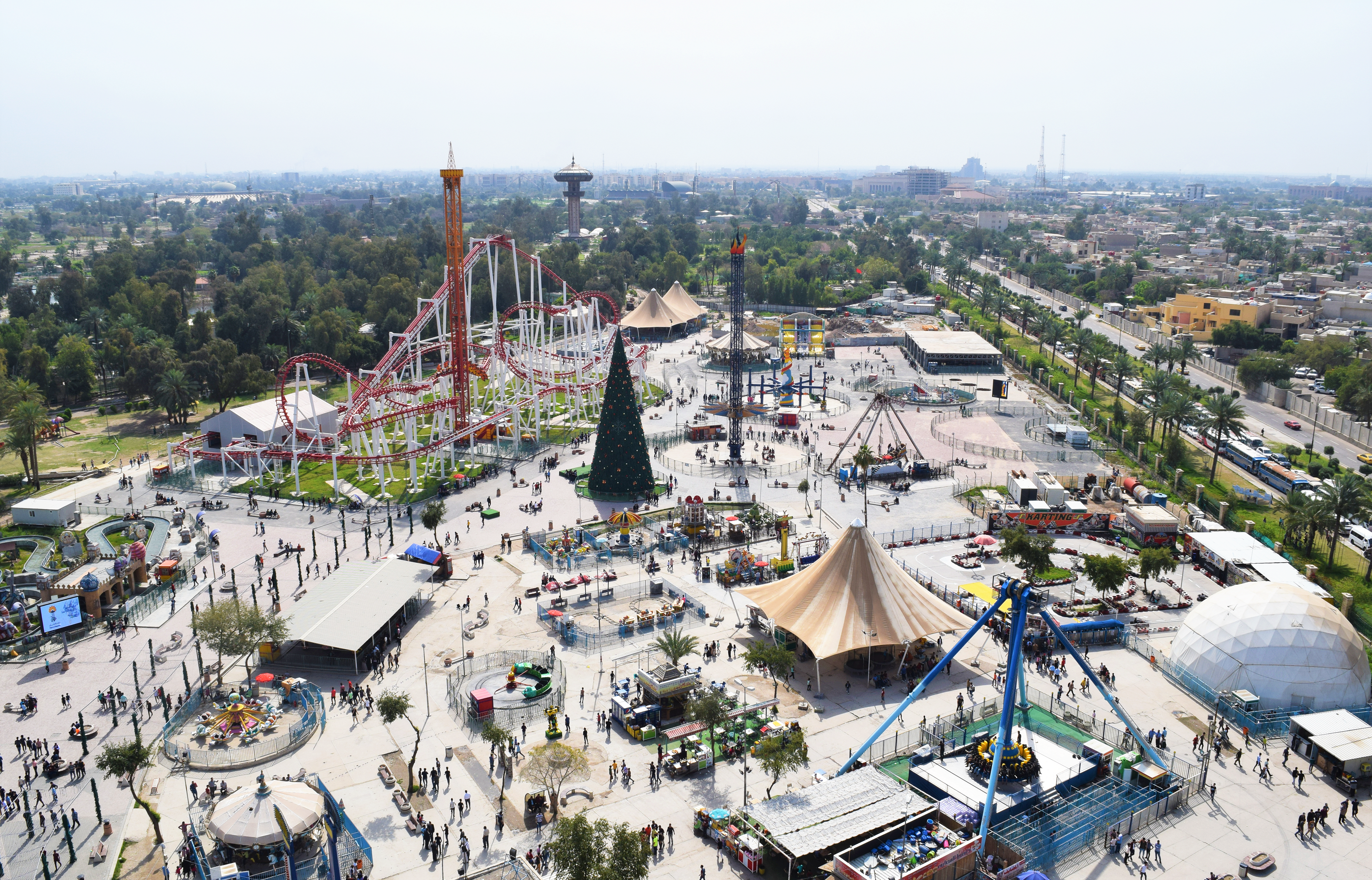
متنزه الزوراء في منطقة الحارثية، بغداد

- متنزه الزوراء في منطقة الحارثية، بغدادمدينة ألعاب الزوراء: هو متنزه أو حديقة كبيرة تقع في منطقة الكرخ في مدينة بغداد العاصمة العراقية. توجد فيه مدينة ألعاب (ملاهي) وبرج مرتفع إضافة إلى حديقة للحيوانات. أصبح اليوم أجمل من قبل وعادت العوائل العراقية عموما والبغدادية خصوصا تمضي أوقات ممتعة فيه وتتناول الأكلات الشعبية، ويشهد متنزه الزوراء إقبالاً واسعاً خلال العطل الإسبوعية والأعياد والمناسبات والمهرجانات ومنها مهرجان بغداد الدولي للزهور والذي يقام على حديقة متنزه الزوراء.[18]
- حديقة حيوانات بغداد: حديقة حيوانات بغداد هي حديقة حيوانات تقع في حديقة الزوراء وسط بغداد وقد اعتبرت حديقة الزوراء من أكبر وأقدم حدائق الحيوانات في الشرق الأوسط. وقد كانت حديقة الحيوانات موجودة في منطقة قريبة من موقع حديقة الزوراء الحالية، لكن عند تأسيس حديقة الزوراء تم نقل موقع الحديقة إلى نطاق حديقة الزوراء عام 1971م. بلغ عدد الحيوانات في الحديقة 1070 حيوان عام 2009.
- جزيرة بغداد السياحية: هي جزيرة سياحية تقع عند طرف بغداد الشمالي في نهر دجلة. وتضم برجاً، ومدينة للألعاب، ومطاعم، ودار للعرض السينمائي والمسرحي، وساحات، وحدائق جميلة. حيث أن الجزيرة بيضوية الشكل تبلغ مساحتها تقريباً 2000 متر طولاً و 110 متراً عرضاً- وهي مجاورة لبحيرة ترفيهية صناعية - وتتصل بالمنطقة الدولية من جانب الكرخ قرب طريق مرتفع موجود على نهايتها الشرقية. يربط طريق رئيسي بين الجزيرة وجانبي النهر على نهايتها الغربية، ويوجد على الجانب الشمالي من الجزيرة سد صغير وبحيرة ترفيهية، بالإضافة إلى مدينة ألعاب مائية.
- مدينة ألعاب سندباد لاند: هي مدينة ترفيهية تقع في منطقة زيونة، وتعد من أكبر مدن الألعاب في العاصمة بغداد بمساحة (100) ألف متر مربع وقادرة على استيعاب ما لا يقل عن (25) ألف شخص يوميا، وتحتوي على 30 لعبة إضافة إلى الألعاب المائية وقاعة للألعاب الألكترونية ومول السندباد الذي يمثل الطابع التراثي للعاصمة بغداد مع إضافة لمسات من الحداثة في مجال الألوان والتصاميم المعمارية. يطل المتنزه على بحيرة مساحتها 250 ألف متر مربع يتم استثمارها لتنظيم جولات سياحية بواسطة القوارب الهادئة. تحتوي المدينة أيضاً على سلسلة من المطاعم والمقاهي ومحال المرطبات إلى جانب وجود موقف خاص للسيارات يتسع لأكثر من (1000) سيارة.[19]
- حدائق أبو نؤاس: يقع على الضفة الشرقية جهة الرصافة من نهر دجلة ويسير معها يمتد بين جسر الجمهورية (جسر الملكة عالية سابقا) في منطقة الباب الشرقي والجسر المعلق في منطقة الكرادة الشرقية. سمي هذا الشارع على اسم الشاعر أبو نؤاس الذي توفي في بغداد سنة 198هـ. يضم هذا الشارع على مدى تاريخ بغداد الحديث ومنذ القرن الماضي أحد أهم مناطق السهر والسمر حيث تمتد على طول الشارع المقاهي على شاطئ نهر دجلة، هذه المقاهي المتباينة بين البسيطة والراقية والتي يجمعها شيء واحد هو تقديمها وجبة العشاء التقليدية من السمك المشوي (المسكوف) على الطريقة العراقية، مع وجبات أخرى تقليدية وشهية أخرى مثل التكه والكباب والباجه مع الشاي العراقي السنكين (الثقيل الغامق). كل ذلك على أصوات الأغاني لسفير الأغنية العراقية ناظم الغزالي وكوكب الشرق أم كلثوم. يضم الشارع العديد من فنادق بغداد الشهيرة مثل فندق كريستال كراند وفندق عشتار شيراتون إضافة إلى فندق فلسطين الدولي. أهم ما يميز حدائق أبو نؤاس هو تمثال شهرزاد وشهريار للنحات العراقي محمد غني حكمت.
- بحيرة الجادرية: هي بحيرة سياحية تقع في جانب الرصافة من العاصمة بغداد في منطقة الكرادة. تحتوي البحيرة على حدائق وألعاب للأطفال إضافة إلى أماكن استراحة وكافتيريات ومرسى للزوارق. يبلغ طول البحيرة فقط 4.34 كيلومتر.
- حديقة الأمة: تقع في مدينة بغداد عاصمة العراق. حيث افتتحها الملك غازي سنة 1937 وسط بغداد وسميت باسمه، لكن بعد ثورة تموز 1958 أجريت عليها العديد من التحسينات كالنافورات والبحيرات وزراعة بعض الأشجار، وتغير اسمها منذ ذلك اليوم وأصبحت حديقة الأمة، غير أن هذه الحديقة أصابها الخراب والدمار خاصة بعد عام 2003 بسبب التفجيرات المتعددة بالسيارات المفخخة والعبوات الناسفة إضافة إلى الإهمال لفترات طويلة. إلا أن أمانة بغداد قامت بإعادة افتتاح هذه الحديقة في ال 25 من ديسمبر سنة 2008 وسط احتفال رسمي وشعبي حضره عدد من المسؤولين السياسيين والأمنيين. وتعتبر حديقة الأمة مركز بغداد التراثي والثقافي وتحتوي على عدد من الرموز التذكارية كنصب الحرية للفنان جواد سليم ولوحة الفنان فائق حسن وتمثال الأم لخالد الرحال.
- جزيرة الأعراس: هي جزيرة سياحية في بغداد تم افتتاحها عام 1979 ومساحتها الكلية 678 دونماً وتحتوي على مجمعين أولهما مجمع الأعراس والثاني مجمع الخضراء. تقع في منطقة الكرادة قريبة من بحيرة الجادرية.

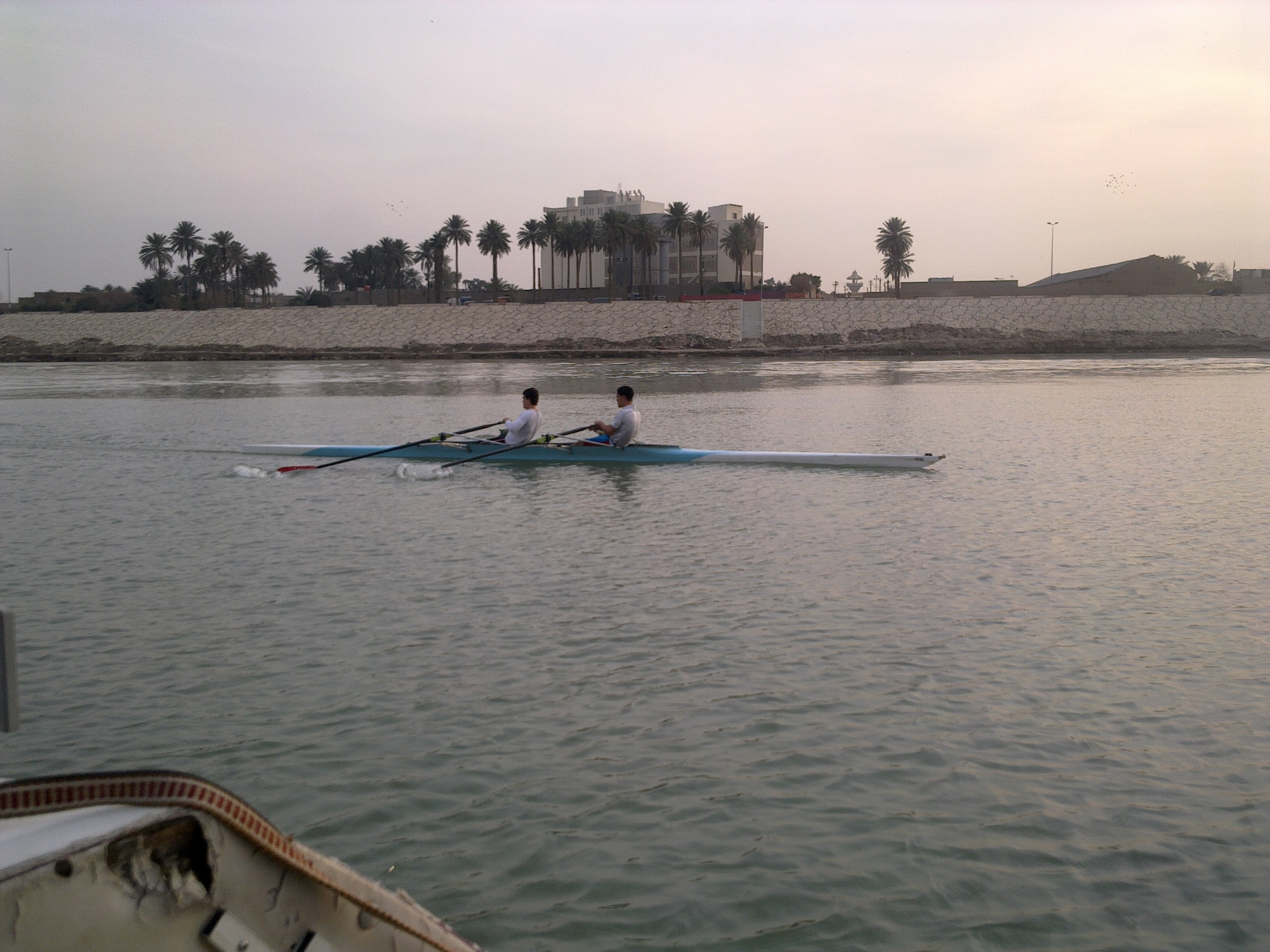
نهر دجلة في بغداد
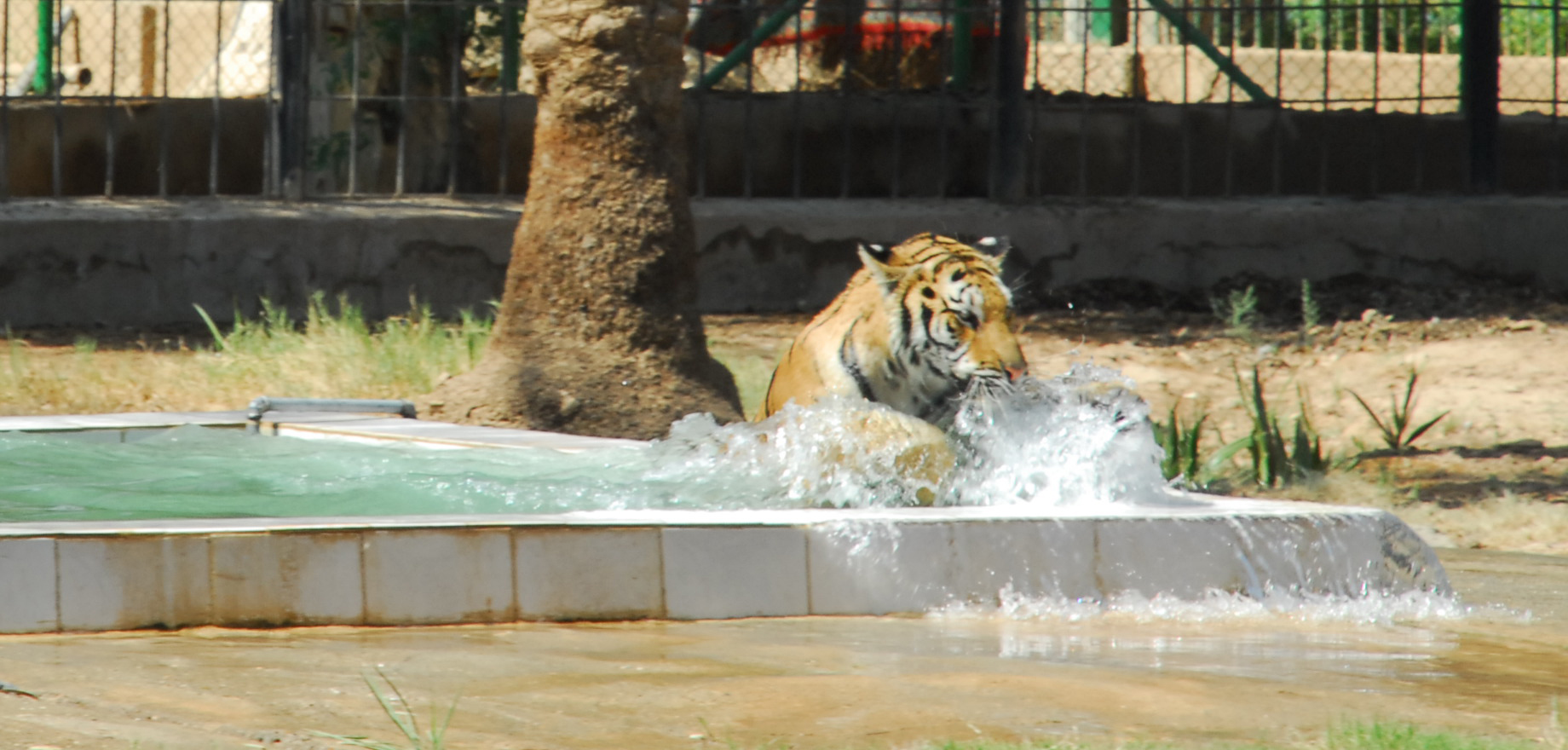
نمر في حديقة حيوانات بغداد.
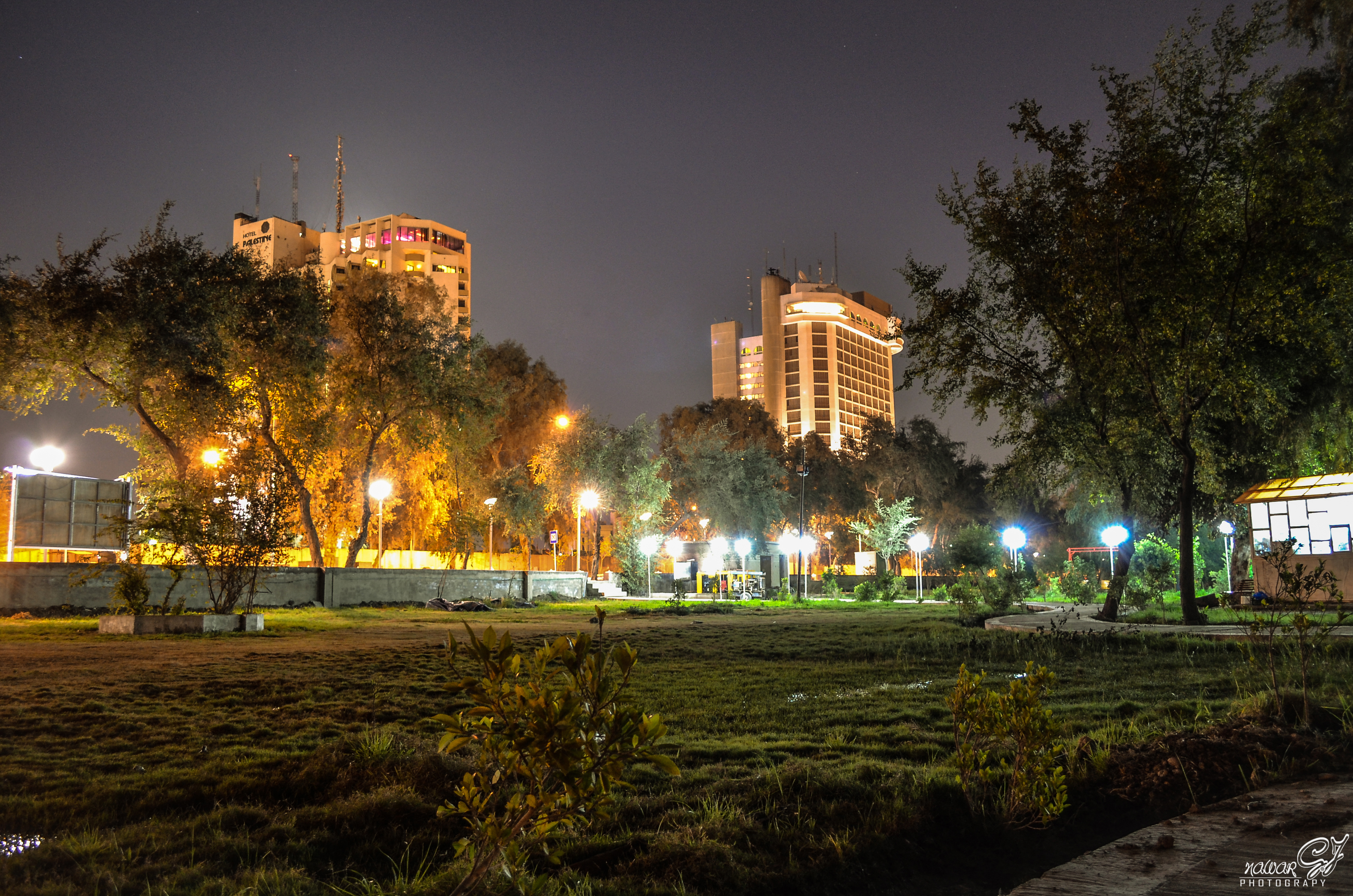
حدائق أبو نؤاس على نهر دجلة.
شارع أبو نؤاس
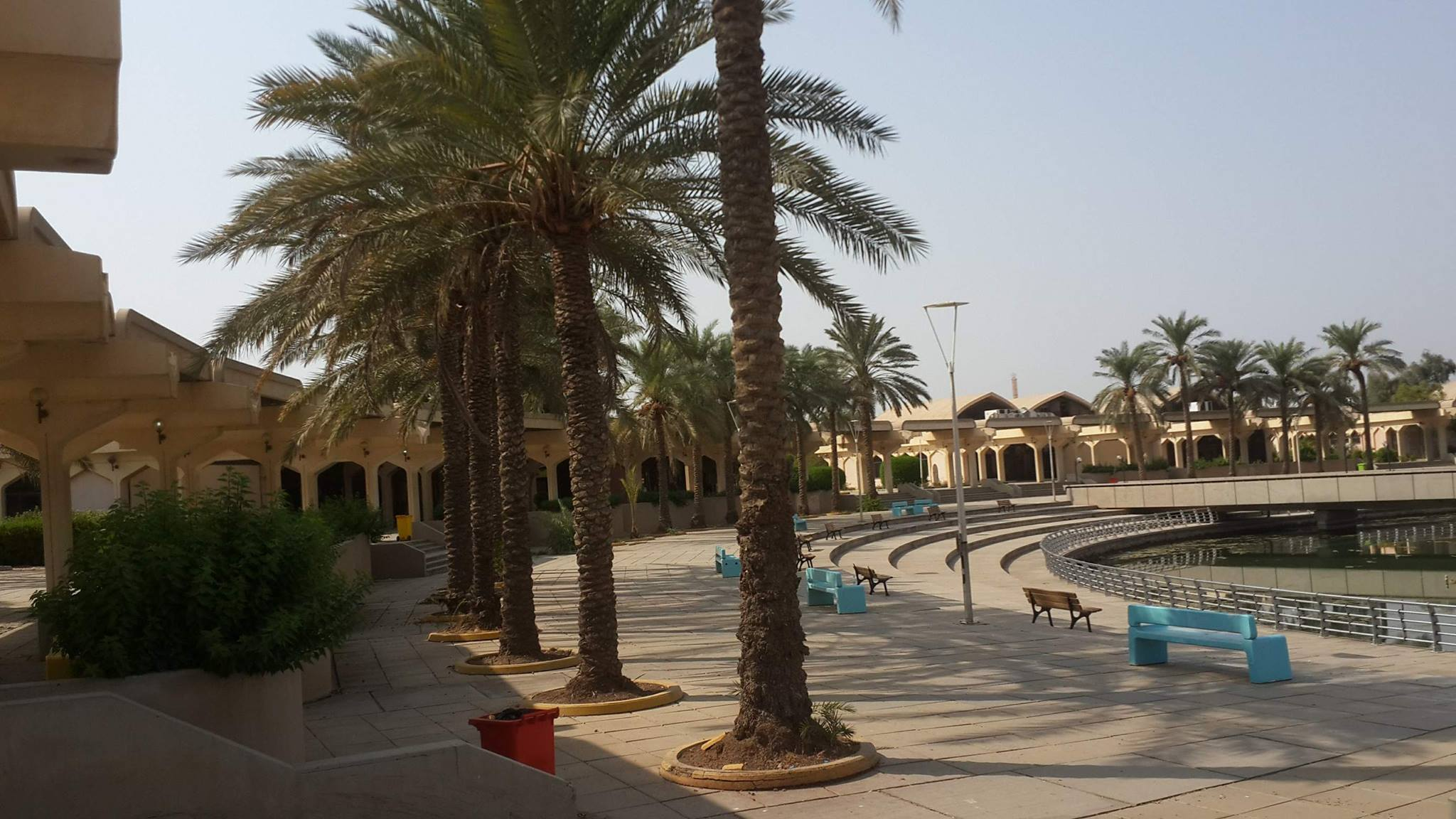
جزيرة بغداد السياحية
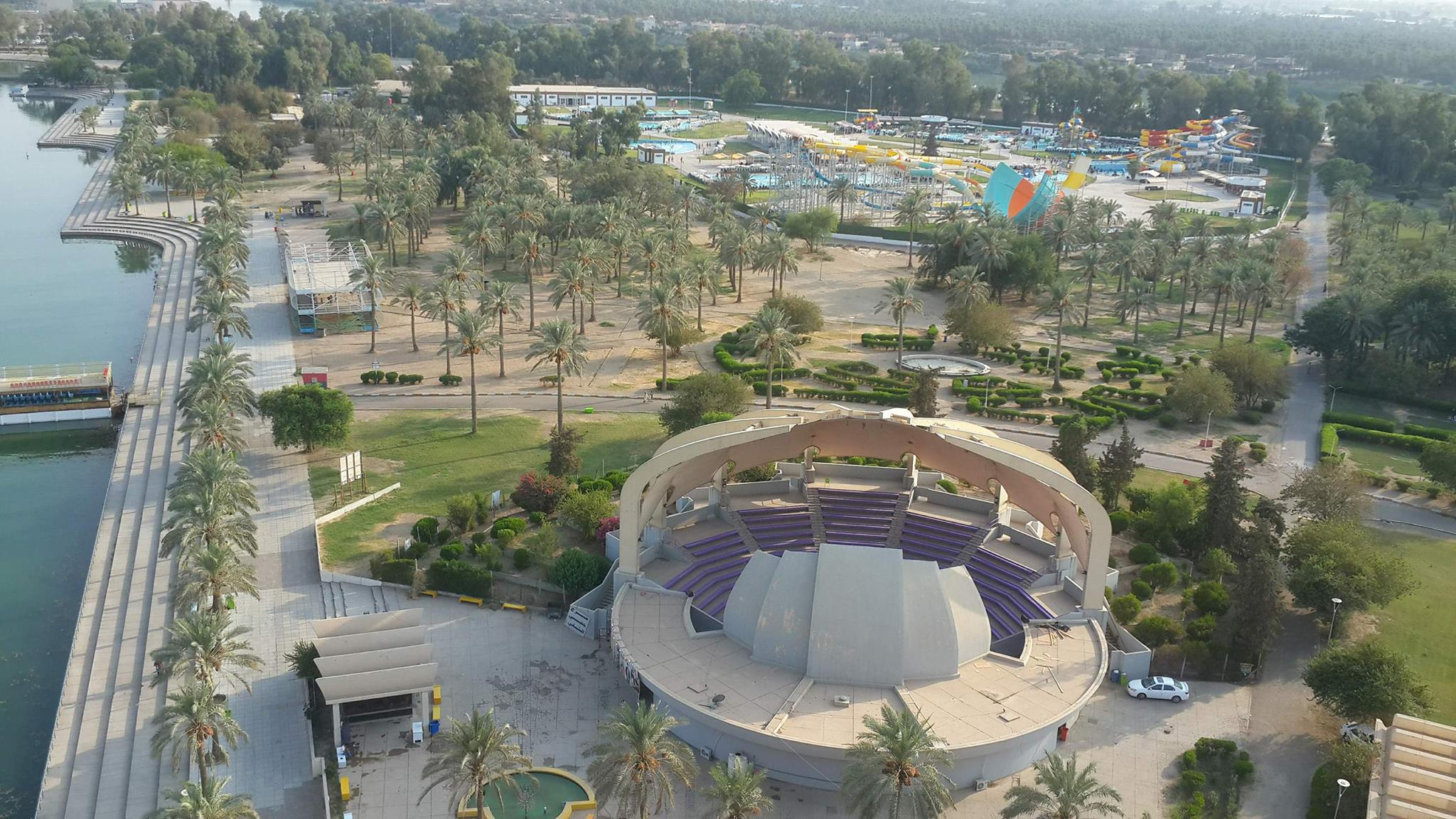
جزيرة بغداد السياحية وفي الخلف مدينة بغداد المائية

### نوادي
- نادي الفروسية: هو نادي مختص بسباقات الخيل وهو أقدم نادي للفروسية في العراق يعود تاريخ تأسيسه إلى عام 1922م.[20] يضم النادي مضمار لسباق الخيل ذو مواصفات دولية. بلغ عدد الخيول الأصيلة التي كانت إسطبلات النادي تضمها حوالي 6000 حصان قبل حرب العراق عام 2003 لكن الإسطبلات تعرضت لعمليات نهب وسرقة واسعة بسبب الفلتان الأمني الذي أعقب احتلال العراق فلم يبقى في النادي عام 2007م سوى حوالي ألف حصان. يذكر أن النادي قد تم غلقه عام 1958م ثم أعيد افتتاحه عام 1978م، وقد كان مقره يقع في منطقة المنصور غرب بغداد إلى أن تم نقله إلى العامرية[ ؟ ]. يعتبر النادي مكان التقاء لمحبي الخيول والمراهنين على حد سواء.
- نادي العلوية: هو نادي اجتماعي ثقافي رياضي تأسس في بغداد عام 1924 على نهر دجلة ويعتبر من أقدم المؤسسات والنوادي في بغداد التي لا تزال قائمة لحد الآن ويضم صفوة العوائل وارقاها اجتماعيا وثقافيا. يضم النادي عدة أقسام منها موقف سيارات مظلل وساحة كبيرة جدا مخصصة لوقوف سيارات الأعضاء ومبنى الإدارة الذي يضم مكاتب السادة الإداريين ومكتب الاشتراكات قاعة الأعراس والمناسبات وهي قاعة كبيرة تضم مسرحا وكذلك مطعما وبار النادي التي تقام فيه النشاطات الثقافية مثل الفرق الموسيقية وفرق الجالغي البغدادي وكذلك القاعة الشمسية وهي مكان للجلوس والاسترخاء وكذلك المكتبة والحدائق الواسعة وملاعب التنس وهي 10 ملاعب مع وجود مدربين لتعليم التنس والقسم الأكثر إقبالا عليه قسم المسابح الذي يضم مقصفا وطاولات كرة الطاولة وبالإضافة إلى ساحة تضم المراجيح وألعاب الأطفال التي تقع خلف النادي.
- نادي الصيد: هو نادي ترفيهي واجتماعي ورياضي يقع في جانب الكرخ من بغداد في منطقة المنصور[ ؟ ]، تأسس عام 1969 يقدم خدماته لأكثر من 7000 عائلة من أعضاء النادي وتبلغ مساحته بما يقارب 25 دونم ويديره مجلس إدارة منتخب من الهيئة العامة. يحتوي النادي على مسابح خارجية وداخلية وساحات للتنس وكرة السلة إضافة إلى مطاعم وقاعات أعراس وحدائق واسعة. أُنشئ النادي كنادي لهواية صيد الطيور أما اليوم لا تمارس هواية الصيد لكن بقي اسم النادي كما هو عليه ويعد من أشهر النوادي في العاصمة بغداد.
- نادي الهندية: هو نادي اجتماعي رياضي تأسس سنة 1949، في منطقة الكرادة.

## المتاحف
- المتحف العراقي: هو أكبر المتاحف في العراق وأقدمها تأسس عام 1923 ويقع في منطقة علاوي الحلة في العاصمة العراقية بغداد. ويحتوي المتحف على مجموعات أثرية تؤرخ تاريخ بلاد ما بين النهرين. حيث يضم مجموعات متنوعة من حقبات عديدة مثل الحقبات السومرية والآشورية والبابلية ويضم مجموعات متنوعة من الفنون الإسلامية.
- المتحف البغدادي: هو متحف للفولكلور الشعبي، يضم غالبية المعالم الحياتية لسكان بغداد الأوائل. افتتح المتحف البغدادي مطلع عام 1970 م بموقعه الحالي على ضفاف نهر دجلة قرب المدرسة المستنصرية. تعد بناية المتحف البغدادي من المباني القديمة في بغداد، حيث يعود تاريخ إنشائها إلى عام 1869 في عهد الدولة العثمانية. واستخدمت أولاً كمطبعة لولاية بغداد أيام حكم الوالي مدحت باشا. حيث يوثق المتحف البغدادي فترة زمنية من تاريخ بغداد وينقل تفاصيل دقيقة عن حياة البغداديين ويلقي الضوء على التراث ونمط الحياة التقليدية لبغداد القديمة. ويستعيد بساطة الحياة وتماسكها وثرائها الاجتماعي من خلال مشاهد واقعية تجسد الشكل والحركة والألوان أبدعها فنانون عراقيون صنعوا تماثيل الشخصيات بلغة ذات صلة بالموروث الشعبي والتراثي لبغداد. يضم المتحف 385 تمثالا توزعت على 77 مشهدا يضاف إلى ذلك كافة المواد والمستلزمات والحاجيات والإكسسوارات التي يحتاجها المشهد.
- متحف التاريخ الطبيعي: هو أحد متاحف العاصمة العراقية بغداد تأسس عام 1946م يقع في منطقة باب المعظم في الرصافة، يتميز في كونه يضم العديد من المجسمات لحيوانات محنطة ومجموعات للحشرات والنباتات التي تمثل تاريخ الحياة الفطرية في العراق بشكل خاص. إضافة إلى أن المتحف تتبعه مكتبة متخصصة بالتاريخ الطبيعي.
- متحف الطفل : هو متحف مصغر موجودة في المتحف العراقي ذو هدف تربوي وتعليمي، افتتح المتحف لأول مرة عام 1984 حيث كان وقتها أكبر متحف للطفل في الشرق الأوسط، حيث يوضح المتحف للأطفال كيف عاش الإنسان القديم وكيف تعلم وكيف اخترع الكتابة وبنى القرى[ ؟ ]. يحتوي المتحف على مسرح للدمى وقاعة عرض سينمائي وقاعة عرض متحفي وكافتيريا وقاعة استقبال، ويحتوي المتحف معروضات تلائم إستيعاب الطفل من كافة الجوانب وتعرفه على ماضي العراق الحضاري.[21]
- متحف عبد الكريم قاسم: هو مَتحف يُعرض فيه مُقتنيات شخصية لرئيس الوزراء العراقي عبد الكريم قاسم، الذي أعدم من قبل مجموعة من الضباط المنتمين لحزب البعث في انقلاب 1963، ويَقع في أحد البيوت التراثية الواقعة في شارع الرشيد.
- متحف جامعة بغداد: هو متحف أسس عام 2007 ويضم أكثر من 300 صورة تمثل المراحل التاريخية للجامعة منذ تأسيسها عام 1957.
- المتحف الوطني للفن الحديث:  يقع مبنى المتحف في شارع حيفا ضمن مركز الفنون. يعرض أعمال الفنانين الرواد وتشمل لوحات زيتية ومائية وتخطيطات مختلفة وأعمال نحتية، يضم المتحف حالياً أكثر من ألفي عمل. ويعود تاريخ معظم هذه الأعمال إلى عامي 1900ـ 1949.[22][23]

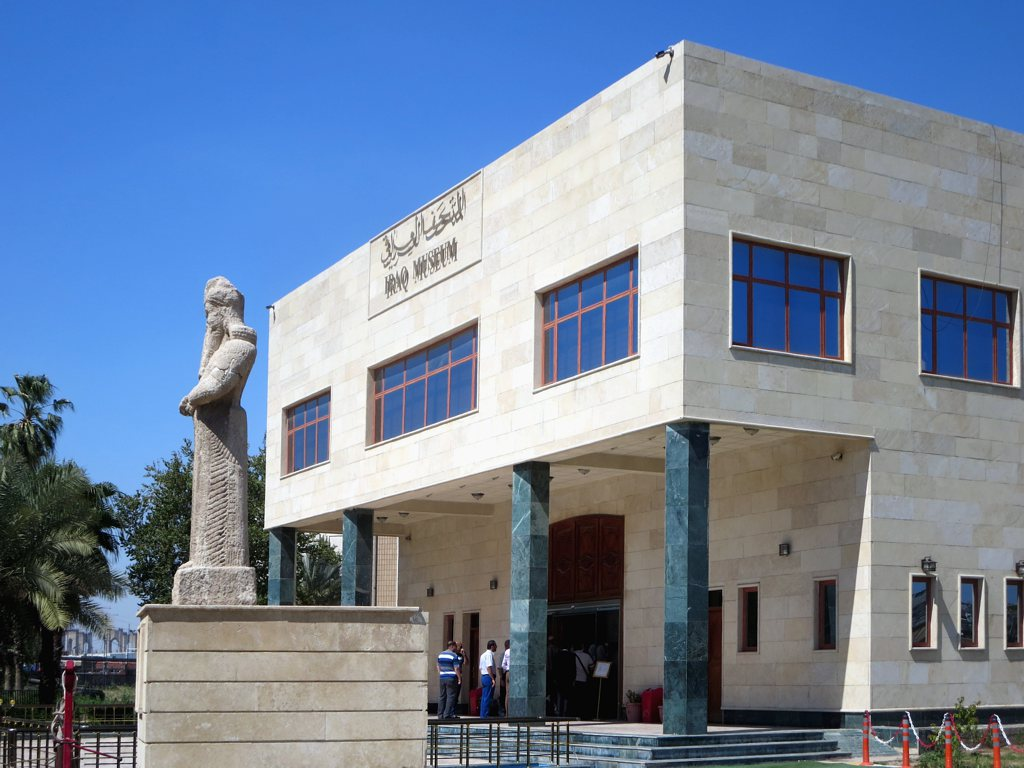
المتحف العراقي
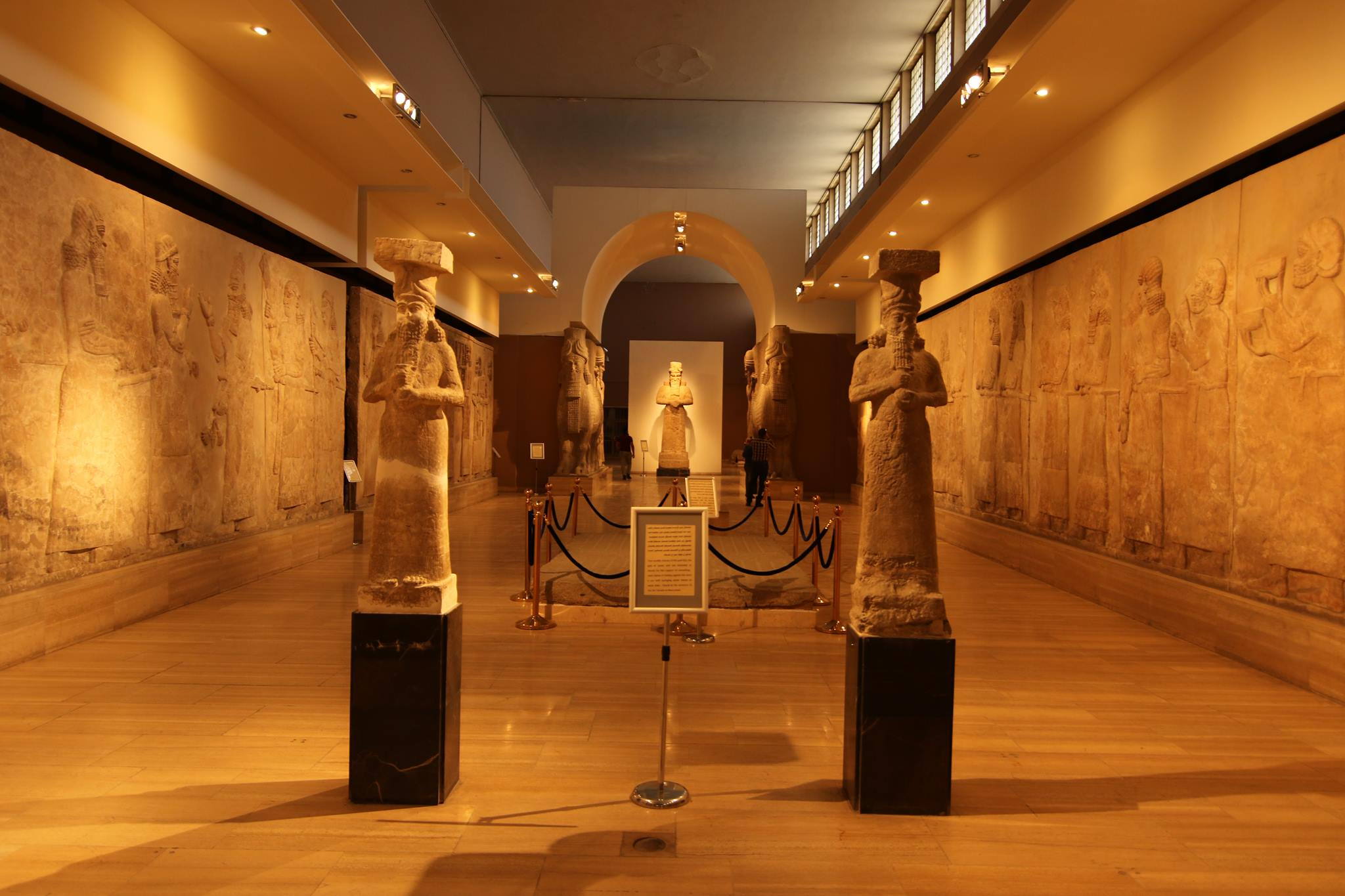
المتحف العراقي
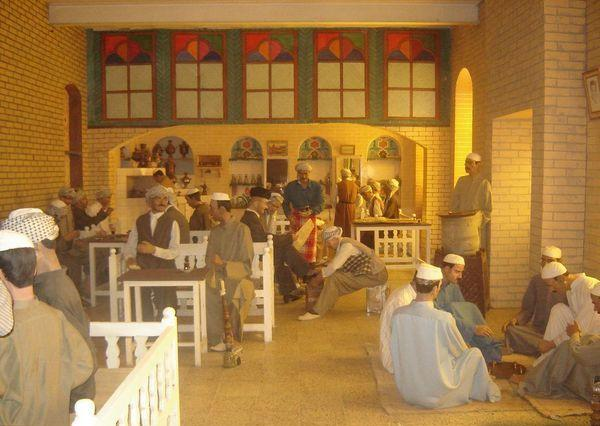
مشهد المقهى البغدادي في المتحف البغدادي
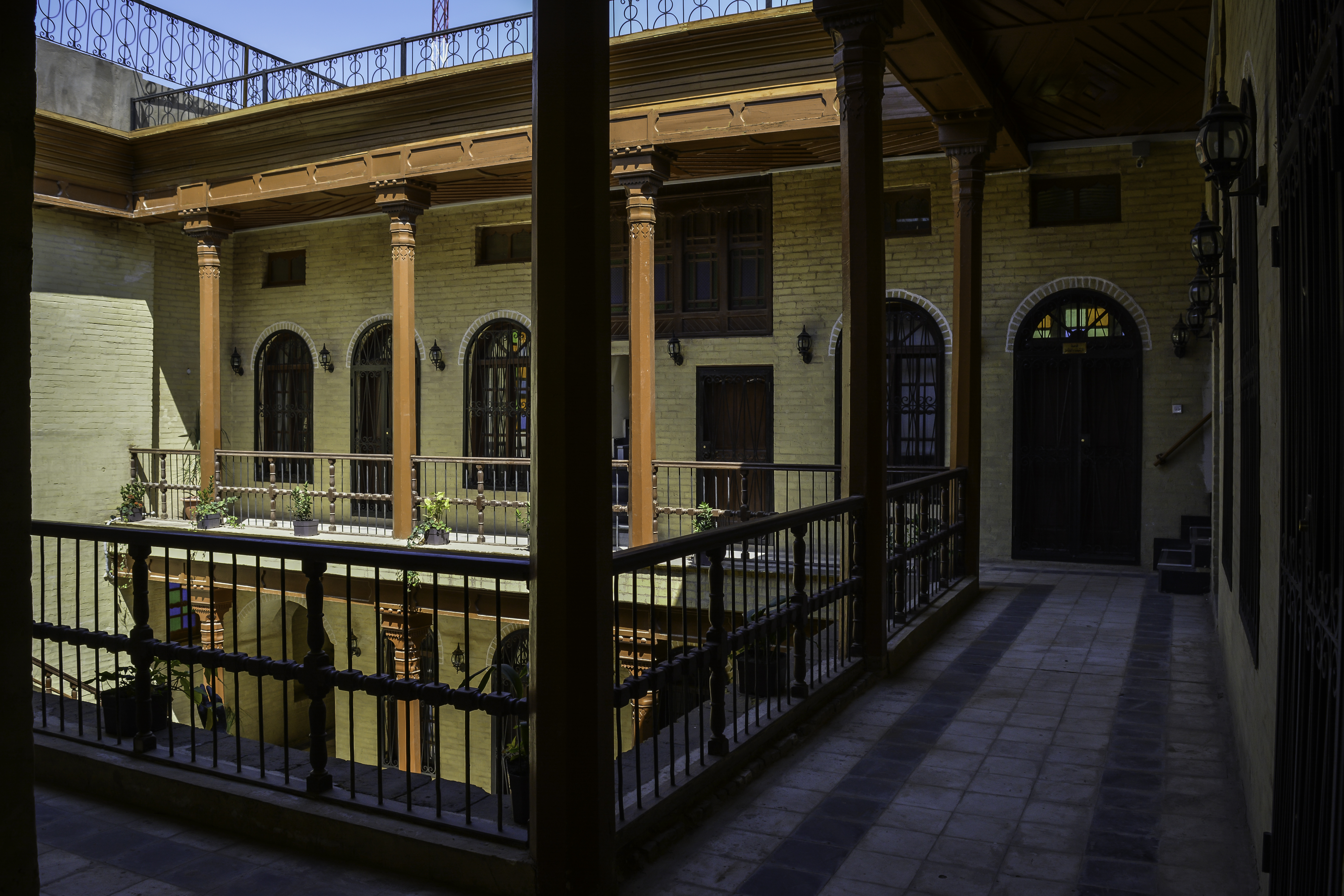
متحف عبد الكريم قاسم
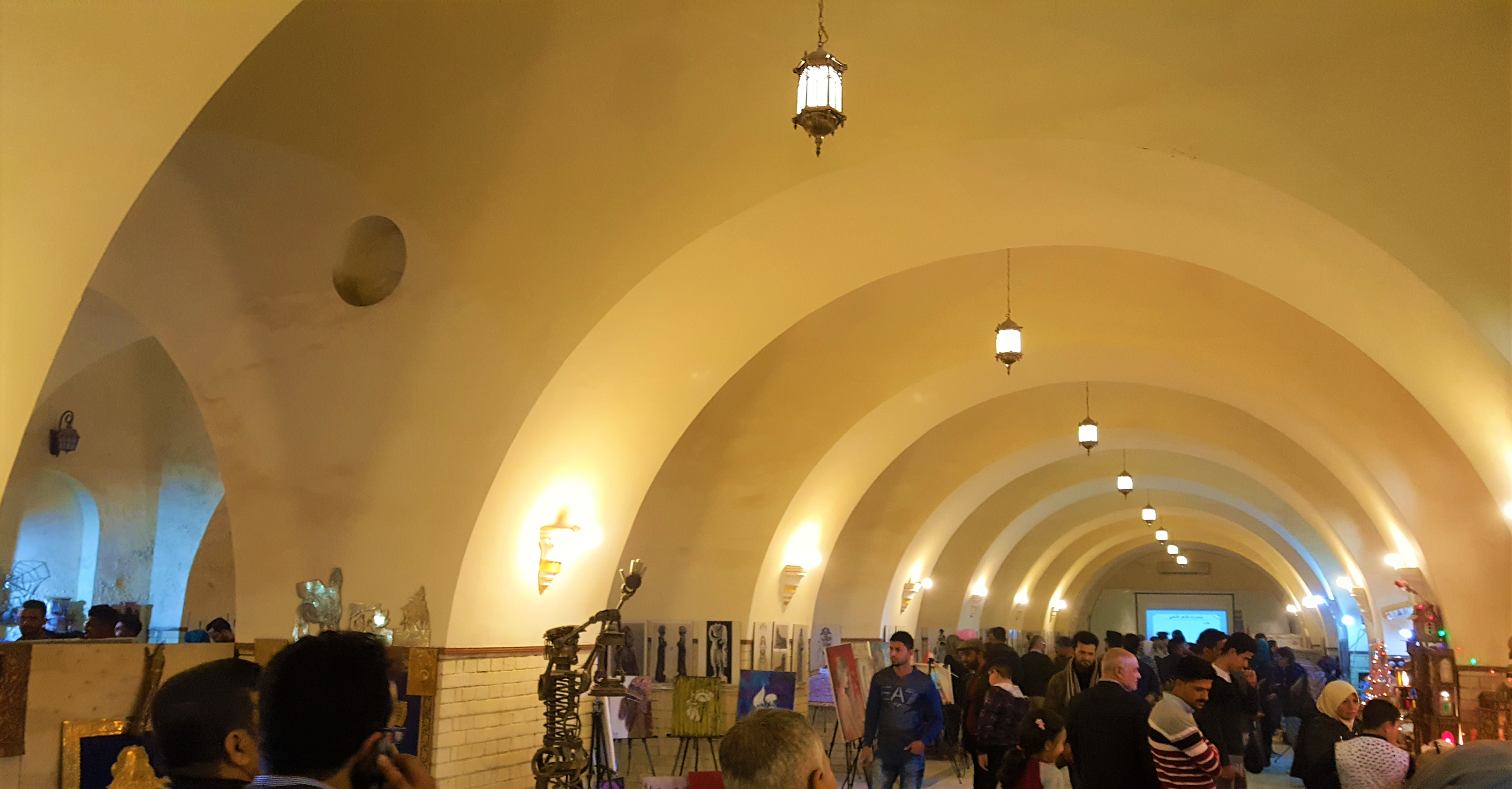
المتحف المتجول الثقافي في القشلة

## النصب التذكارية

### نُصب وتماثيل
- نصب الشهيد: من ابرز المعالم المعمارية في بغداد. وهو من تصميم المهندس المعماري العراقي سامان أسعد كمال و القبة من تصميم الفنان التشكيلي العراقي إسماعيل فتاح الترك. وتكمن عبقرية التصميم فتكمن في الخداع البصري في النصب المقام على أرض مفتوحة مترامية الأطراف، إذ يشاهد المار بالسيارة حول النصب أن شطري القبة التي تبدو مغلقة عند بداية الشارع، ويبدآن بالابتعاد أحدهما عن الآخر وكأن بوابة تنفتح أمامه تمهيدا لخروج شيء ما. وعندما يدخل الزائر موقع النصب يلاحظ أن هذا الشيء هو العلم العراقي الذي يرتفع إلى الأعلى تجسيدا لارتقاء روح الشهيد إلى السماء. يتكون النصب بشكل رئيسي من القبة العباسية المفتوحة بارتفاع 40 متر والراية التي ترتفع بطول خمسة أقدام فوق الأرض وثلاثة أمتار تحت الأرض حيث تشاهد على شكل ثريا، والينبوع الذي يتدفق ماؤه إلى داخل الأرض ليرمز إلى دم الشهيد. يتألف النصب من منصة دائرية قطرها 190 متراً تجثم فوق متحف سفلي، وتحمل قبة من شقين يبلغ ارتفاعها 40 متراً. ويجثم هذا الطاقم بأكمله وسط بحيرة صناعية واسعة. أفتتح النصب عام 1983، ويقع النصب في شارع فلسطين في منطقة زيونة في بغداد.
- نصب إنقاذ الحضارة: هو نصب تم أكماله سنة 2010 بواسطة النحات العراقي الراحل محمد غني حكمت عنوان هذا النصب في منطقة المنصور بقرب الزوراء في بغداد وهذا النصب عبارة عن عمود حجري مكسور آيل إلى السقوط يمثل الثقافة العراقية وهناك أيادي وأذرع يحاولون جاهدين بأن لا تسقط الثقافة ومكتوب على العمود بالخط المسماري «من هنا بدأت الكتابة)». يبلغ ارتفاع النصب الكلي 10 أمتار، ويقع بالقرب من ساحة الفارس العربي في المنصور. بجانب متنزه الزوراء.
- نصب الحرية: عباره عن سجل مُصور صاغه الفنان جواد سليم والمهندس رفعت الجادرجيعن طريق الرموز أراد من خلالها سرد أحداث رافقت تاريخ العراق مزج خلالها بين القديم والحداثة حيث تخلل النصب الفنون والنقوش البابلية والآشورية والسومرية القديمة إضافة إلى رواية أحداث ثورة تموز 1958 ودورها واثرها على الشعب العراقي وكثير من الموضوعات التي استلهمها من قلب العراق ولعل أهم ما يجذب الشخص عندما يطالع النصب للوهله الأولى هو الجندي الذي يكسر قضبان السجن الذي يتوسط النصب لما فيه من قوه واصرار ونقطة تحول تنقل قصة النصب من مرحلة الاضطراب والغضب والمعاناة إلى السلام والازدهار. النصب يحتوي على 14 قطعه (حيث يمثل العدد يوم 14 تموز) من المصبوبات البرونزيه المنفصله، وبعد أن كانت الحركة مضطربه يمين النصب ، فانها ومع التحرك نحو اليسار تنتظم وتصبح نابضه بالعزيمة والإصرار بصورة إنسان يتقدم بصوره واسعه إلى الامام وبعدها ترتفع اللافتات والرايات الجديدة في السماء. أفتتح النصب عام 1961، ويقع في ساحة التحرير في العاصمة بغداد.
- تمثال شهرزاد وشهريار: من معالم بغداد يقع في حدائق أبو نؤاس على نهر دجلة، أنجزه النحات العراقي محمد غني حكمت وإفتُتِحَ التمثال بتاريخ 19 مايو 1975. يمثل التمثال شهريار وهي واقفة رافعة يدها لتسرد حكاياتها على شهريار الجالس أمامها والمتكئ على مقعده صاغياً لقصصها المشوقة، إذ تنزل إحدى قدميه عن المنصة الرخامية الحمراء التي ربما إشارة إلى عرشه الملوث بدماء البغداديات. يبلغ ارتفاع تمثال شهرزاد 4.3 متر أما ارتفاع تمثال شهريار فيبلغ 3 أمتار، يرتكز التمثالان فوق 7 مدرجات من الحجر بارتفاع مترين.[24]
- نصب الفانوس السحري: هو أخر أعمال النحات محمد غني حكمت، يقع في ساحة الفتح في منطقة الكرادة في بغداد مقابل المسرح الوطني العراقي، النصب مصنوع من النحاس يرتكز على قاعدة كونكريتية من المرمر محاطاً بالمصطبات على مساحة خضراء واسعة. يرمز النصب إلى تحقيق الأماني والمعجزات كما في قصص ألف ليلة وليلة.[25]
- نصب الجندي المجهول: يقع النصب في بغداد بالقرب من المنطقة الخضراء، النصب أحد أعمال النحات خالد الرحال الذي دفن فيه، يتكون النصب من مرمر وفولاذ، أقيم سنة 1982.
- نصب قوس النصر: قوس النصر معلم سياحي في ساحة الاحتفالات الكبرى في مدينة بغداد، ولقد تم تنفيذ نصب قوس النصر بواسطة شركة (موريس سينغر) البريطانية التي أهتمت بتنفيذ أعمال البرونز لقبضتي وساعدي كل من النصبين المتقابلين، بالإضافة إلى شركة (هـ هـ ميتال فورم) الألمانية التي عهد إليها تنفيذ وصناعة السيوف من سبيكة الفولاذ، وكانت هدية منها إلى بغداد على خلفية تزويد العراق بامدادات تقنية وتكنلوجية ساعدت على بناء منظومته للاستخدامات غير السلمية، وأقيم هذا النصب أثناء الحرب العراقية الإيرانية. وأطلق عليه أسم قوس النصر. وهو عبارة عن سيفين ضخمين، يرسمان في الفضاء قوسا شاسعا، وتمسكهما يدان قويتان، وقيل ان اليدين كانتا نموذجا ليدي صدام حسين، وتحت السيفين وضعت خمسة آلاف خوذة لجنود إيرانيين، وهي خوذات حقيقية جمعت من ساحات المعارك التي دارت بين البلدين في فترة الحرب العراقية الإيرانية، وقد اشترط صدام على جامعيها أن تكون تلك الخوذ قد ثقبها رصاص الحرب، وصمم النصب الفنان خالد الرحال، في فورة الحماس للسلطة وعطاياها، والنصب يوحي بالنصر، في ذات الوقت الذي يوحي بالقوة.
- نصب المقاتل العراقي: وهو نصب يَقع في منطقة باب المعظم ويجسد هذا النصب بطولة الجندي العراقي الذي دافع عن عزة وكرامة الوطن.[26]
- تمثال كهرمانة: هو عبارة عن تمثال ذهبي في بغداد لفتاة هي كهرمانة، الشخصية المشهورة في حكاية علي بابا، إحدى حكايات «ألف ليلة وليلة»، والتي تظهر واقفة وهي تحمل جرة كبيرة تصب منها الزيت على أربعين جرة تطل منها رؤوس أربعين لصاً، وهذا النصب من عمل النحات العراقي الشهير محمد غني حكمت في سبعينيات القرن الماضي. يقع النصب في ساحة كهرمانة وهي ساحة دائرية تقع وسط بغداد وتفصل بين منطقتي الكرادة وشارع السعدون.

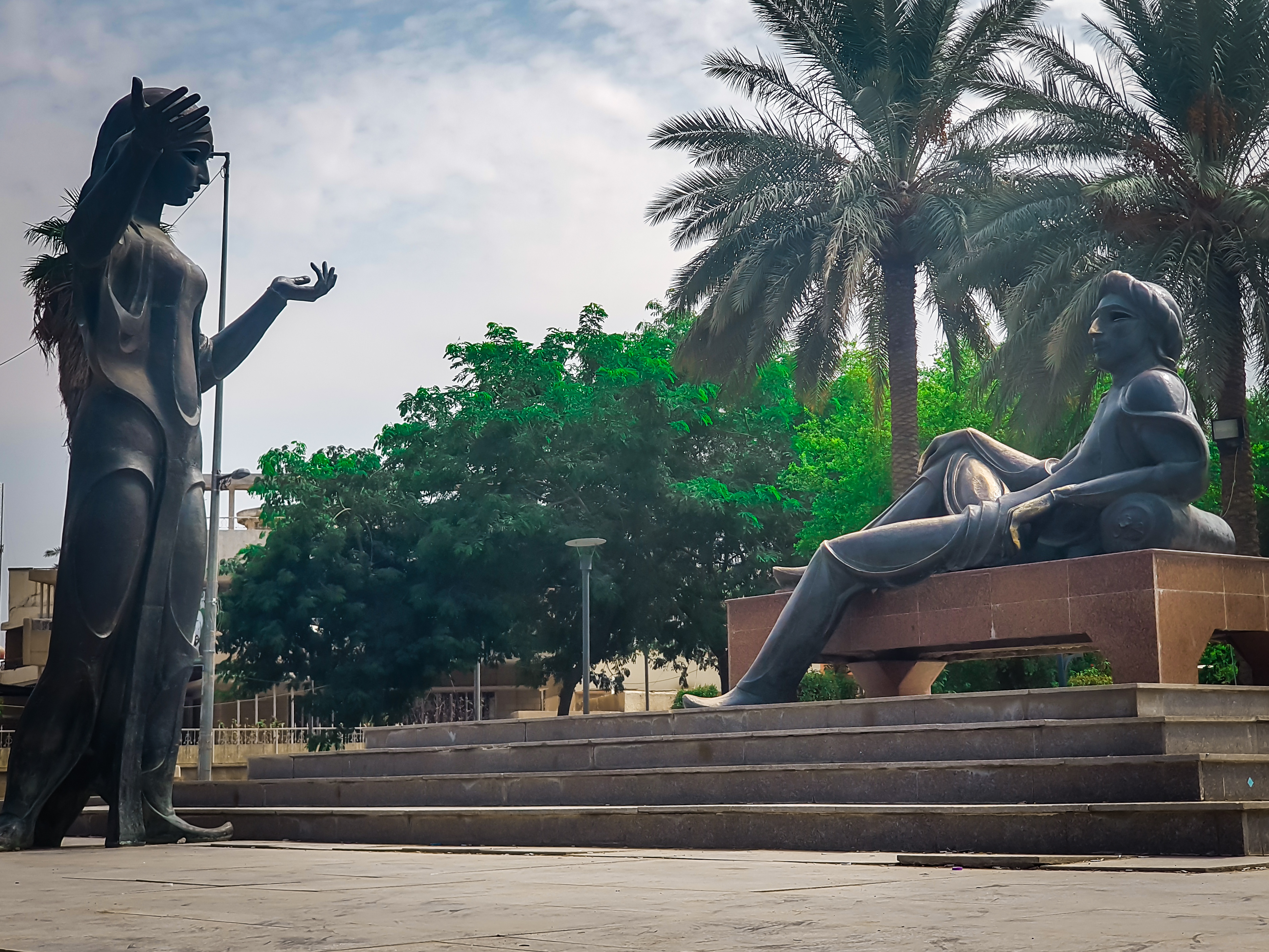
نصب شهرزاد وشهريار في حدائق أبو نؤاس
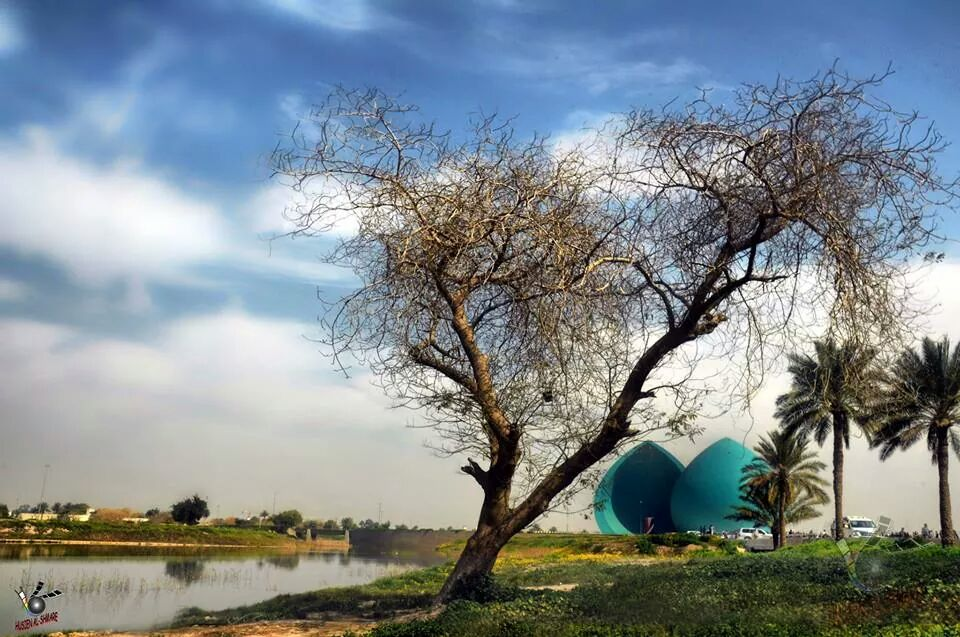
نصب الشهيد
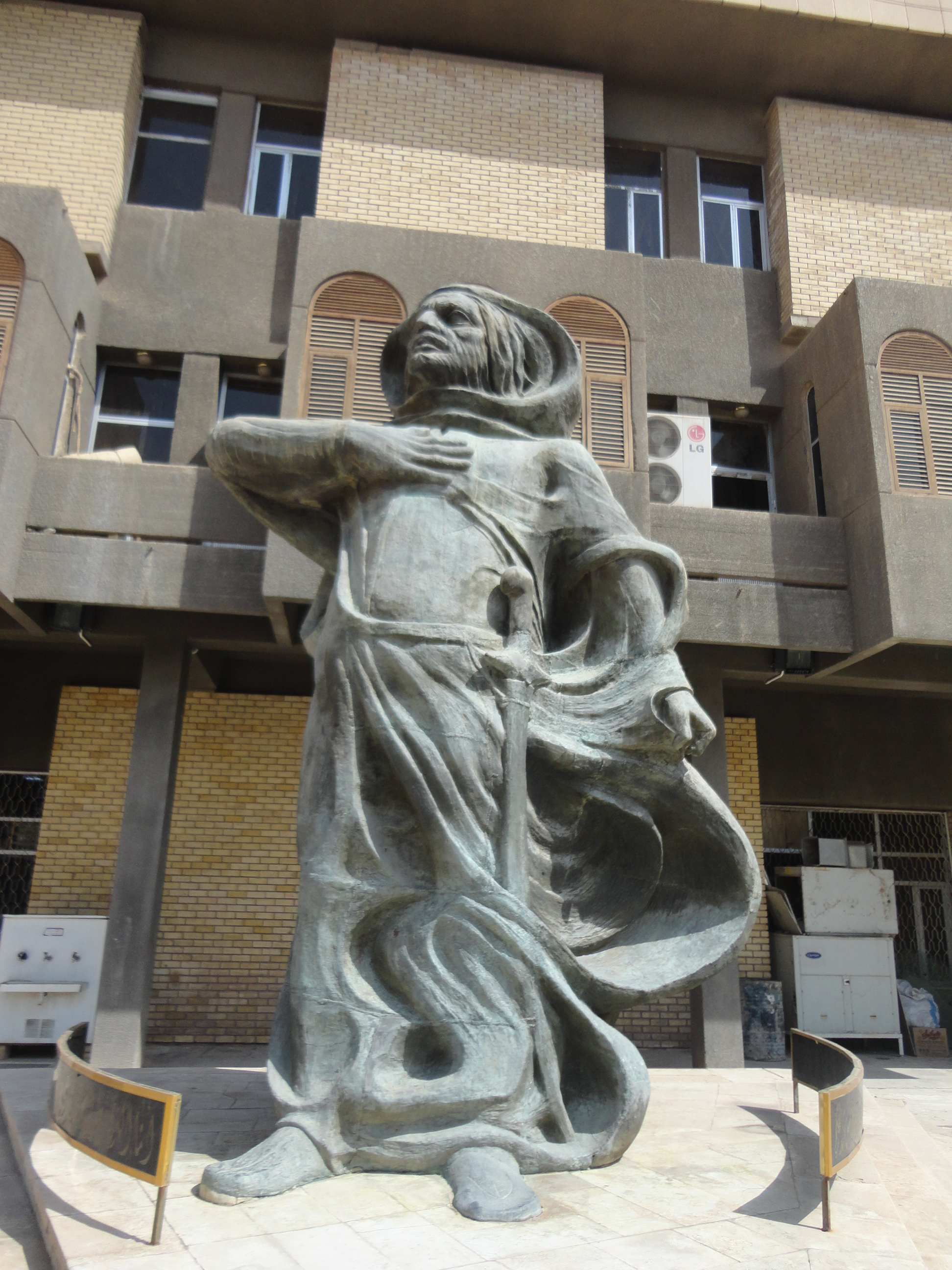
تمثال المتنبي

### أبراج
- برج المأمون (بغداد): هو برج سياحي يقع في "حي المأمون" - منطقة اليرموك غرب بغداد ويبلغ ارتفاع البرج حوالي 205 متر ويجد في قمة البرج عبارة (الله أكبر) كما يوجد به ما يسمى المطعم الدوار أو المتحرك. تمت المباشرة ببنائه سنة 1991م وبجانبه توجد بدالة المأمون للأتصالات وتعرض إلى قصف سنة 1991م أثناء حرب الخليج حيث اعيد افتتاحه ثانية عام 1994 م. أعلنت وزارة الاتصالات عن إعادة افتتاح برج بغداد للاتصالات الدولية في وسط العاصمة خلال شهر تموز - يوليو 2010 بعد تأهيله مجدداً. وقال سمير على الحسون الناطق الاعلامي لوزارة الاتصالات "ان الوزارة بصدد إعادة افتتاح برج بغداد للاتصالات الدولية قريباً بعد تأهيله مجدداً من اثار الدمار الذي تعرض له أثناء دخول القوات الاميركية في 2003. مضيفاً ان شركات عراقية متخصصة تولت تنفيذ أعمال التأهيل والصيانة للبرج الذي يقع في حي المأمون غربي بغداد. بتاريخ 31 ديسمبر 2016 أفتتح البرج للزائرين.[27]
- برج الزوراء: برج سياحي أنشئ عام 1975 يقع بالقرب من متنزه الزوراء في منطقة الحارثية في بغداد، يبلغ ارتفاعه 40 متر ويوجد في قمته مطعم دوار.
- برج الجزيرة: وهو برج سياحي يقع في وسط جزيرة بغداد السياحية فوق البحيرة الاصطناعية للجزيرة، يبلغ ارتفاع البرج 63 متر ويمكن للزوار الصعود اليه بواسطة مصعد يتسع لثمانية أشخاص ويحتوي في على كشك صغير لبيع العصائر والحلويات.
- ساعة بغداد: هي مبنى مرتفع تعلوه ساعة معلقة على برج لها أربعة أوجه يقع المبنى ضمن منطقة ساحة الاحتفالات في بغداد. أنشئت في سنة 1994م، على يد كوادر من هيئة التصنيع العسكري التي حُلت بعد غزو العراق عام 2003م. تتضمن القاعة متحفًا كان يعرف بمتحف قائد النصر مقسمًا إلى 7 قاعات تعرض فيه الهدايا التي كانت تقدم إلى الرئيس العراقي السابق صدام حسين.
- ساعة القشلة: وهي ساعة موجودة حاليا في مبنى القشلة ببغداد ولكنها لا تشير إلى الوقت، ولا يسمع رنينها مثلما كانت في عهد الوالي مدحت باشا الذي أكمل بناءها بعد الوالي نامق باشا الكبير وتعرض مبنى القشلة للسرقة والنهب والسلب، وهذه السرقات التي عمّت أرجاء بغداد إثر دخول القوات الأجنبية إلى الأراضي العراقية، حيث سرق بعض أجزائها وكذلك الأبواب الخشبية في أعلى برج الساعة. وكانت الساعة تدق بصوت مرتفع لايقاظ الجنود وإعلامهم بأوقات التدريب العسكري، وهي ذات أربعة أوجه وبنى لها مدحت باشا برجاً يبلغ أرتفاعه 22 متراً.
- ساعة الأعظمية: تعتبر ساعة الأعظمية من معالم مدينة بغداد التاريخية، وتقع في مدينة الأعظمية، وترجع قصتها إلى عام 1919م، حين أهديت ساعة من الحضرة القادرية إلى جامع الإمام الأعظم، ثم بني البرج ووضعت عليه الساعة في عهد المملكة العراقية عام 1958م، وفي عام 2003م بعد غزو العراق دمر جزء كبير من بندول الساعة، وتحديداً يوم العاشر من نيسان بعد معركة كبيرة وقعت بين الجيش الأميركي والمقاومين للاحتلال، وبعد حوالي سنتين اعيد بناء الساعة والبرج، وهي اليوم قائمة تزهو على ضفاف نهر دجلة وفي باحةِ جامع أبو حنيفة لتبقى من أشهر معالم مدينة الأعظمية.

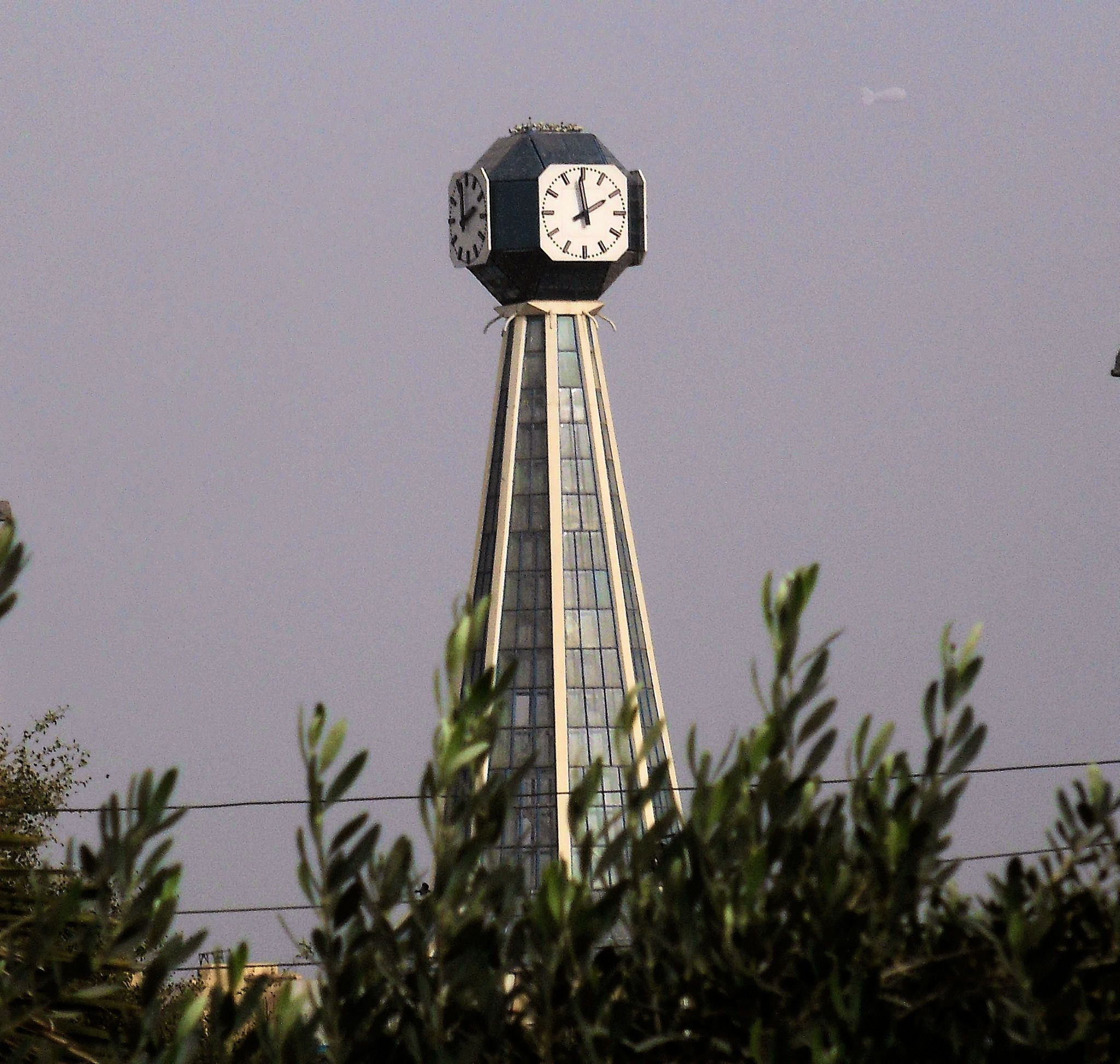
ساعة بغداد
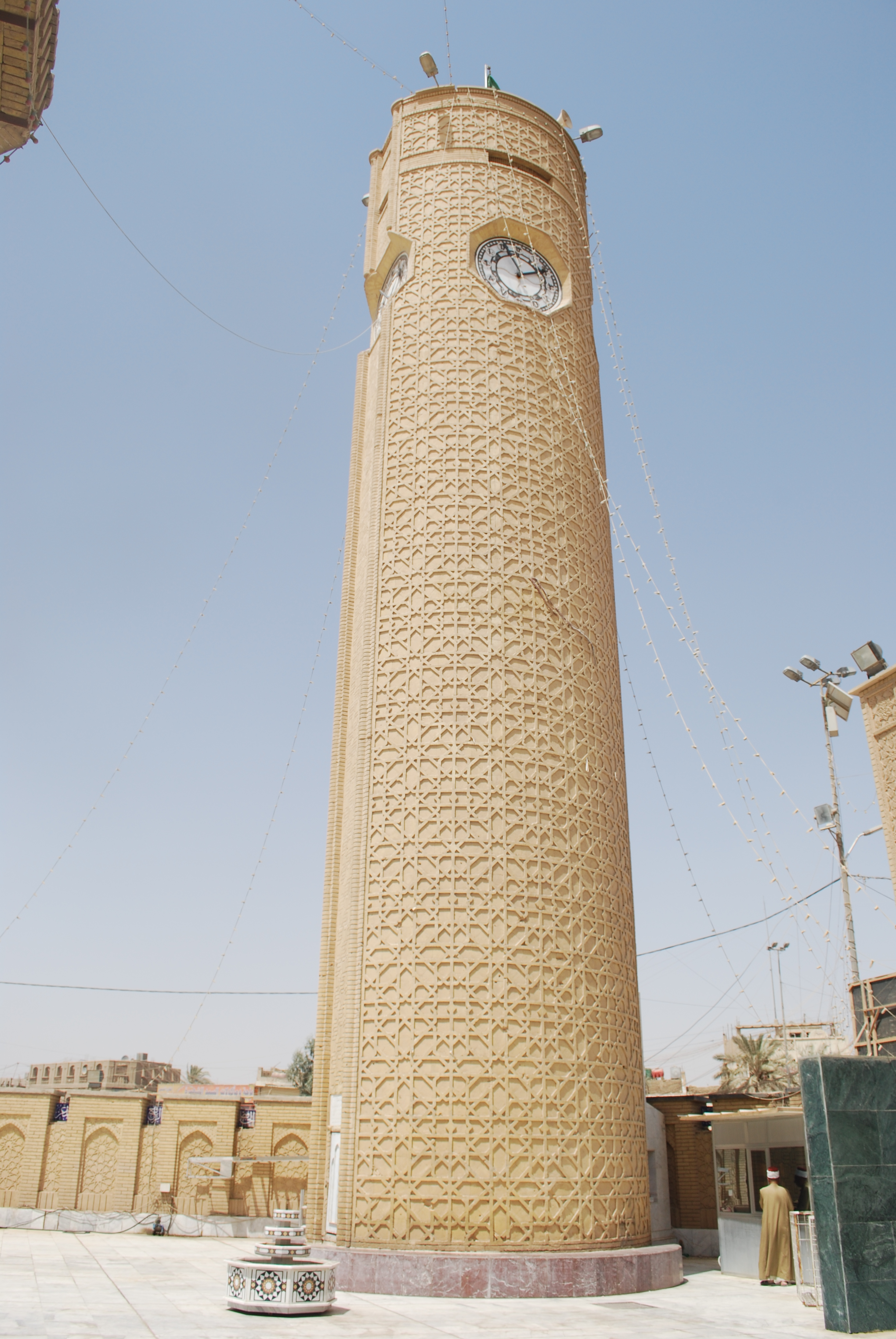
ساعة الأعظمية
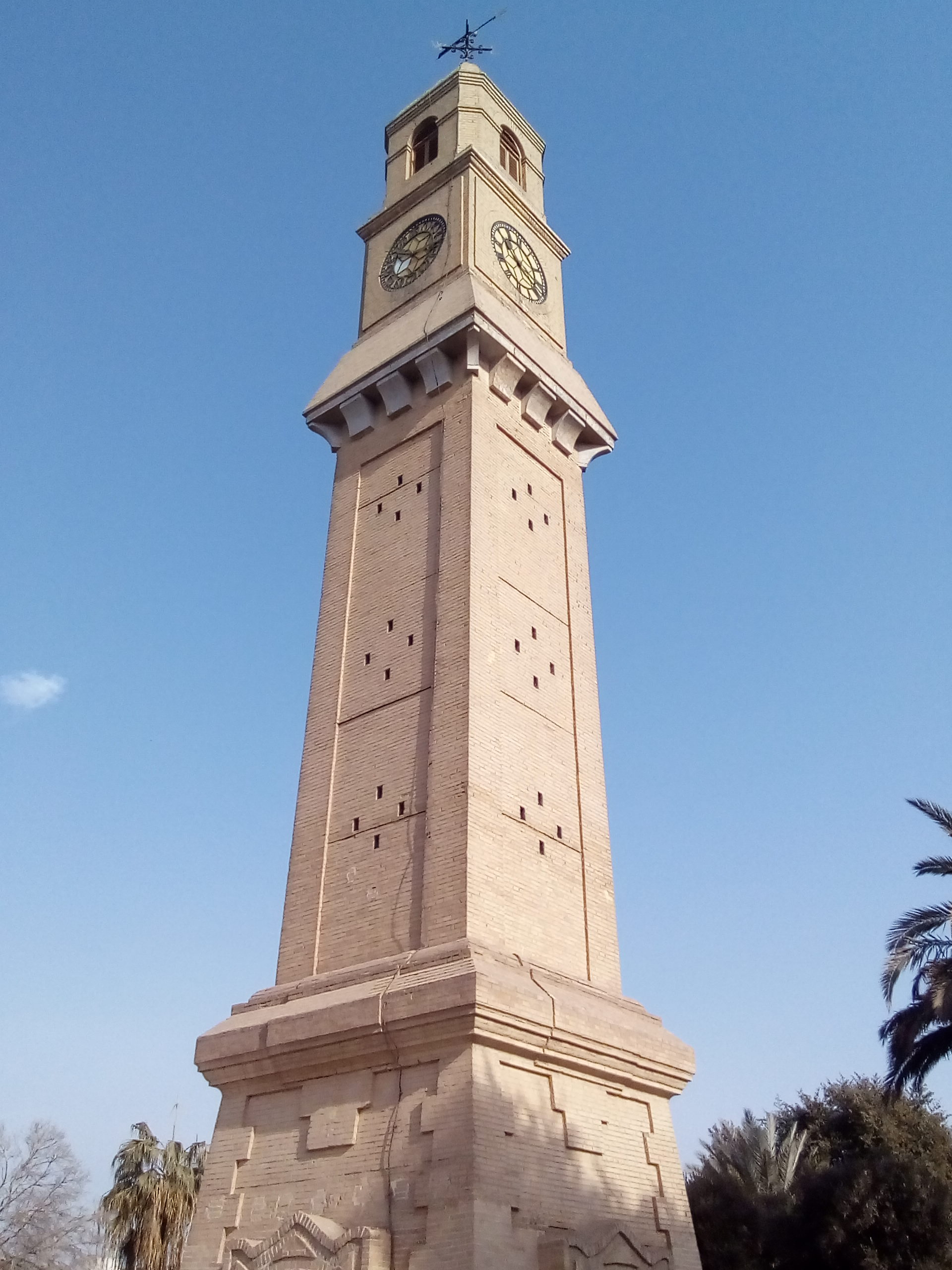
ساعة القشلة
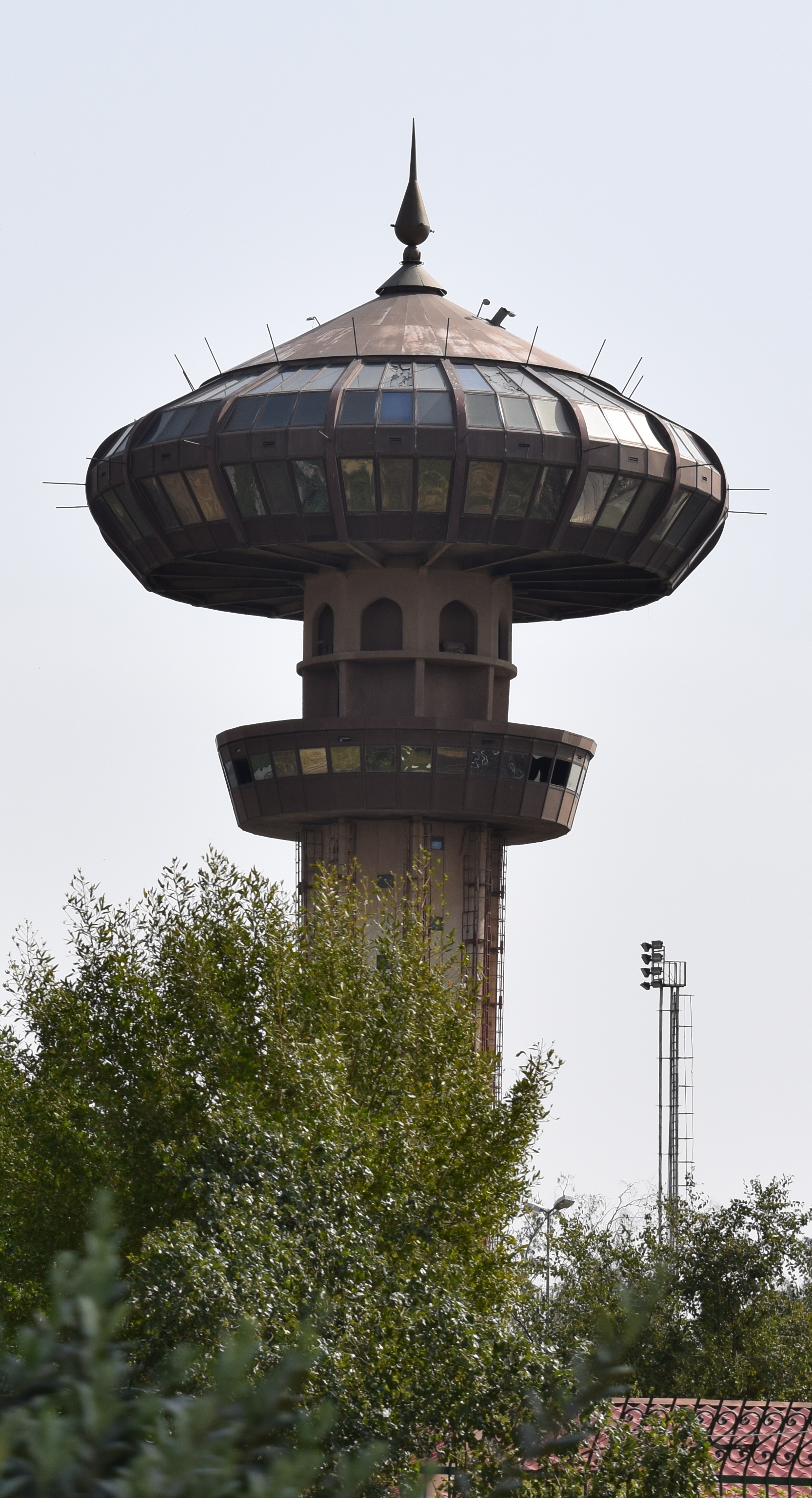
برج الزوراء
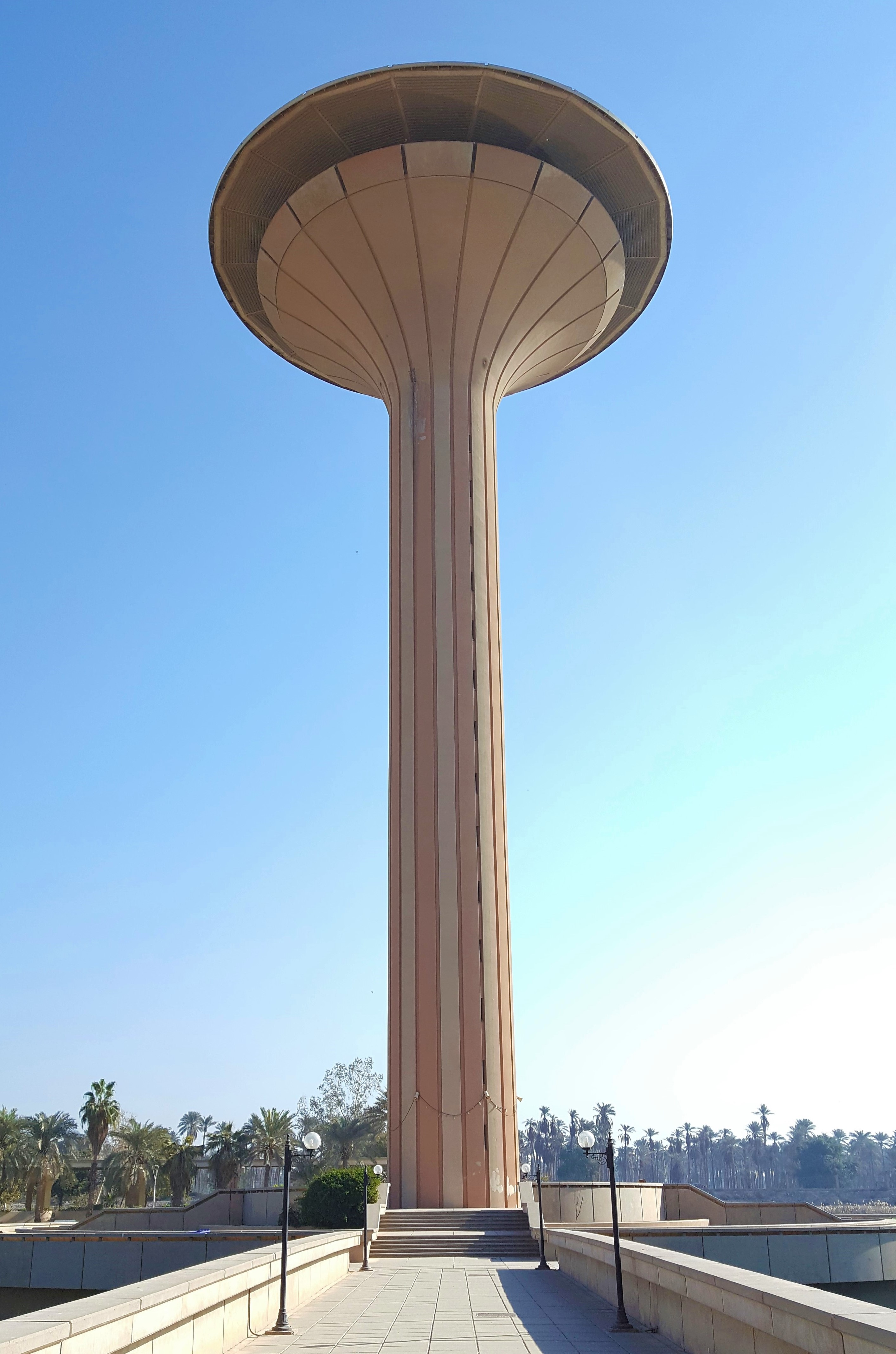
برج جزيرة بغداد السياحية

## الطعام

### المقاهي

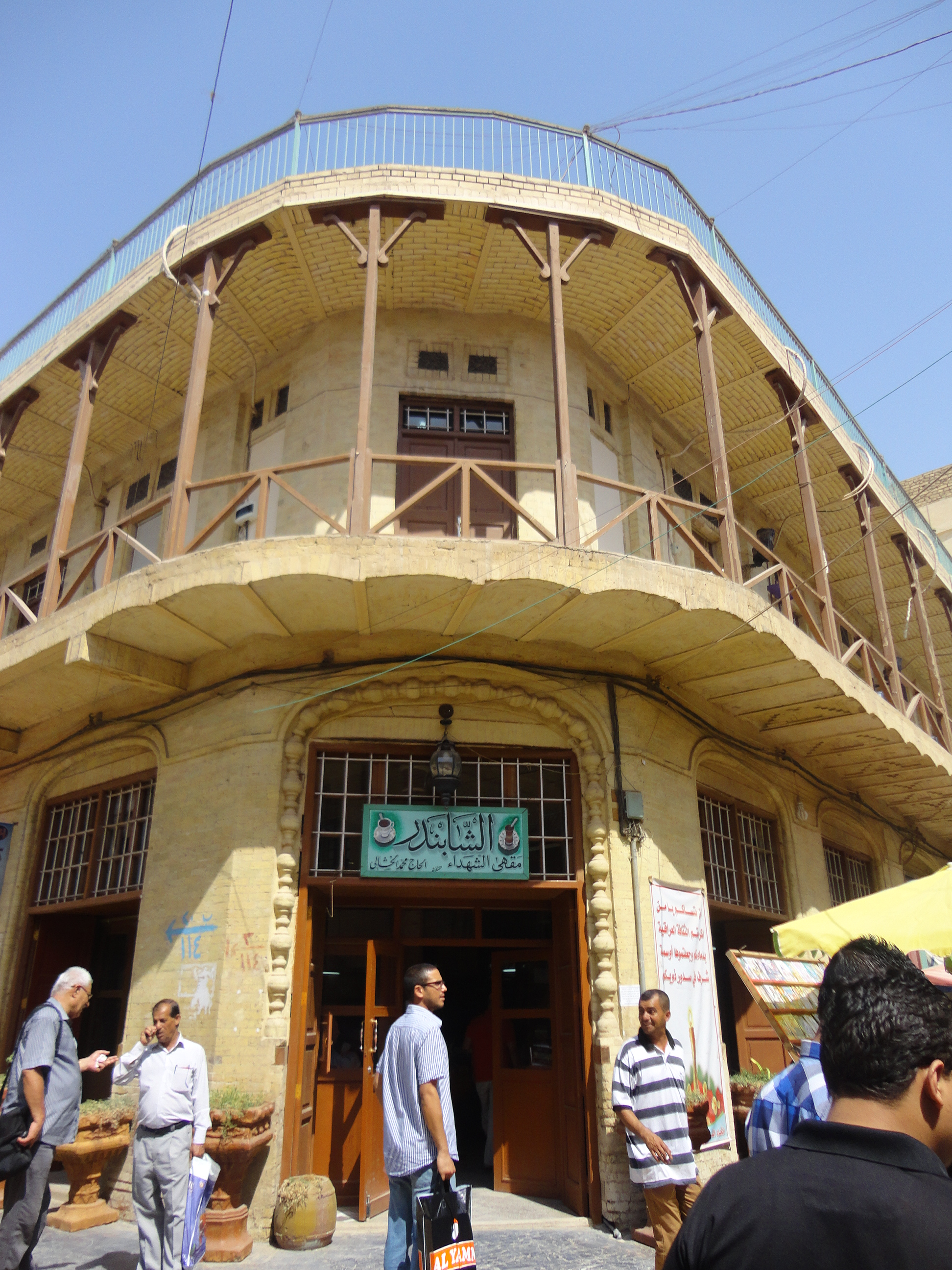
واجهة مَقهى الشابندر في صيف عام 2012

- مقهى الشابندر: يعد من أشهر المقاهي القديمة في بغداد، ويقع في نهاية شارع المتنبي قرب مبنى القشلة (المدرسة الموفقية سابقا)، وأصبح الآن من الأندية الإجتماعية، ويعتبر أحد المعالم الثقافية المهمة في العراق، ويتداول فيه الحديث عن الثقافة والفن والشعر والسياسة.[28] ويَتردد عليه عامة الناس والتجار والموظفون والأدباء، وكان يَتجمع به السياسيين والمثقفيين العراقيين، وتأسس في عام 1917 ويعود تاريخ بناؤه إلى القرن التاسع عشر الميلادي وكان المبنى مُخصص سابقا لمطبعة الزوراء إبان الحكم العثماني في العراق.[29]
- مقهى الزهاوي: هو مقهى في بغداد، يقع بين ساحة الميدان وجامع الحيدرخانة. تأسس المقهى سنة 1917 م.[30] سميت على اسم الشاعر جميل صدقي الزهاوي.[31]
- مقهى البرازيلية: هو أحد مقاهي بغداد المشهورة والعريقة، يقع في وسط شارع الرشيد باتجاه الباب الشرقي، كان مجمع لطلبة الكليات والطبقة المثقفة والأدباء والشعراء، يلتقون في هذا المقهى ويتحلقون حول طاولات محددة لأدباء وسياسيين بعينهم ليتبادلوا آخر أخبار الأدب والثقافة والتي لا تخلوا من تحاورات سياسية. ارتادها رواد حركة الشعر الحر مثل بدر شاكر السياب عند حضوره إلى بغداد وبلند الحيدري وعبد الرزاق عبد الواحد ورشيد ياسين وسليمان العيسى وعبد الوهاب البياتي وغيرهم، يرتشفون القهوة البرازيلية المشهورة والتي يحضّرها عامل متخصص مستخدمًا المكينات المخصصة لتحضير القهوة على البخار المستوردة منذ أربعينيات القرن العشرين أو كوب الشاي (وليس أستكان الشاي المفضل ارتشاف الشاي به في العراق). أن هذا المقهى هو الوحيد الذي لم يكن يقدم لزبائنه الأرجيلة وطاولة النرد. كما أن المقهى كان يقدم الحلويات على أنواعها المستوردة من لبنان والتي عرفها المصطافون العراقيون في لبنان. صاحبها عمر بدوي الصباغ لبناني منحته الحكومة العراقية الجنسية تقديرًا لخدماته. وفي هذا المقهى افتتح مسار الحركة التشكيلية العراقية على أيدي جواد سليم وجماعته، فكتب في مذكراته بعد لقائه بالفنانين البولونيين، تلامذة الفرنسي بونار، في ذلك المقهى قال: «الآن عرفتُ اللون. الآن عرفتُ الرسم». كذلك من رواد هذا المقهى هم أغلب ساسة العراق إبان الحكم الملكي أمثال نوري السعيد.

### المطاعم
تحتوي بغداد على العديد من المطاعم الشعبية والعصرية بما مجموعه 2657 مطعم حسب إحصاء عام 2013، وفيما يلي قائمة بأسماء بعض من أشهر مطاعم بغداد:
- مطعم زرزور: يقع مقابل المسرح الوطني وساحة الفانوس السحري في منطفة الكرادة، بغداد.
- مطعم صاج الريف: يقع بالقرب من الجامعة التكنلوجية في منطقة العلوية في الكرادة، بغداد.
- مطعم صمد: يقع مقابل مول المنصور في شارع الرواد في منطقة المنصور، بغداد.
- مطعم الساعة: يقع في شارع 14 رمضان في منطقة المنصور، بغداد.
- مطعم أروما: يقع في منطقة الجادرية في الكرداة، بغداد.
- مطعم الشيف ستي: يقع في شارع 14 رمضان بالقرب من سيد الحليب في منطقة المنصور، بغداد.
- معطم القند: يقع في شارع 14 رمضان في منطقة المنصور، بغداد.
- مطعم الجادرية العائم: يقع بالقرب من بحيرة الجادرية في الجادرية في الكرداة، بغداد.
- مطعم مزايا: يقع في شارع المنصور الرئيس في منطقة المنصور، بغداد.
- مطعم سكوزي: يقع في شارع الرواد مجاور مطعم صمد في منطقة المنصور، بغداد
- مطعم ستيلا 62: يقع في شارع 62 في منطقة الكرداة، بغداد.
- مطعم مسك: يقع بالقرب من فندق بابل في منطقة الجادرية في الكرداة، بغداد.
- منتجع العبسلي: يقع على ضفاف نهر دجلة في منطقة الكاظمية، بغداد.

### المرطبات والمثلجات
أسماء أشهر محلات المرطبات والمثلجات في بغداد:
- مرطبات الحاج زبالة تأسس سنة 1900 ويقع في شارع الرشيد وسط بغداد.[33]
- مرطبات الفقمة: تقع في منطقة الكرادة، بغداد.
- مرطبات أيس باك: يوجد له عدة فروع أحدها يقع في منطقة الكرادة، والثاني يقع في منطقة المنصور، بغداد.
- مرطبات الرواد: يقع في شارع الرواد في منطقة المنصور، بغداد.

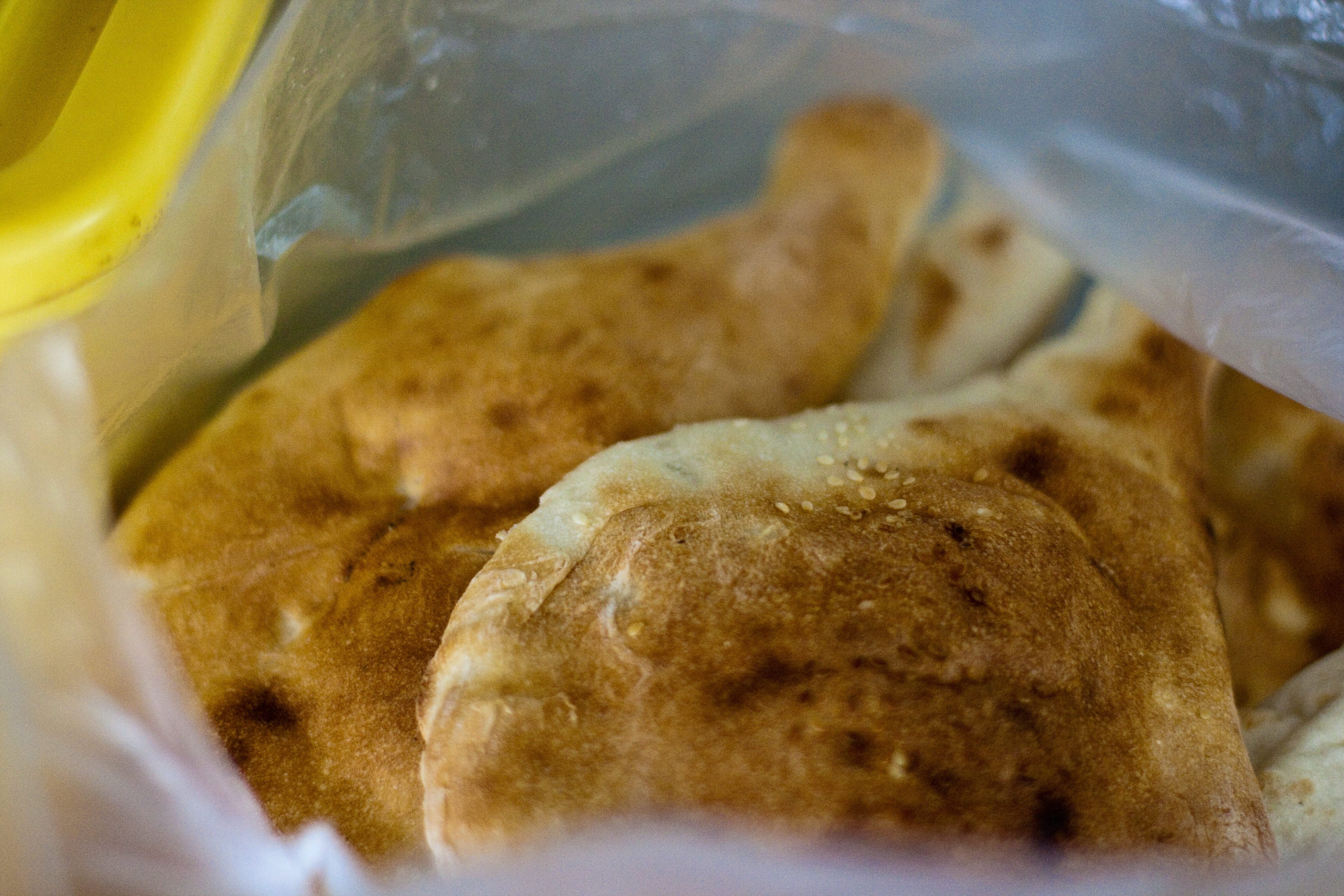
صمون عراقي
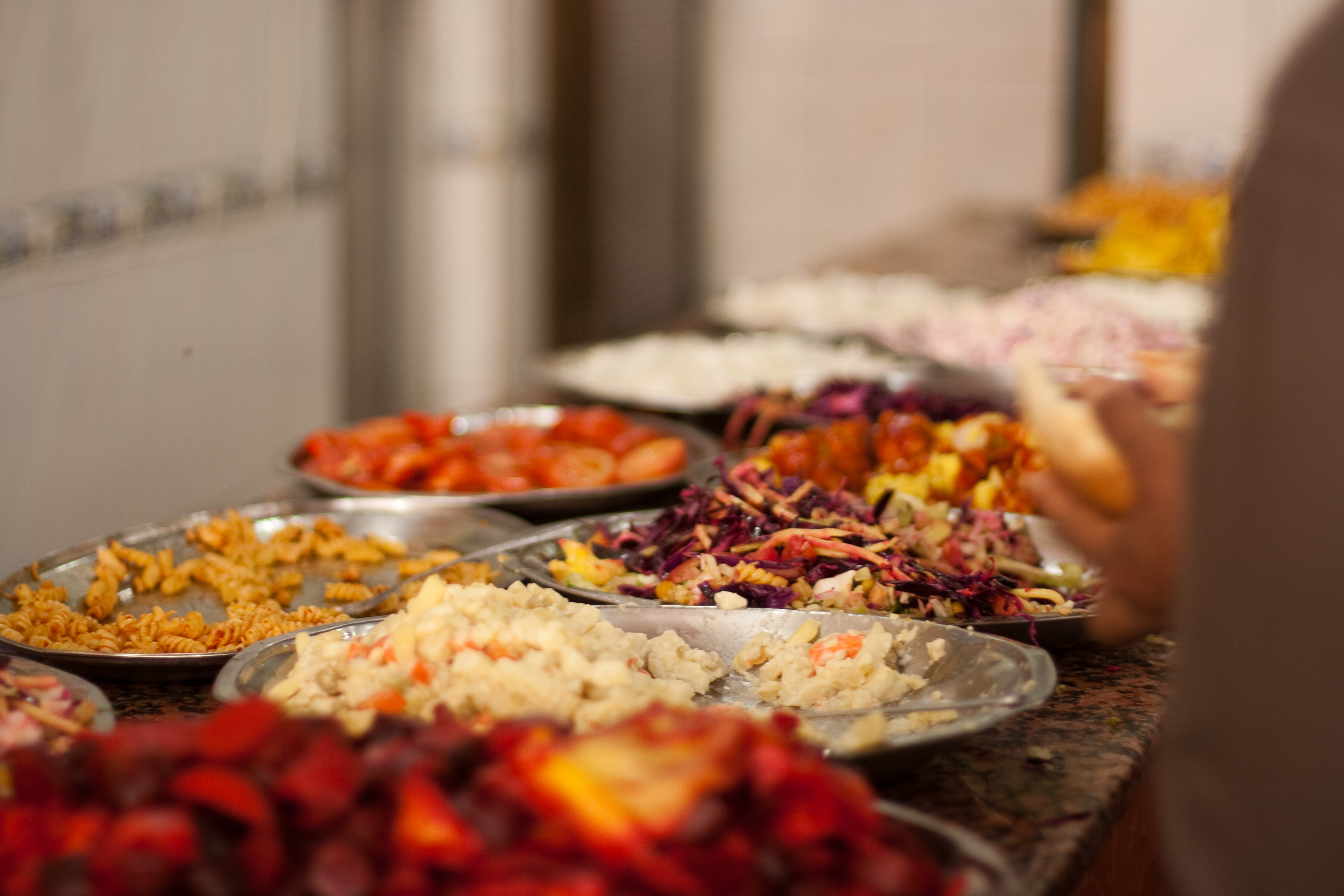
مقبلات في أحد المطاعم الشعبية
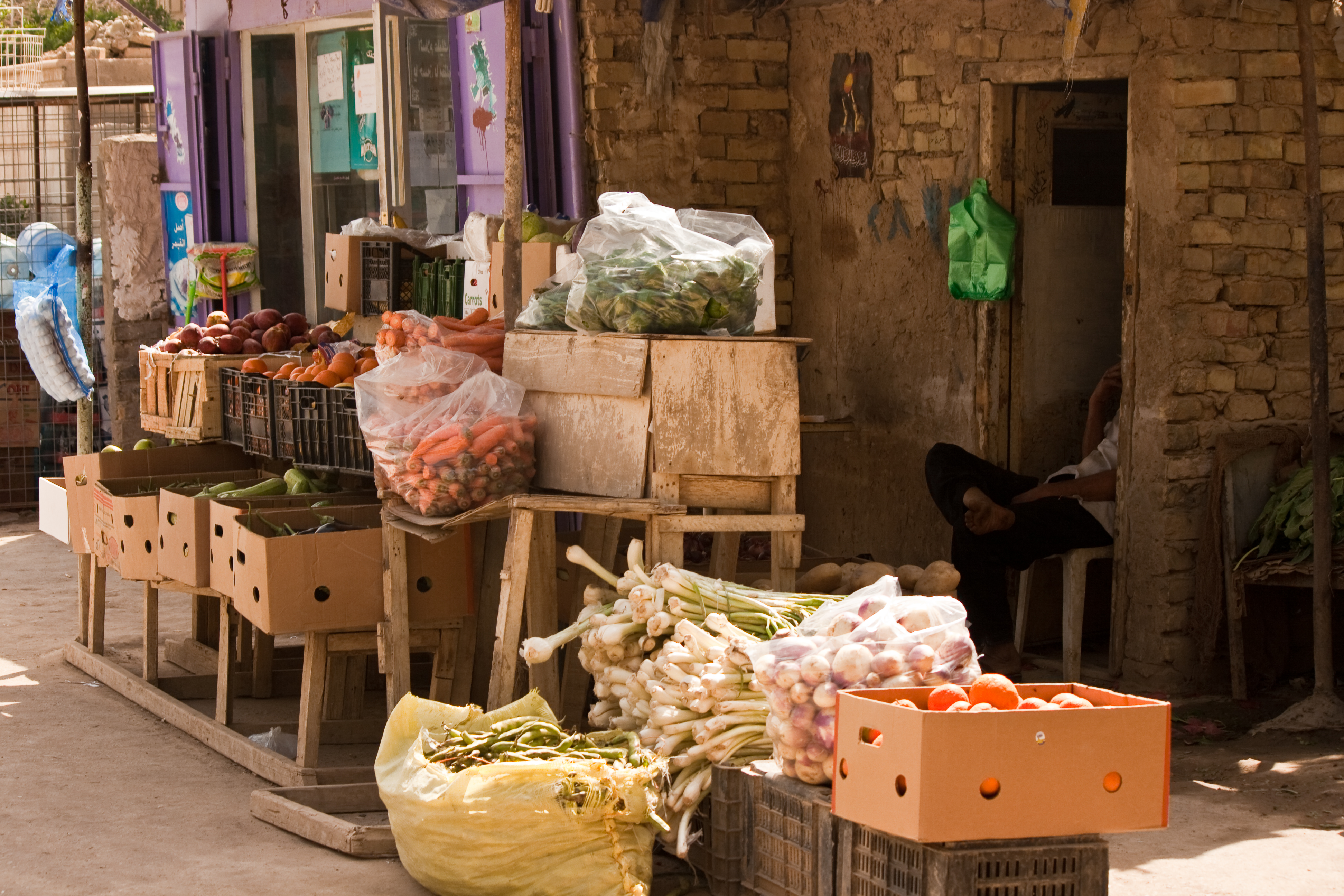
رجل يبيع الخضروات والفواكه في منطقة الصالحية
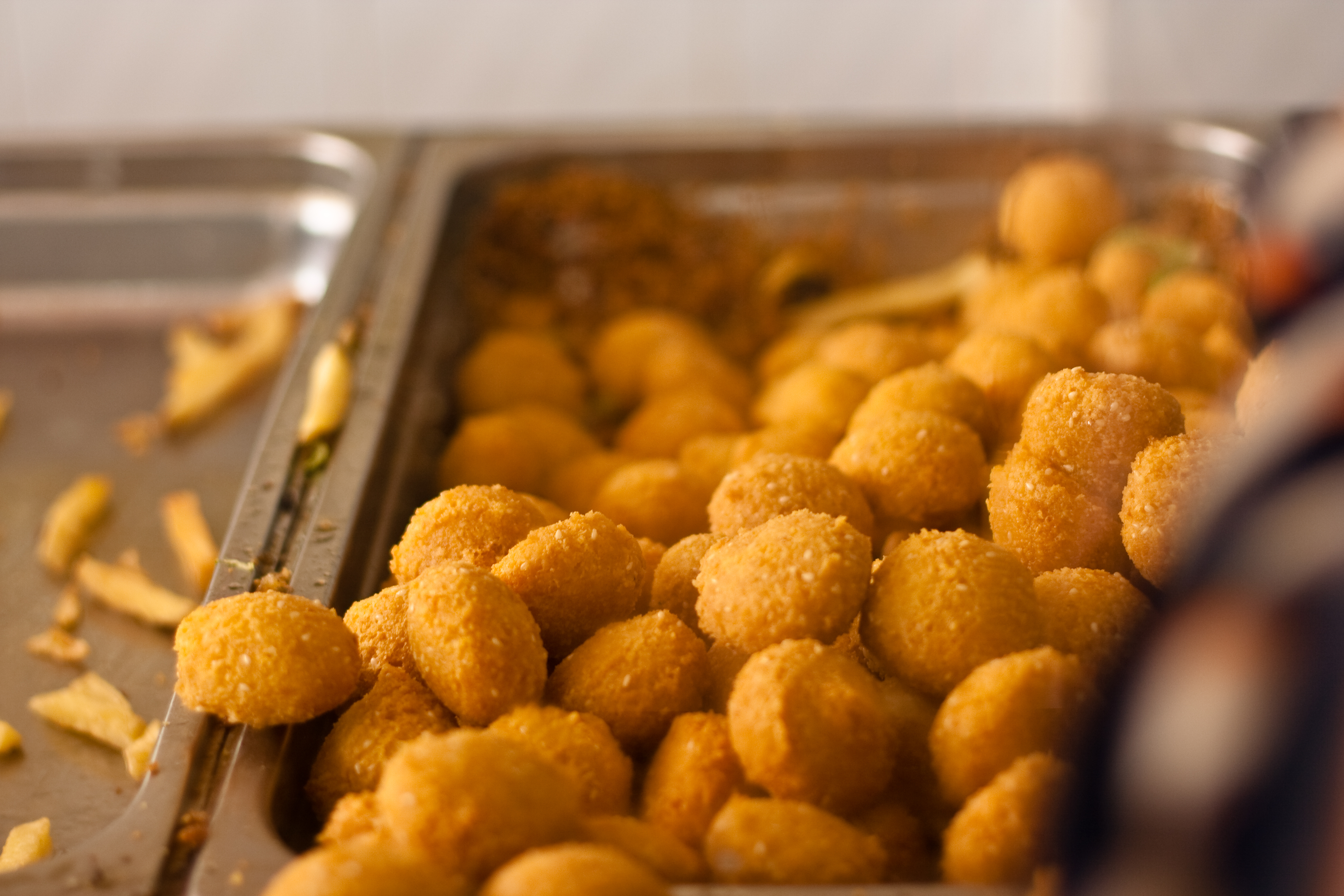
الفلافل العراقية
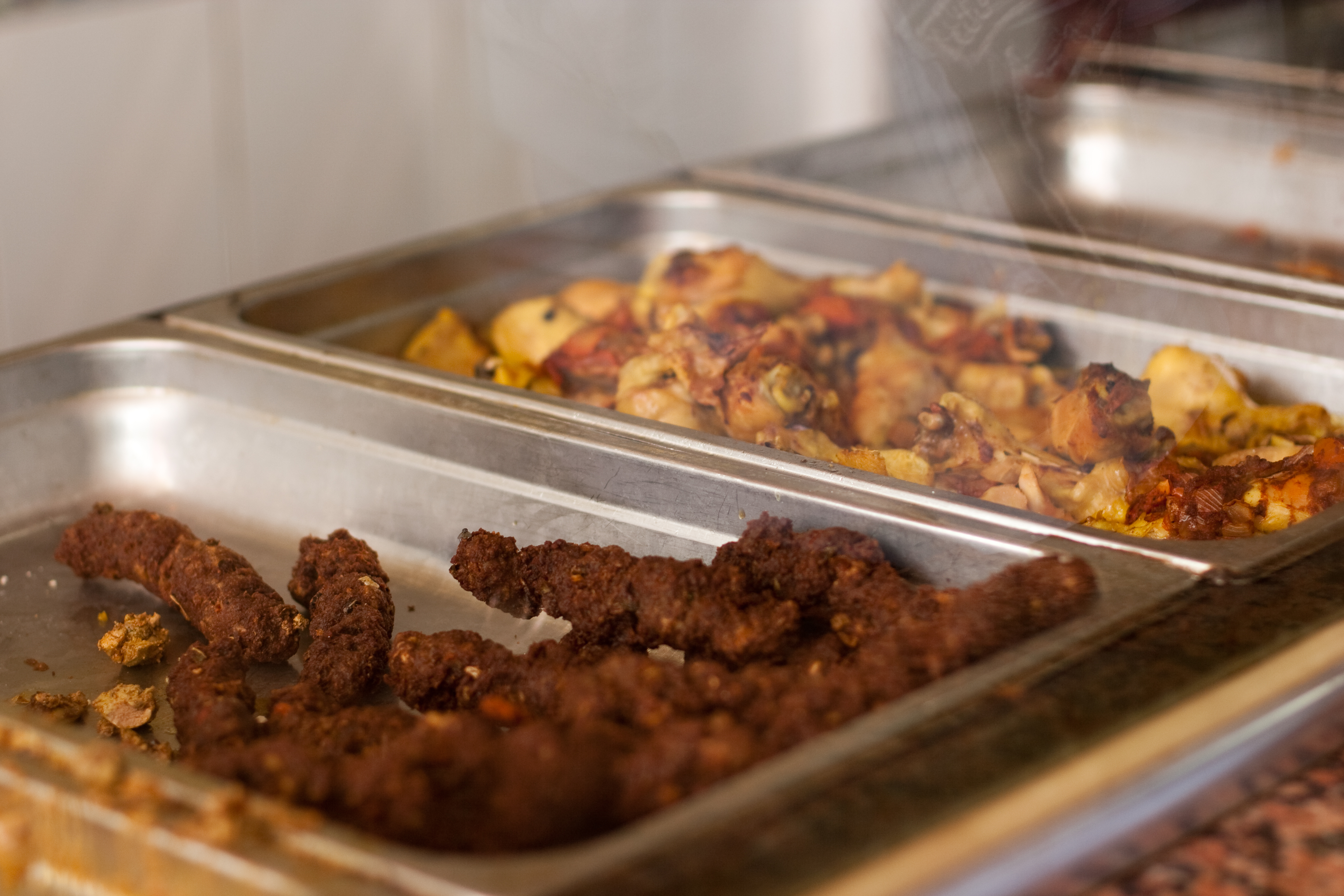
دجاج وكباب
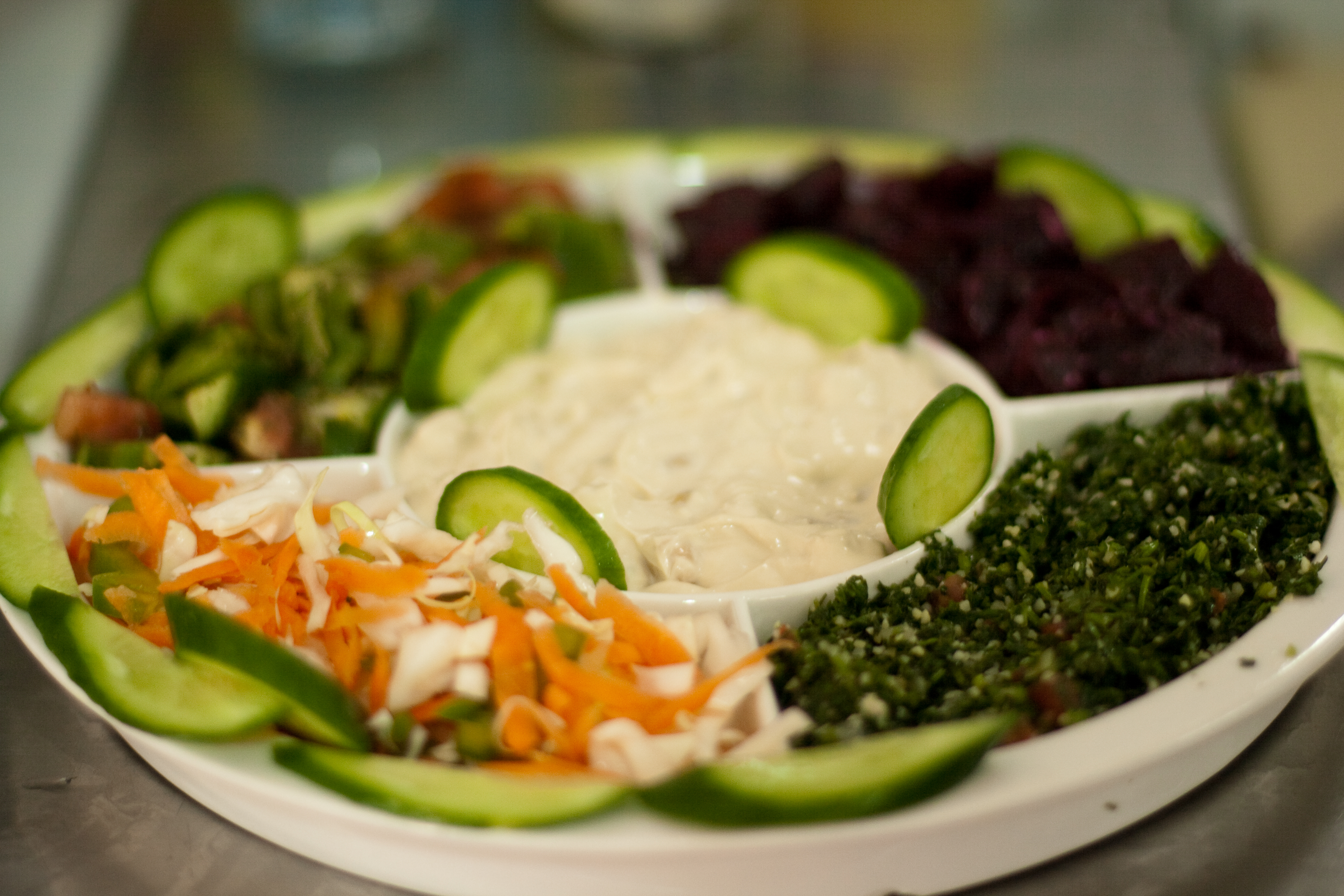
صحن مقبلات
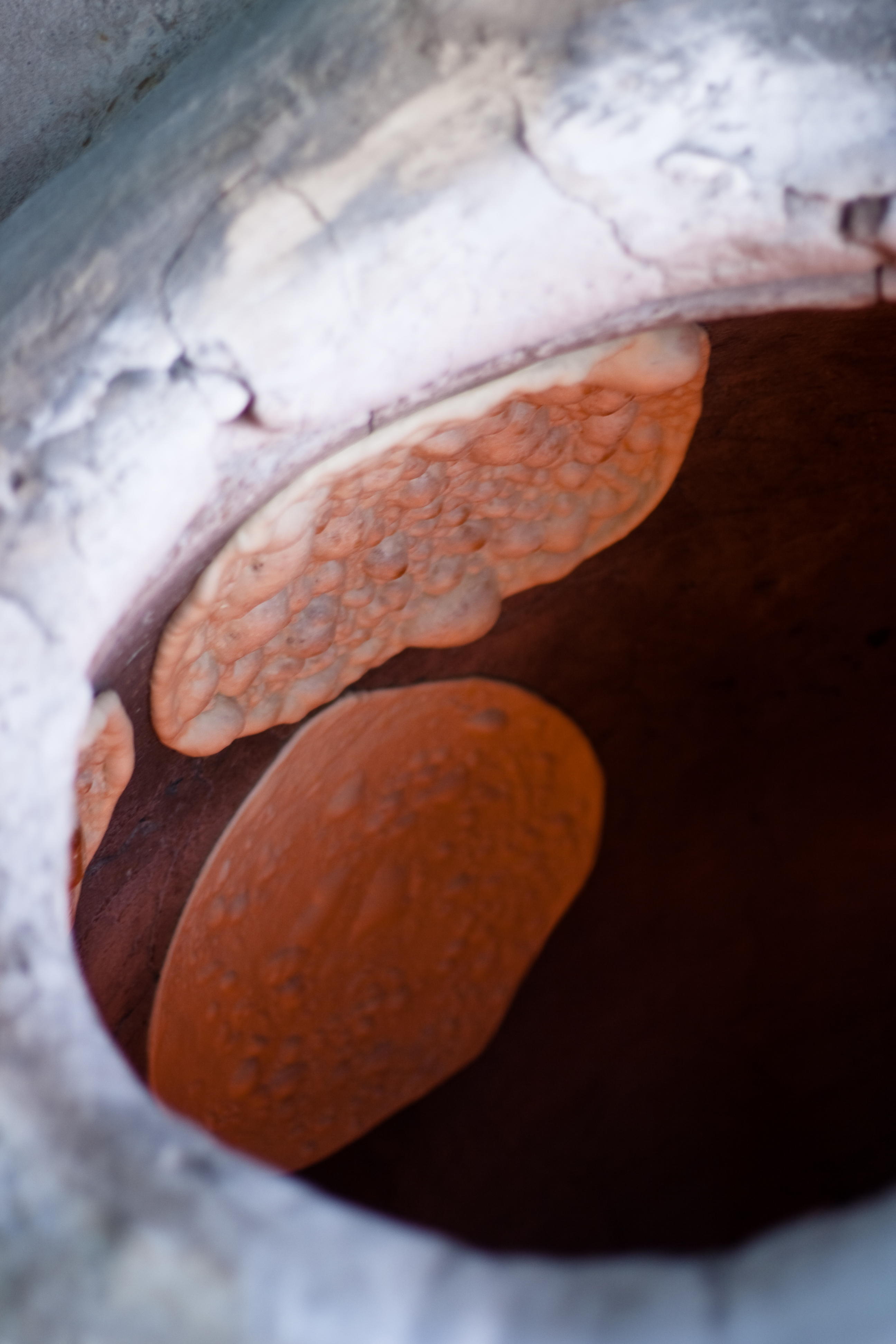
خَبز الخُبز بواسطة التنور
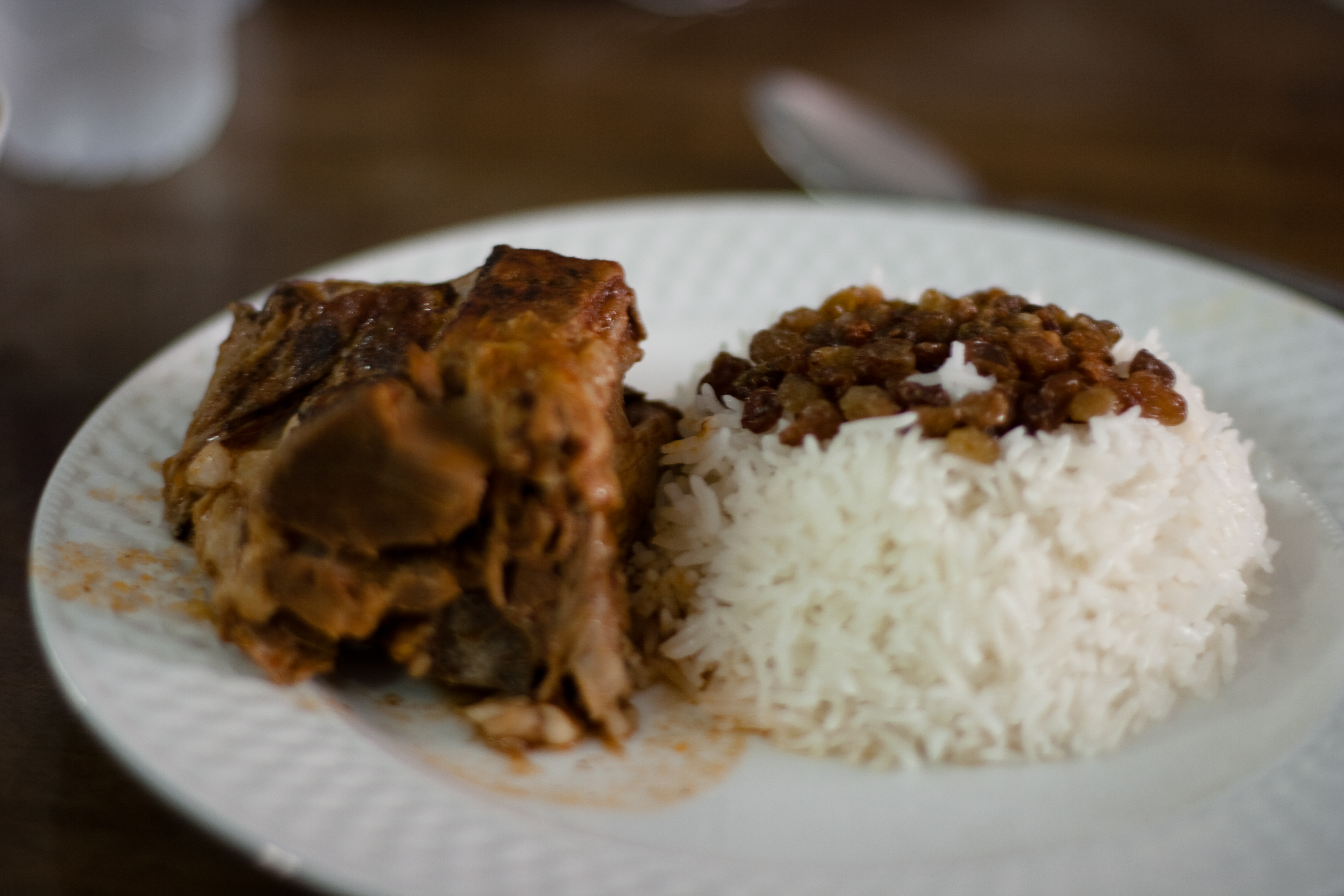
القوزي (خروف مشوي مع أرز)
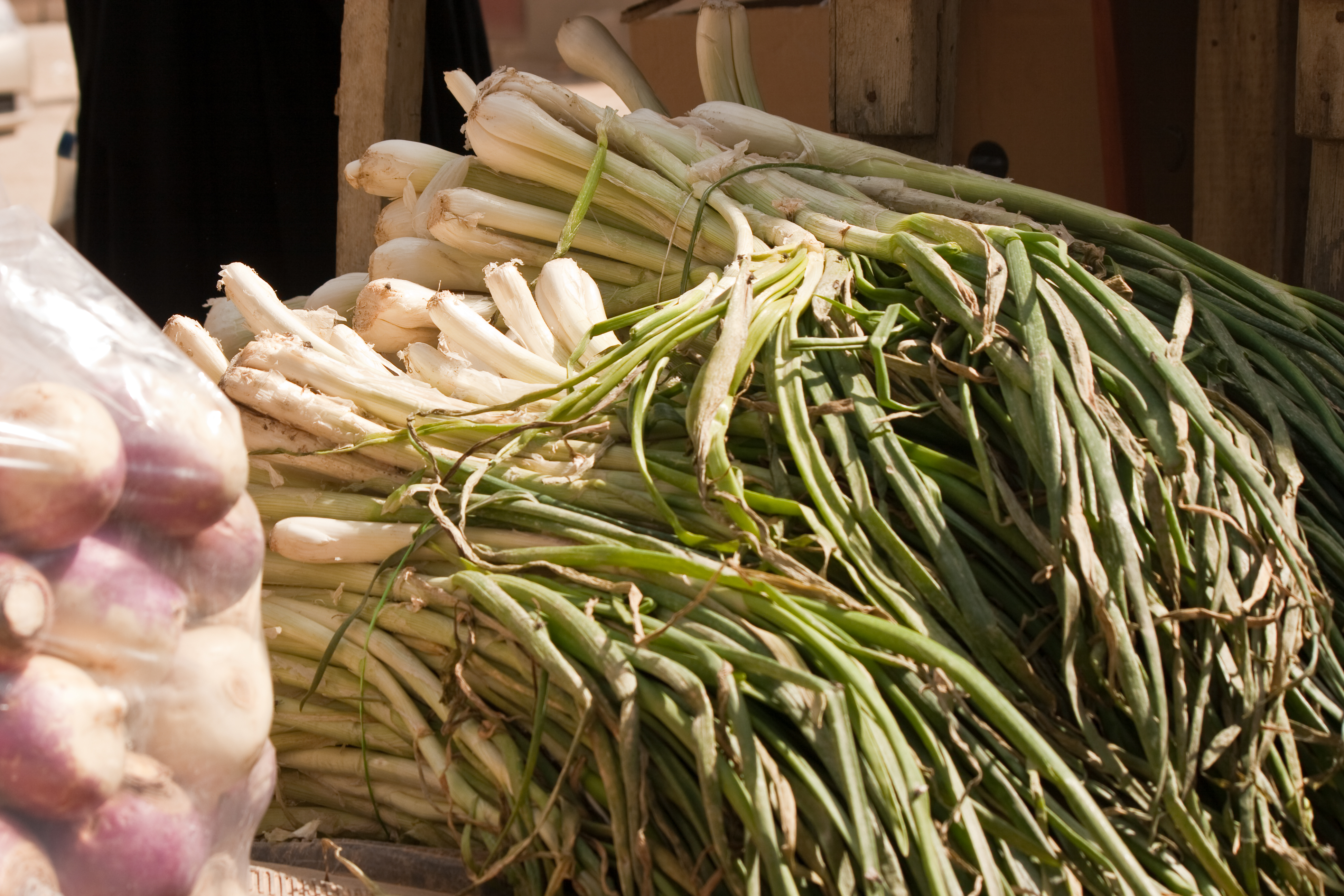
بصل أخضر في أحد متاجر البقالة
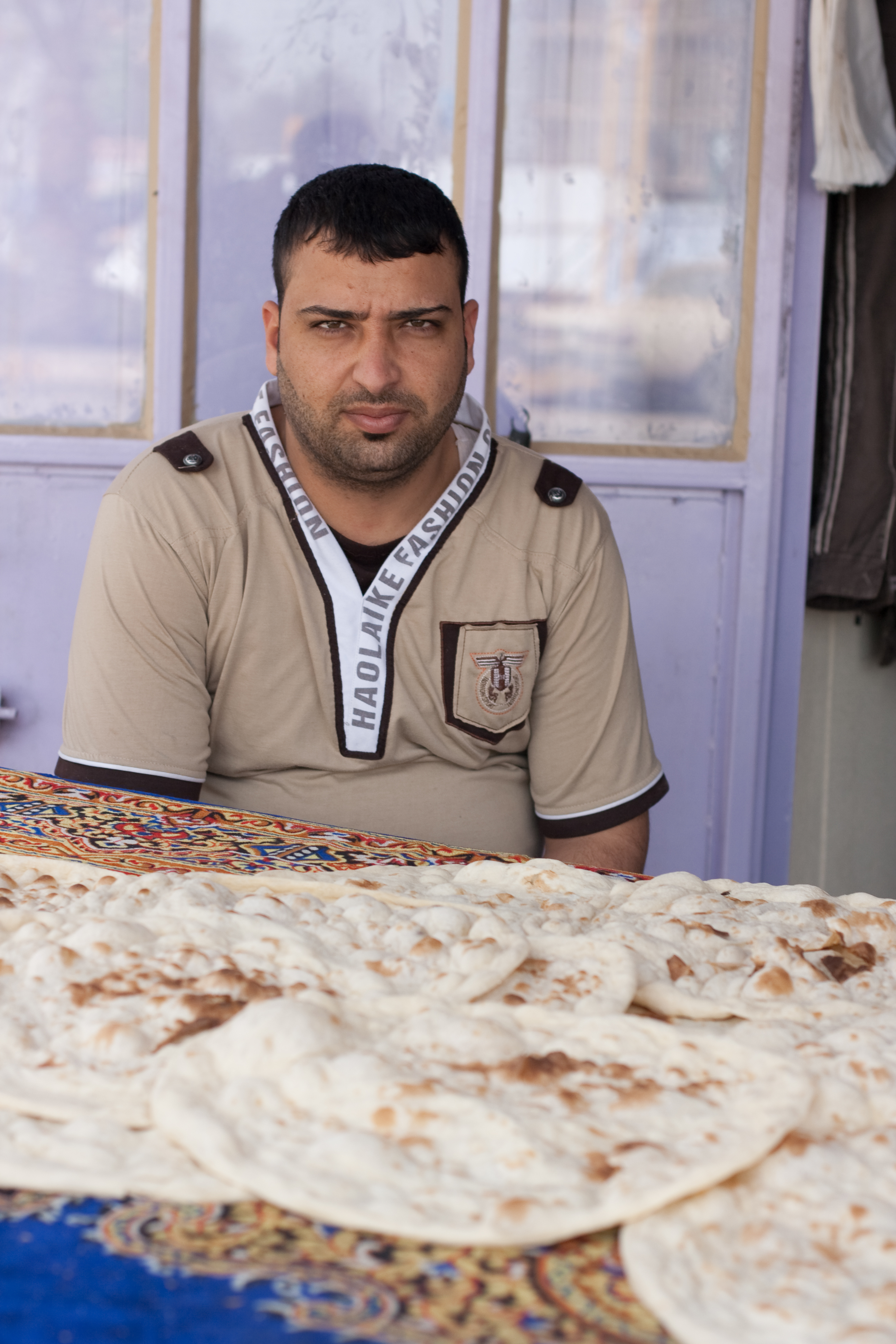
رجل يبيع الخبز العراقي الطازج
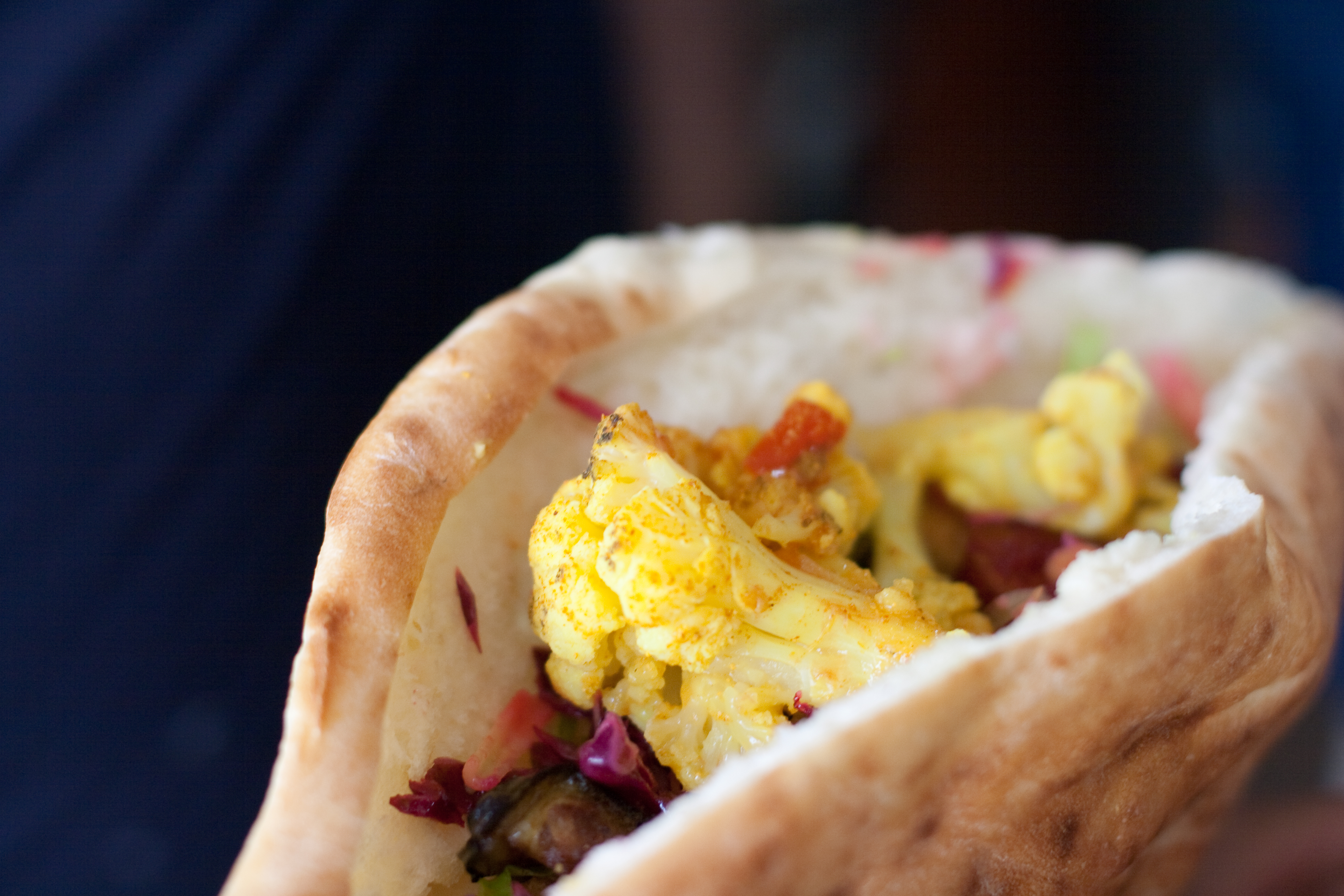
لفة فلافل

## فنادق
تحتل مدينة بغداد المرتبة الثانية بعد مدينة كربلاء في عدد الفنادق ومجمعات الإيواء السكني بنسبة 23% بحسب إحصاء عام 2015. حيث تحتوي بغداد على 299 فندقاً. منها 6 فنادق حاصلة على تقييم خمس نجوم، و 19 فندق حاصل على تقييم أربع نجوم، 32 فندق حاصل على تقييم ثلاث نجوم، و 54 فندق حاصل على تقييم نجمتان، و 17 فندق حاصل على تقييم نجمة واحدة، و 171 فندق شعبي.
فيما يلي قائمة ببعض أشهر وأفخم فنادق بغداد:
- فندق رويال تولب الرشيد
- فندق فلسطين الدولي
- فندق كريستال غراند عشتار
- فندق بابليون ورويك
- فندق بغداد
- فندق السدير
- فندق المنصور
- فندق كورال بوتيك أوتيل

## مهرجانات بغداد

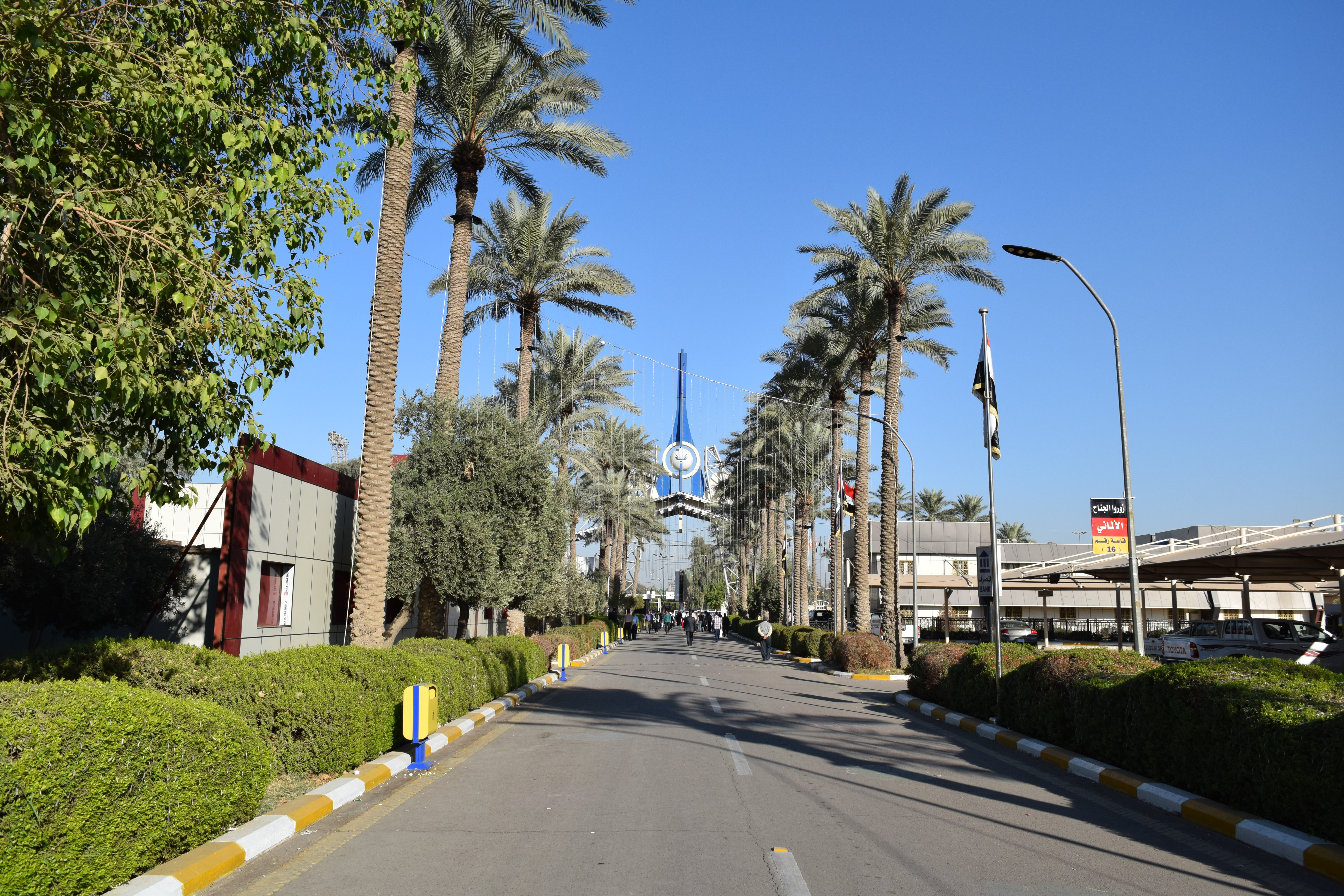
بوابة معرض بغداد الدولي.

- معرض بغداد الدولي: معرض بغداد الدولي هو معرض لإقامة الفعاليات والمهرجانات الدولية ويقع على ارض واسعة في حي المنصور في بغداد، العراق. يقام معرضا سنويا على أرضه لمدة 10 أيام خلال شهر نوفمبر تعرض من خلاله دول عديدة منتوجاتها وخدماتها.
- مهرجان بغداد للتسوق: يقام على أرض معرض بغداد الدولي في مدينة بغداد في جمهورية العراق سنويا ولمدة إسبوع من أجل الترويج التسويقي والسياحي في العراق بدأ المهرجان لأول مرة عام 2015. إلى جانب مساهمته في ترسيخ المكانة المتفرّدة لبغداد كوجهة للتسوّق ، وليكون داعما قويّا لاقتصاد المحافظة في ظل جاذبيته وقدرته على استقطاب أعداد متزايدة من الزوّار والسيّاح سواء من داخل الدولة أو من خارجها كل عام.
- مهرجان بغداد مدينة السلام: هو مهرجان يقام في بغداد بمناسبة اليوم العالمي للسلام 21 أيلول/سبتمبر في حدائق أبو نؤاس حيث أنشأه مجموعة من الشباب العراقيين وبالتعاون مع مجاميع من الشباب الناشط في المجتمع المدني والشخصيات العراقية لإقامة يوم سلام عالمي كاحتفال بهذا اليوم ناشرين بذلك ثقافة السلام ومذكرين العالم أن بغداد كانت وما تزال دار السلام وتقام فيه فعاليات كثيره لغرض جمع التبرعات لإنفاقها لهدف المهرجان السنوي
- ماراثون بغداد للسلام: إن أنشطة رياضة ضد العنف هي مسارات المنتدى الاجتماعي العراقي، المنتدى الذي عقدت دورته الأولى في عام 2013 في بناية القشلة والمركز الثقافي البغدادي وحدائق جامعة بغداد، حضره أكثر من 3000 ناشط ضمنهم العديد من النشطاء الدوليين، كما ضم أيضاً أكثر من 150 نشاط متنوع أقيمت في آن واحد، كان بضمنها سباقات للتابع (السباقات التحضيرية الأولى لماراثون بغداد للسلام) والتي أقيمت في ميدان جامعة بغداد – كلية التربية الرياضية، ثم عقدت الدورة الثانية للمنتدى عام 2015 على حدائق أبو نؤاس بالتزامن مع إطلاق ماراثون بغداد للسلام هو الماراثون الأول من نوعه في بغداد الذي يلتزم بأسس وقواعد الماراثونات العالمية، ويسعى لتطبيقها باحتراف عالي وبوجود مراقبين عراقيين وآخرين دوليين، حيث شارك فيه أكثر من 800 شخص بينهم فتيات عداءات.
- مهرجان بغداد السينمائي الدولي: مهرجان سينمائي دولي سنوي، يعقد في مدينة بغداد ، تأسس في العام 2004 مع تأسيس جمعية سينمائيون عراقيون بلا حدود ، وقد افتتح للمرة الأولى في ديسمبر من العام 2005 ، وهي منظمة غير حكومية ومستقلة وتعمل بموجب القانون في العراق.

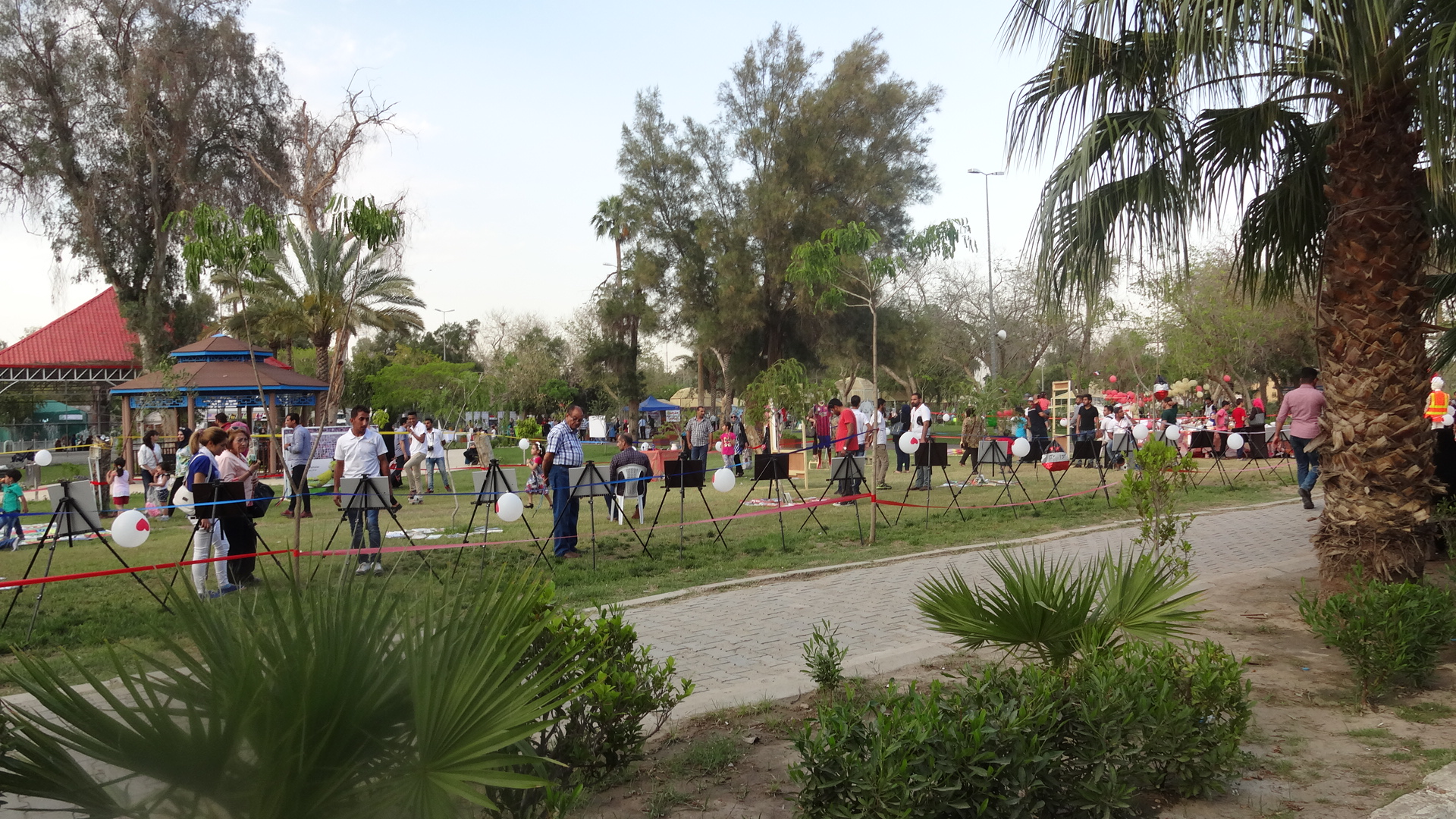
معرض للرسم في مهرجان الزهور في متنزه الزوراء ببغداد

- مهرجان بغداد الدولي للزهور: هو مهرجان دولي تقيمه أمانة بغداد في 15 نيسان من كل عام ابتداءً من عام 2009 لعرض أنواع الزهور من مختلف بلدان العالم حيث تشارك فيه الكثير من البلدان العربية والعالمية والدوائر البلدية والزراعية العراقية، ويقام هذا المهرجان في متنزه حديقة الزوراء في بغداد، وقد تم اختيار اليوم الخامس عشر من نيسان لافتتاح المهرجان لأنه اليوم الذي كان السومريون والبابليون يحتفلون به لبدء فصل الربيع.
- مهرجان العراق الدولي للفيلم القصير: أول مهرجان سينمائي عراقي دولي نُظم في بغداد عام 2005، قامت بتنظيمه جمعية الفنون البصرية المعاصرة وهي منظمة ثقافية عراقية مستقلة، د بدأت عروض مهرجان العراق الدولي للفيلم القصير في 24 أيلول 2005 على قاعة سينما ومسرح الفانوس السحري ببغداد. قدمت الدورة الأولى 140 فيلماً، وكانت إسهامات من المخرجين العرب والكرد من داخل العراق والمقيمين في الدول العربية والأجنبية. كان حضور الجمهور العراقي متميز وحاشد لمشاهدة الأفلام الدولية القصيرة (تسجيلية/ وثائقية، روائية، رسوم متحركة) وهذه إشارة مثيرة للاهتمام وجيدة للمستقبل.. كما شهد المهرجان حضور شخصيات سياسية وثقافية متميزة من ضمن مراسيم الافتتاح حضر الدكتور جلال الماشطة ممثلاً شخصياً لرئيس الجمهورية العراقية، والسيد مفيد الجزائري رئيس لجنة الثقافة في البرلمان العراقي وزير الثقافة السابق وعدد كبير من المثقفين والأكاديمين والصحفين والنقاد والإذاعات ومحطات التلفزة المحلية والدولية. هذا المهرجان حظي بدعم إعلامي دولي كبير عزز من فرص السينمائيين العراقين في الخارج، بالإضافة إلى التعاونات التي قامت على أساس هذا المهرجان بين منظمي المهرجان والمؤسسات السينمائية الدولية التي عادت بالنفع على عدد كبير من السينمائين العراقيين الشباب الذي حصل العديد منهم على فرص للتدريب السينمائي في مختلف دول العالم.

## معرض الصور

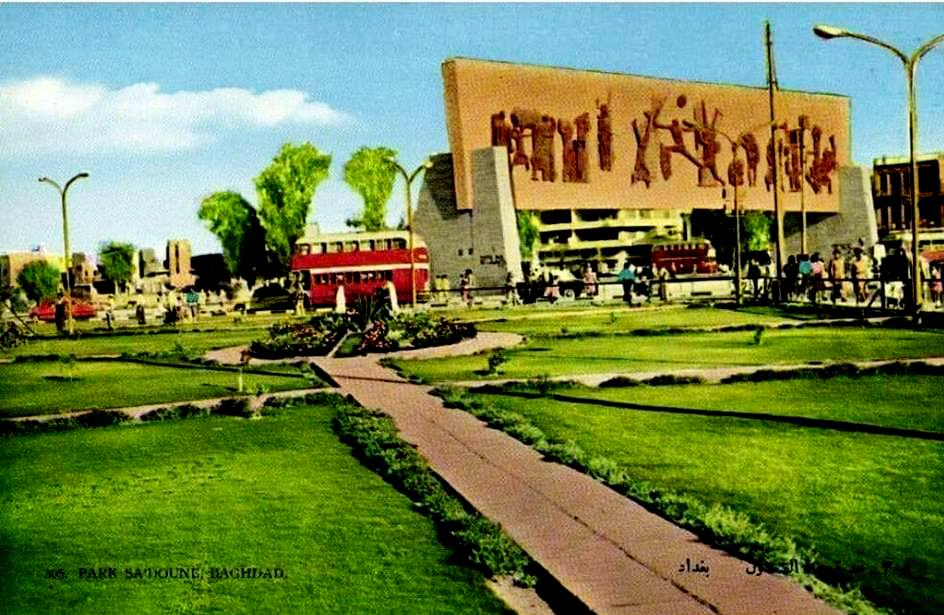
نصب التحرير في ساحة التحرير
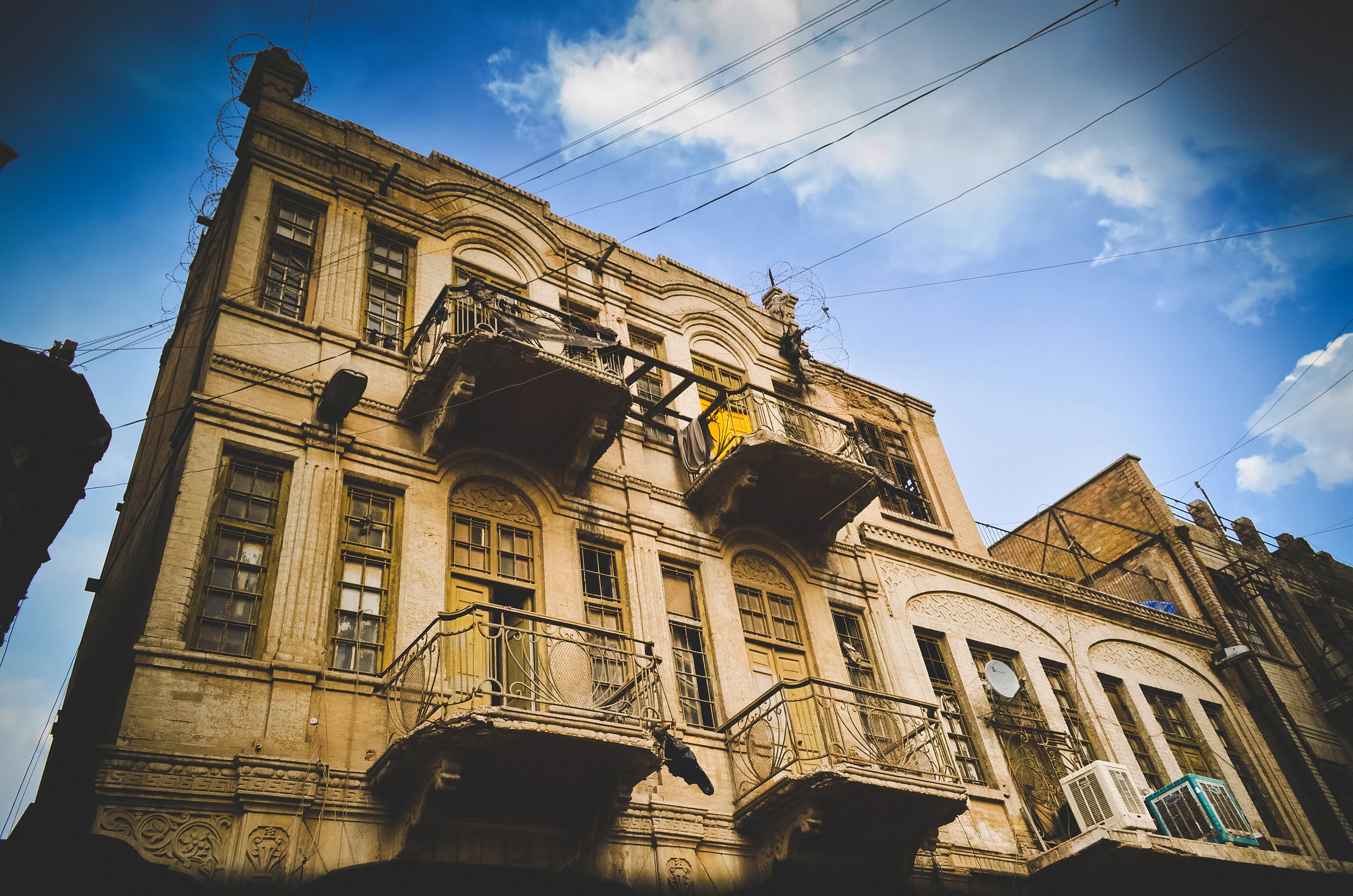
احد المباني القديمة في شارع الرشيد
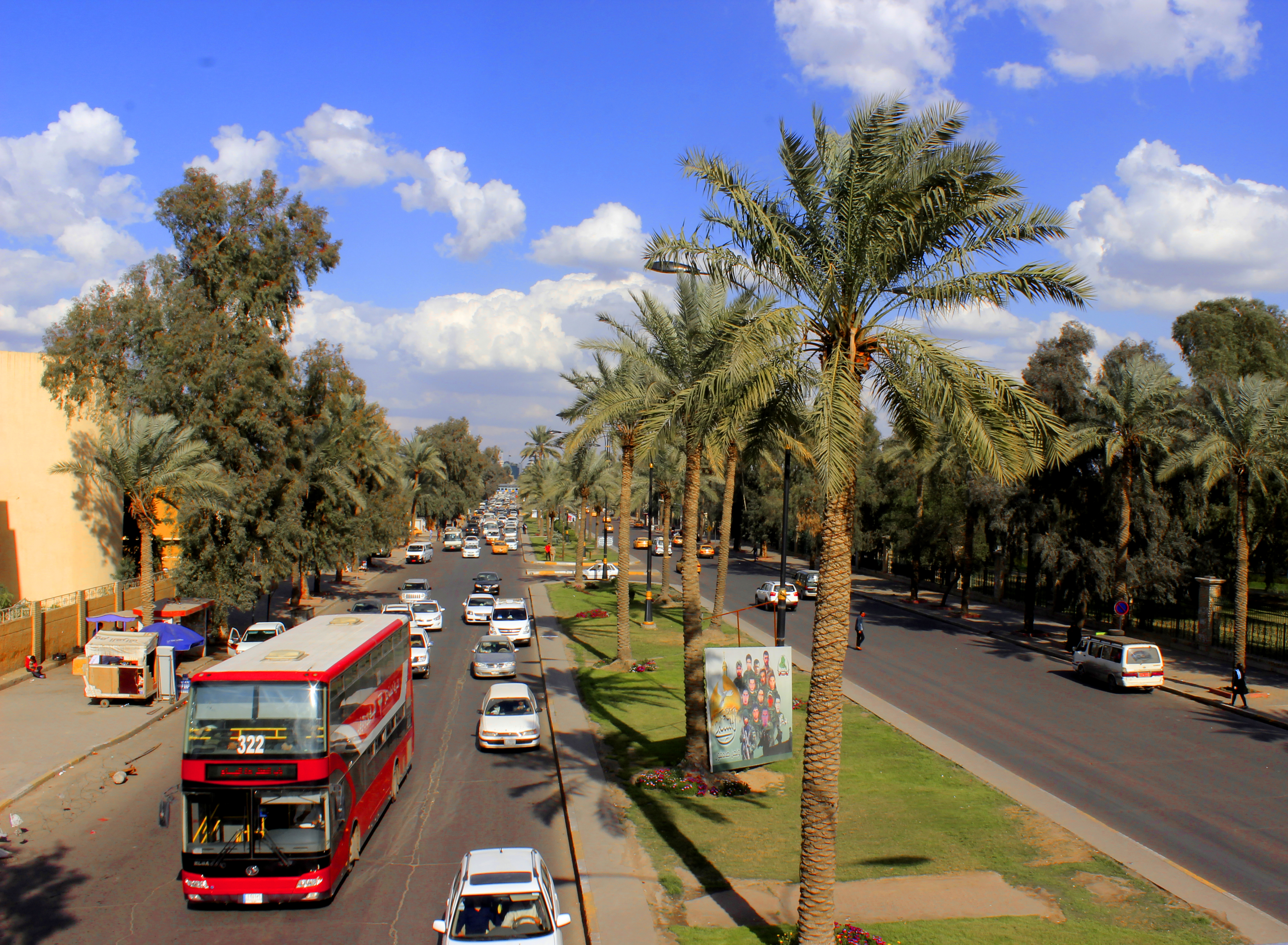
شارع دمشق
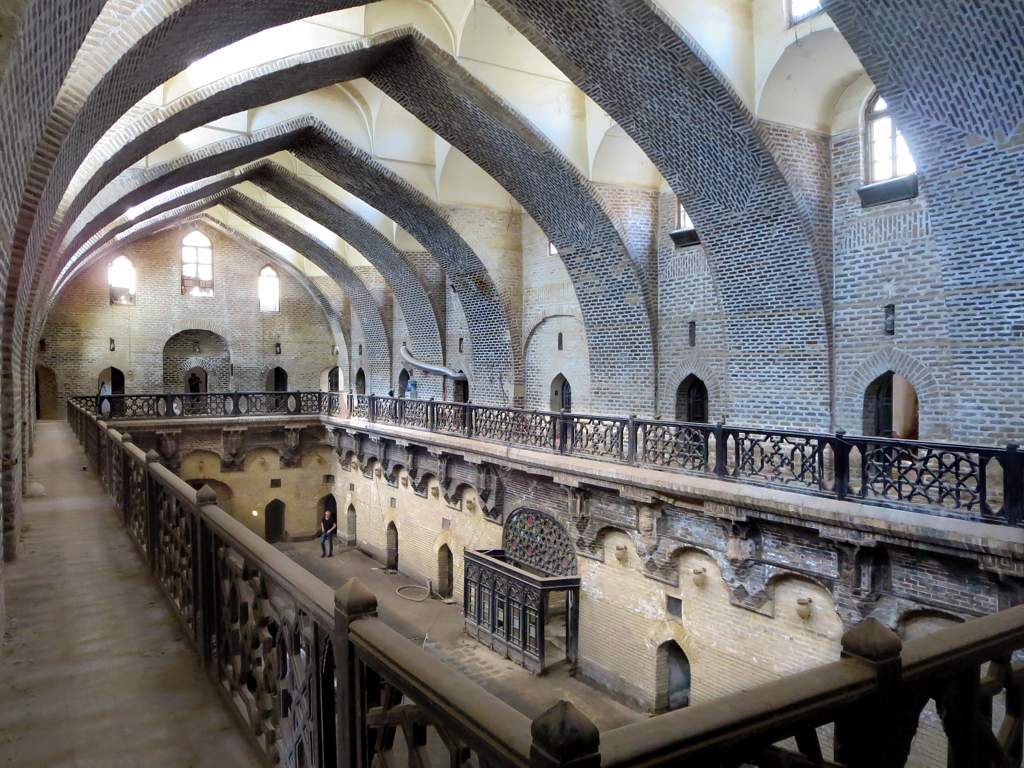
خان مرجان
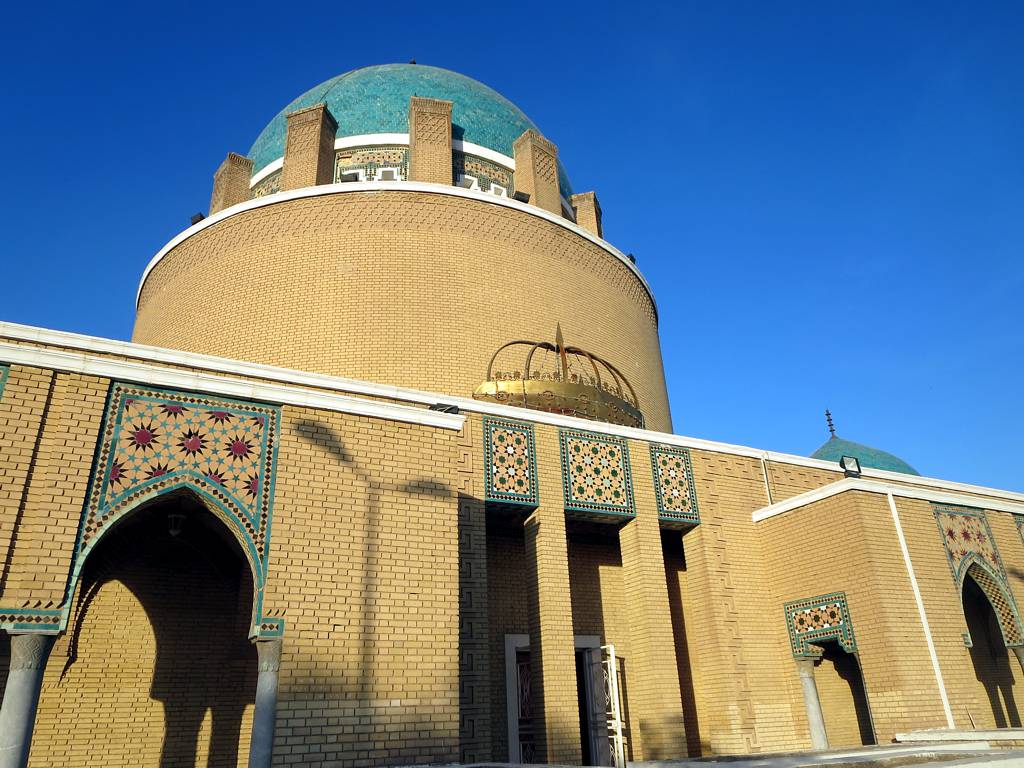
المقبرة الملكية في بغداد
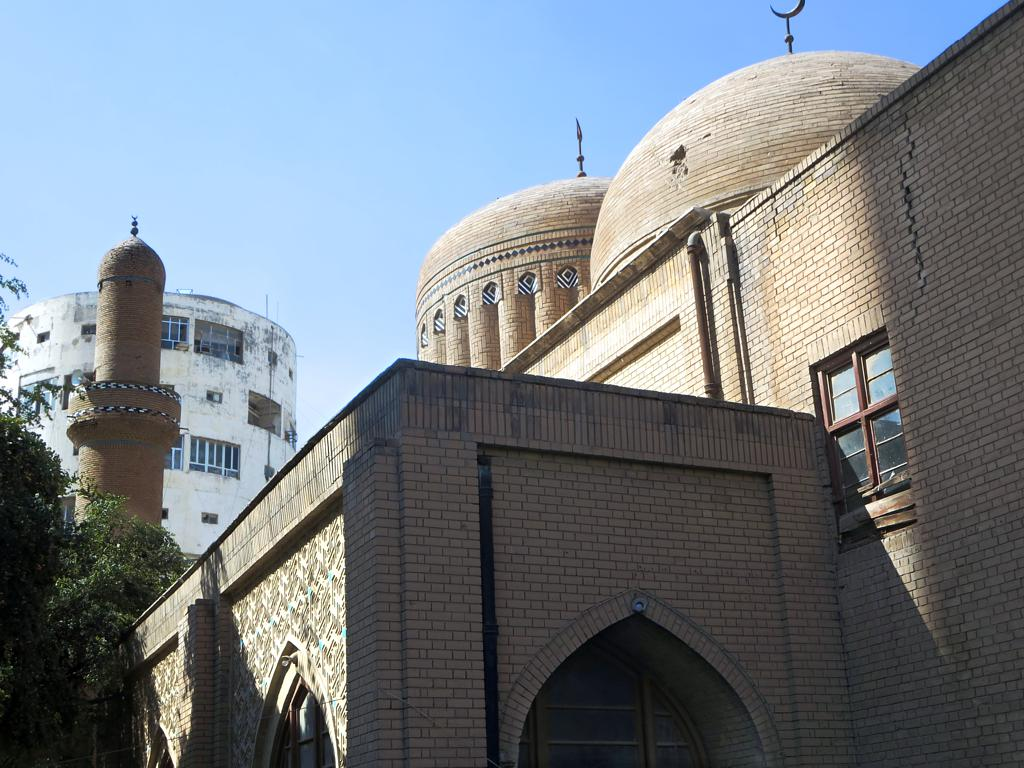
جامع مرجان
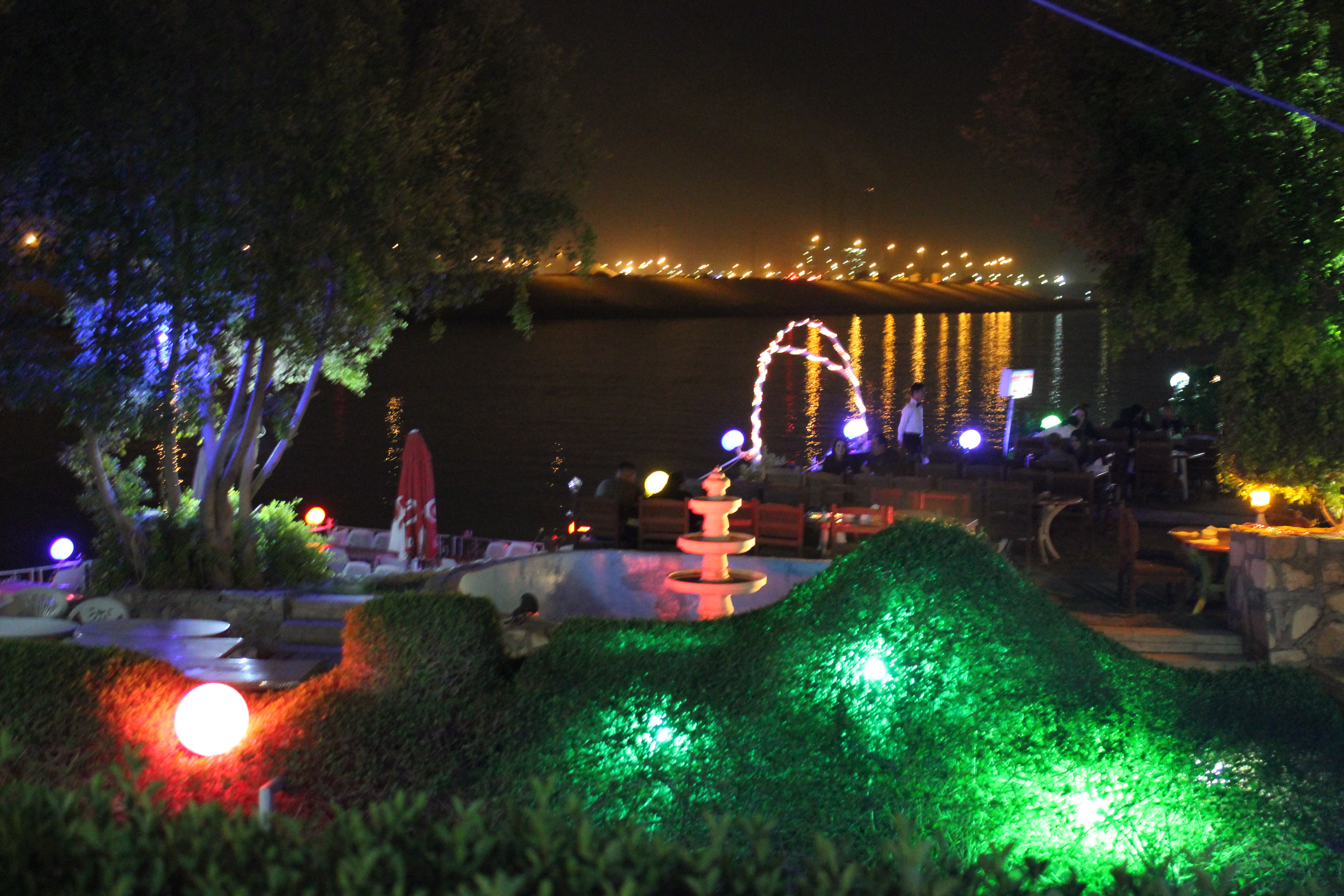
مطعم على نهر دجلة
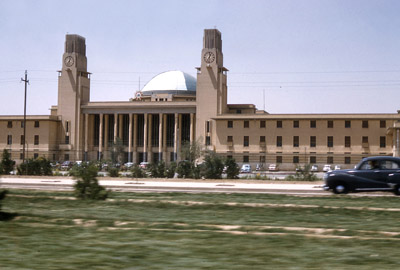
مبنى المحطة العالمية في بغداد عام 1959م وهي محطة القطارات
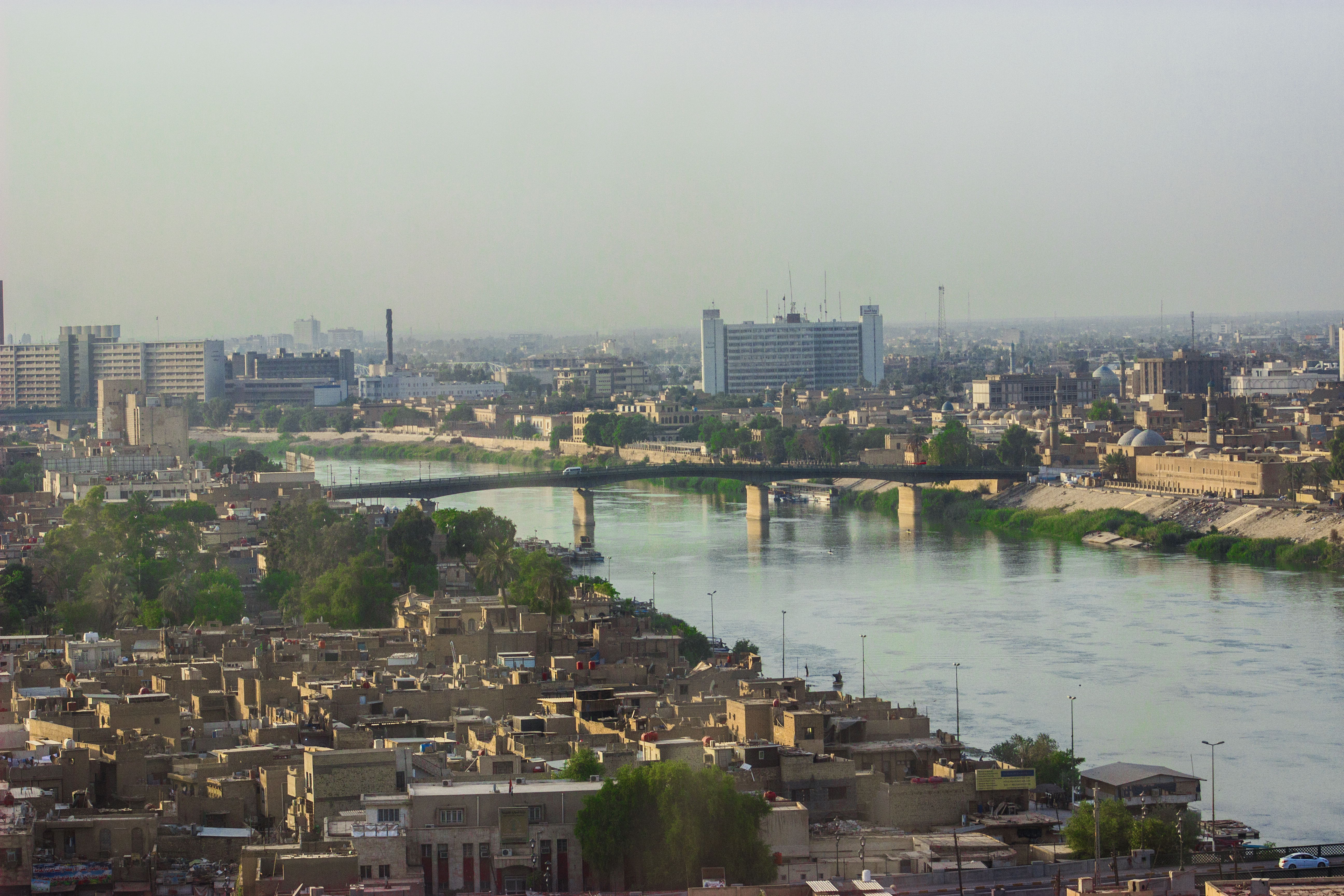
نهر دجلة في بغداد
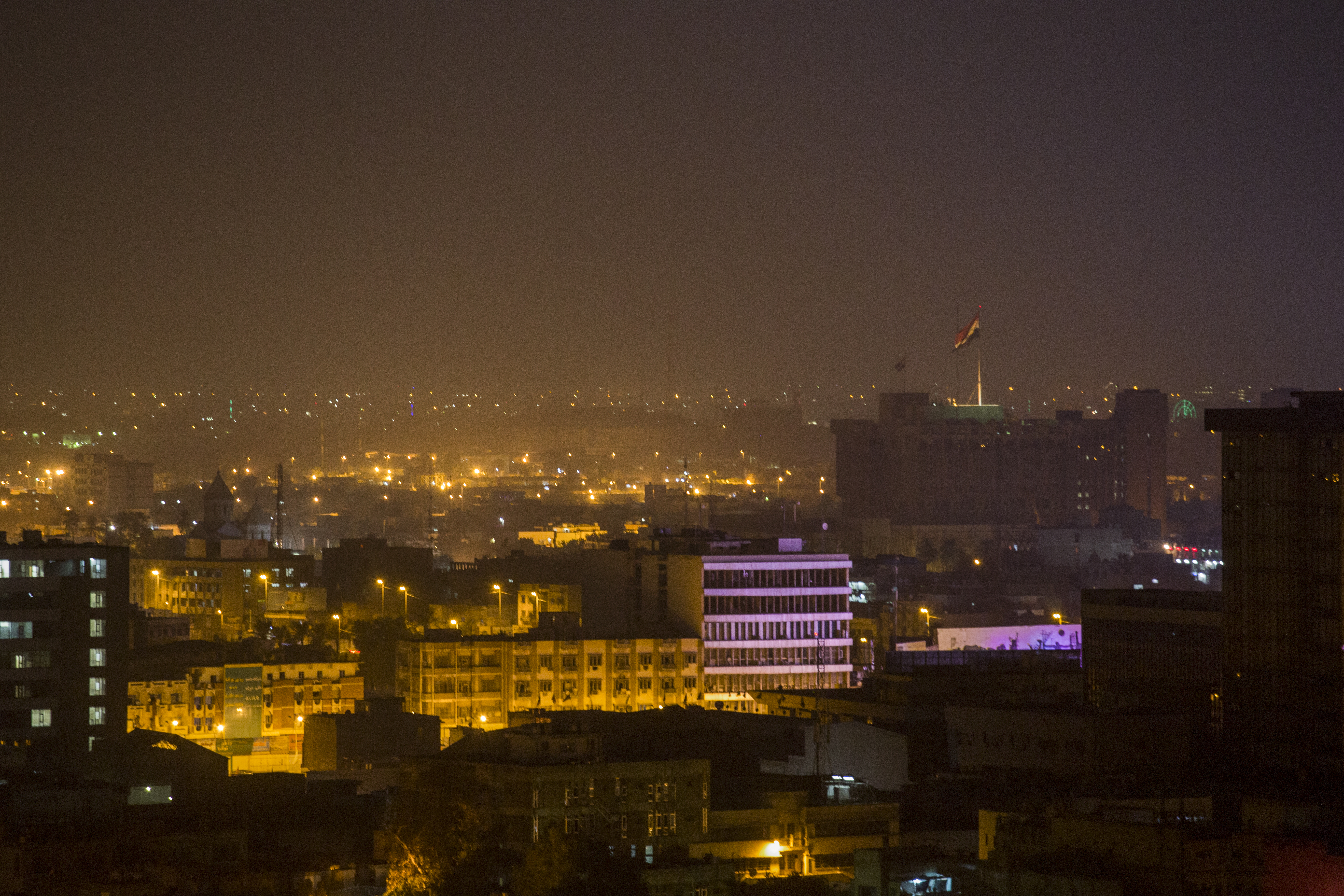
جانب الرصافة من بغداد مساءاً
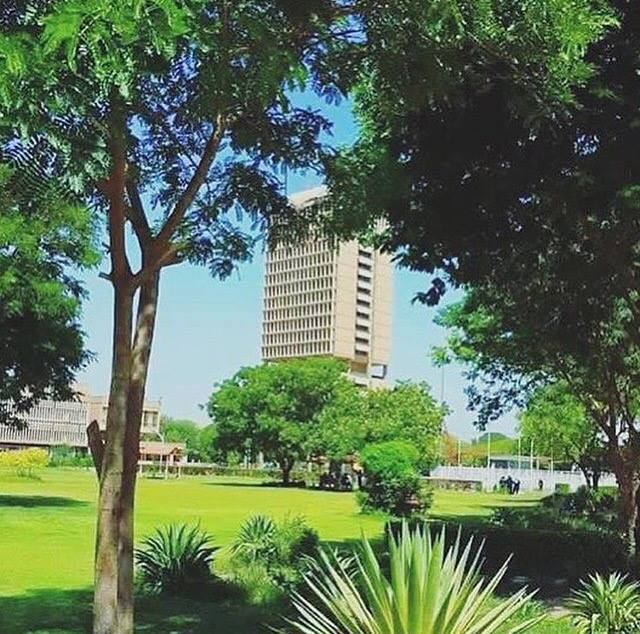
برج جامعة بغداد
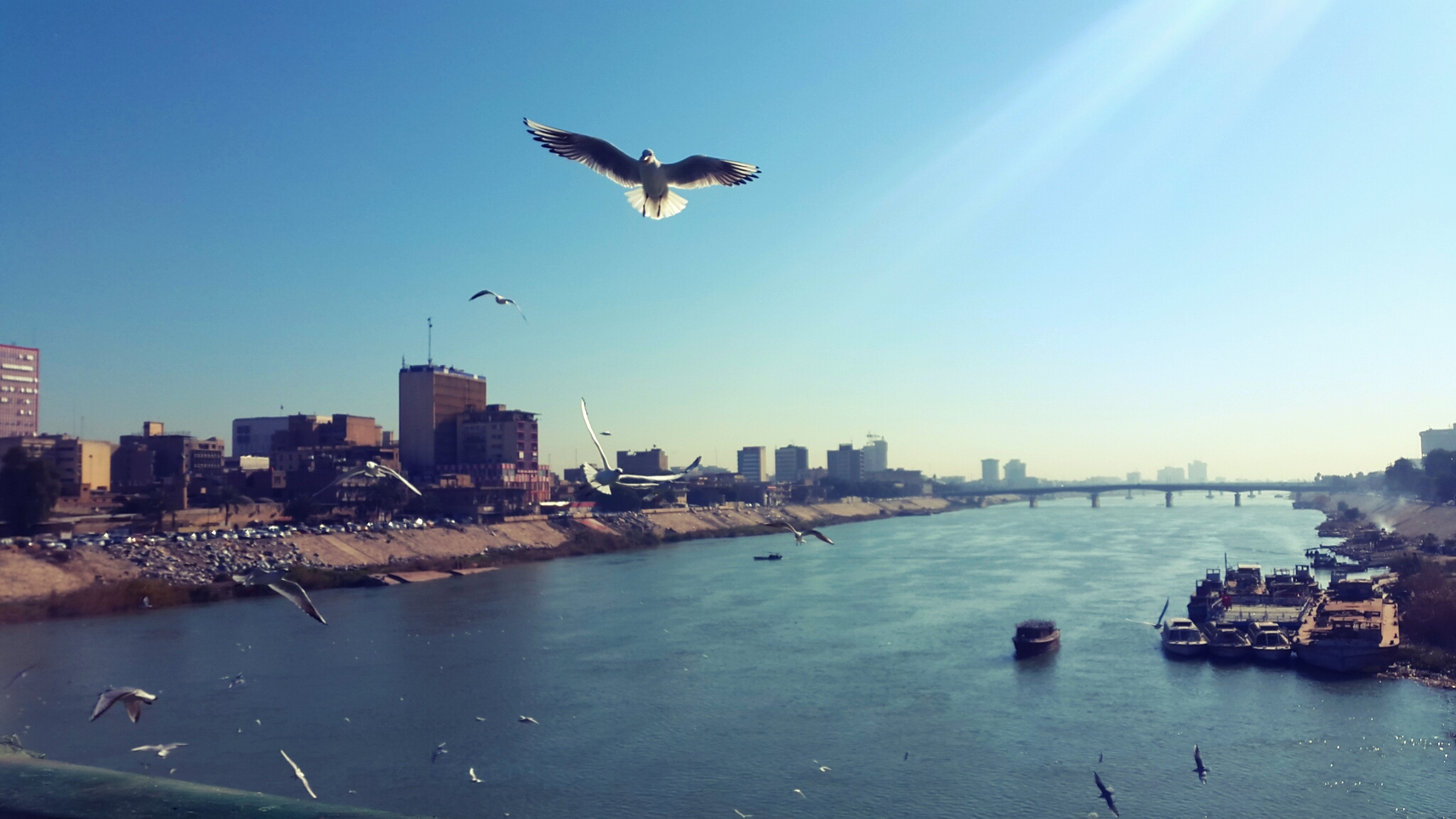
نهر دجلة من جسر الشهداء
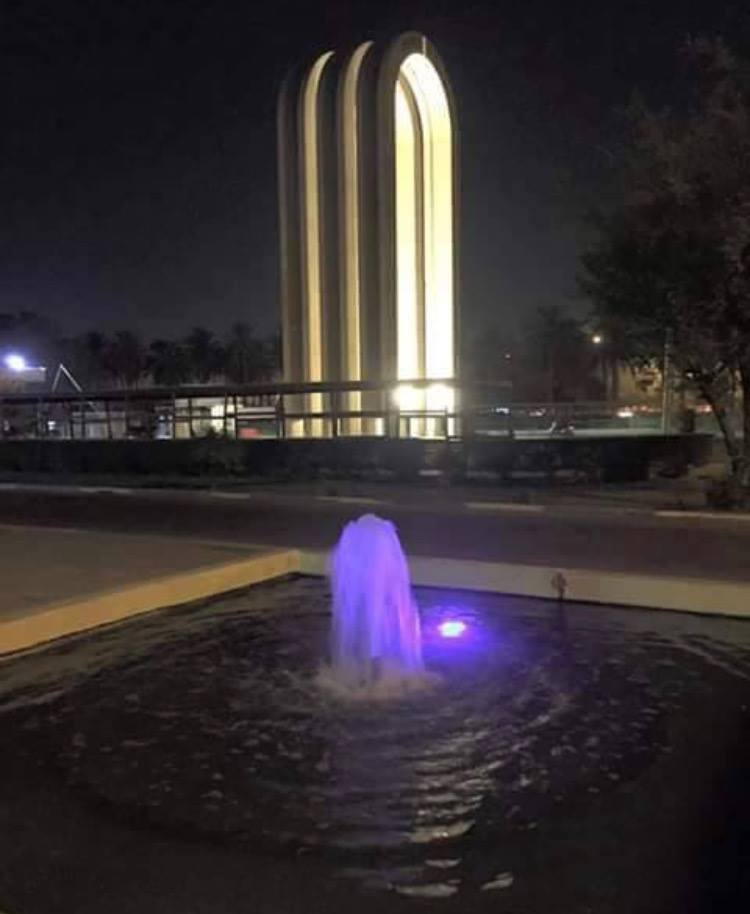
بوابة جامعة بغداد
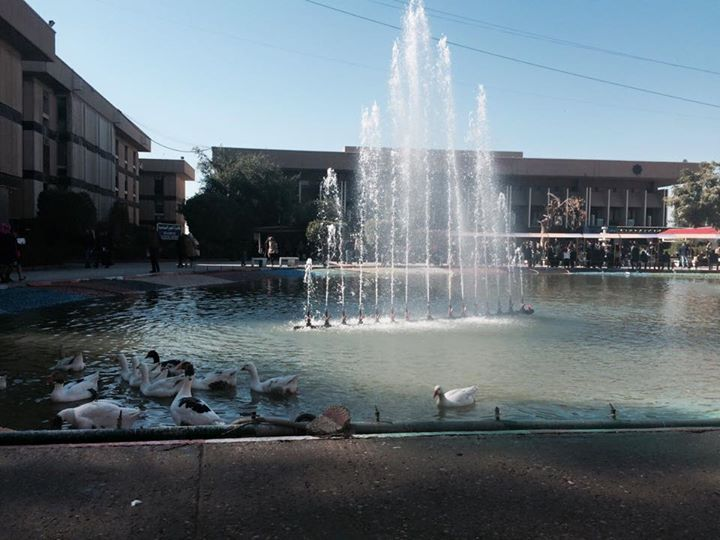
كلية العلوم الاساسية
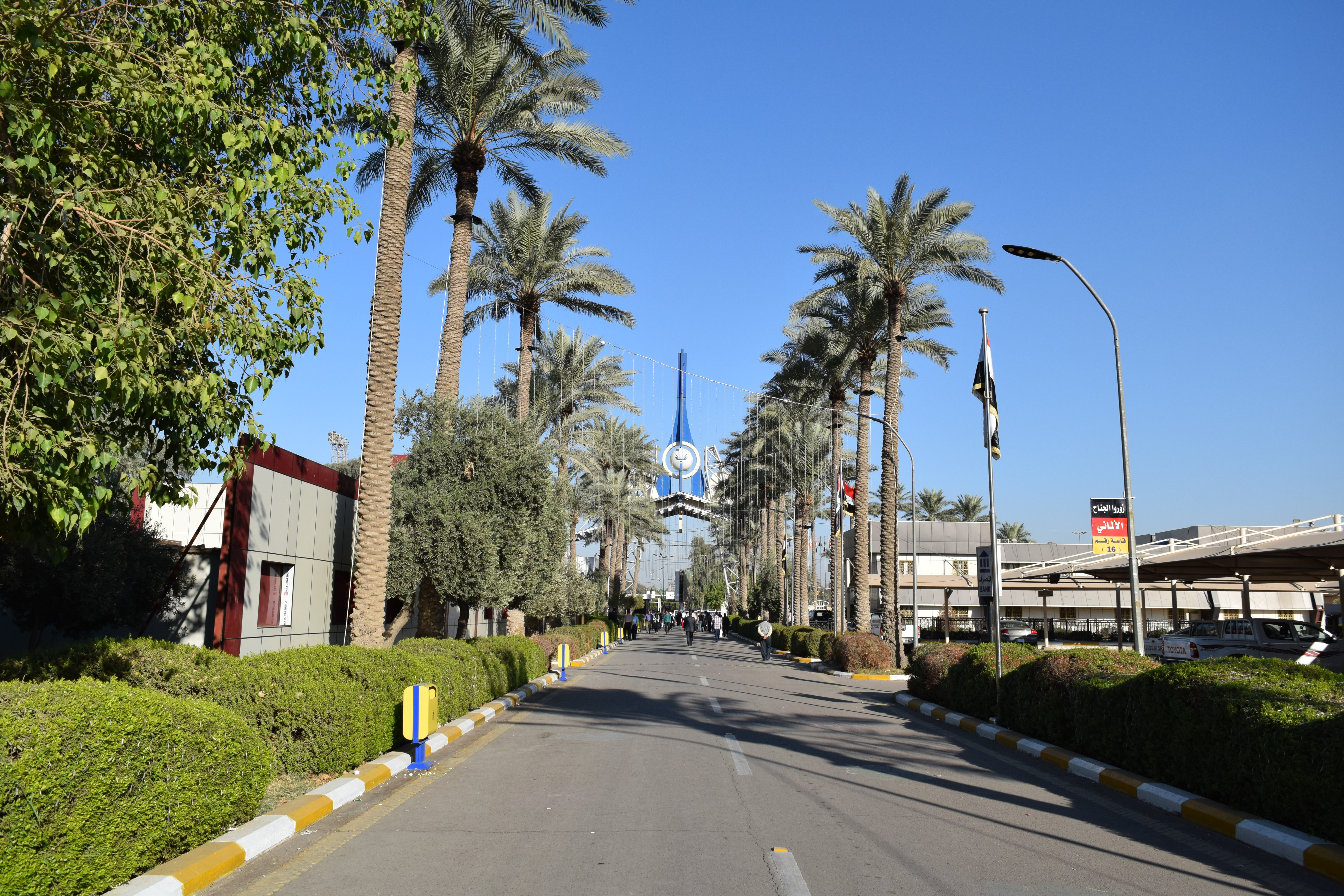
معرض بغداد الدولي
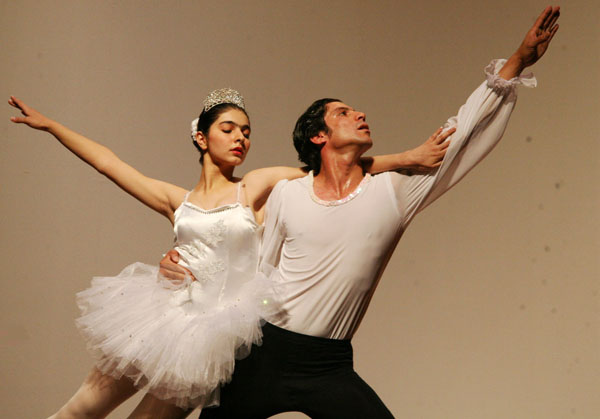
مدرسة بغداد للموسيقى والبالية
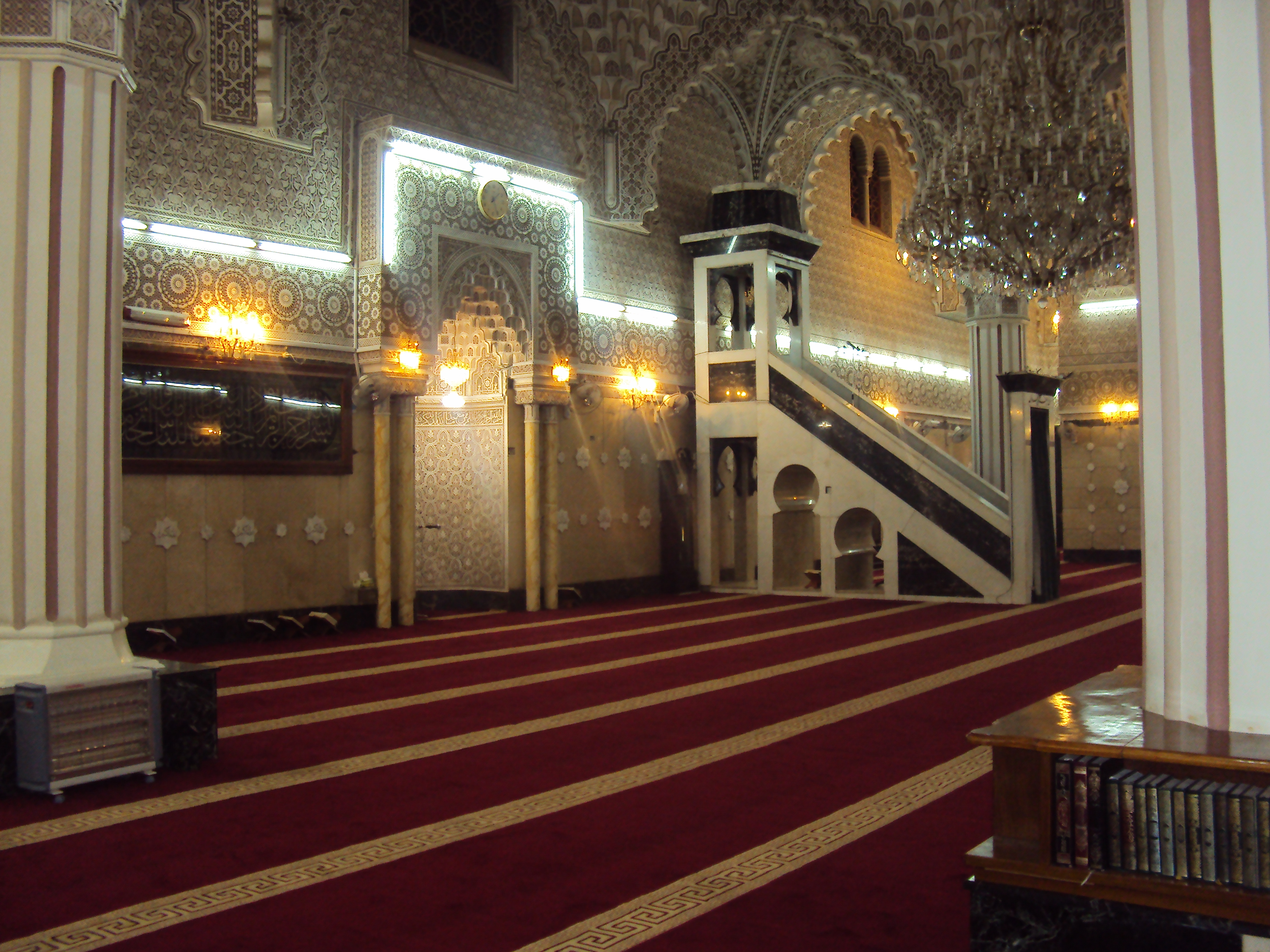
جامع أبو حنيفة النعمان
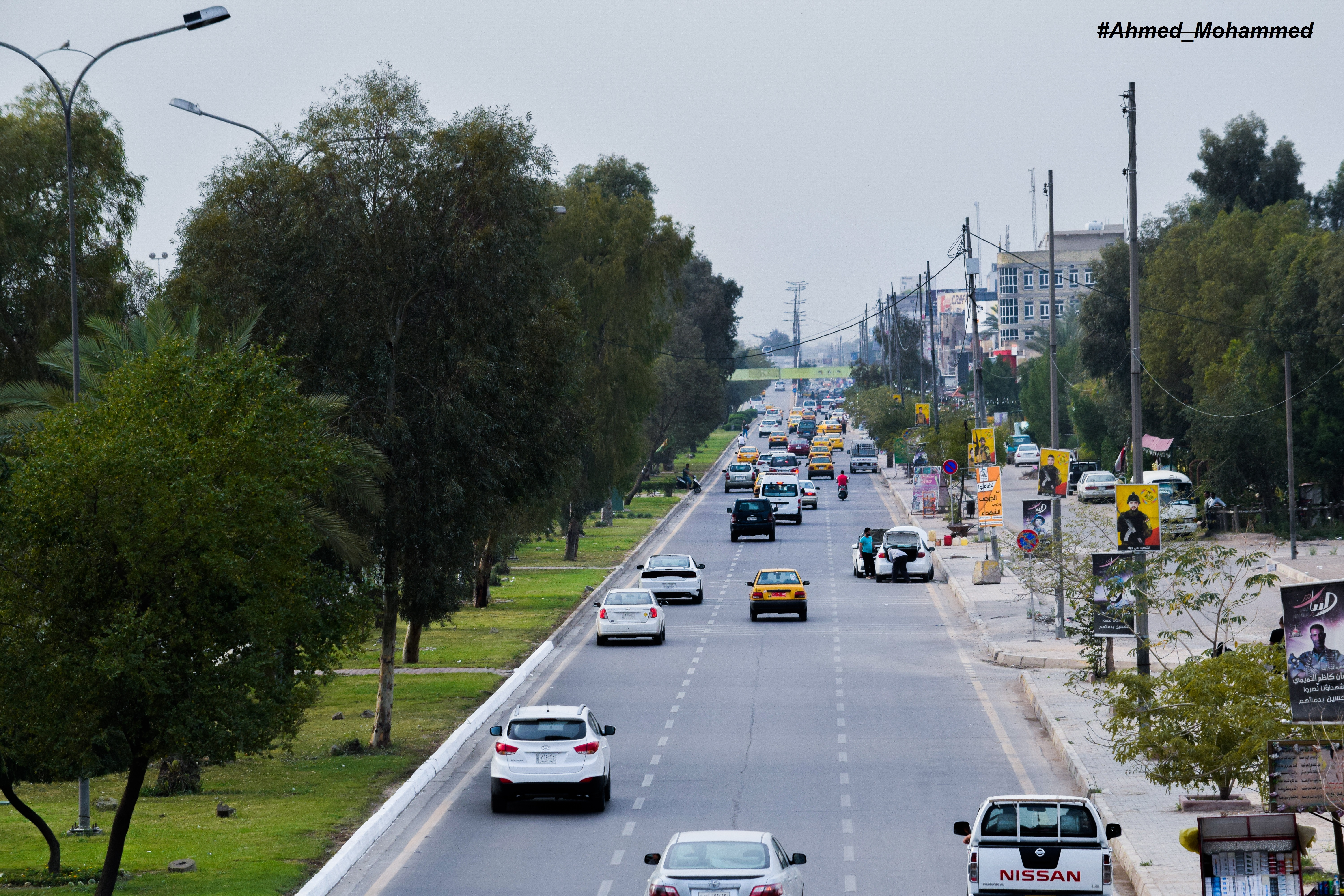
شارع فلسطين
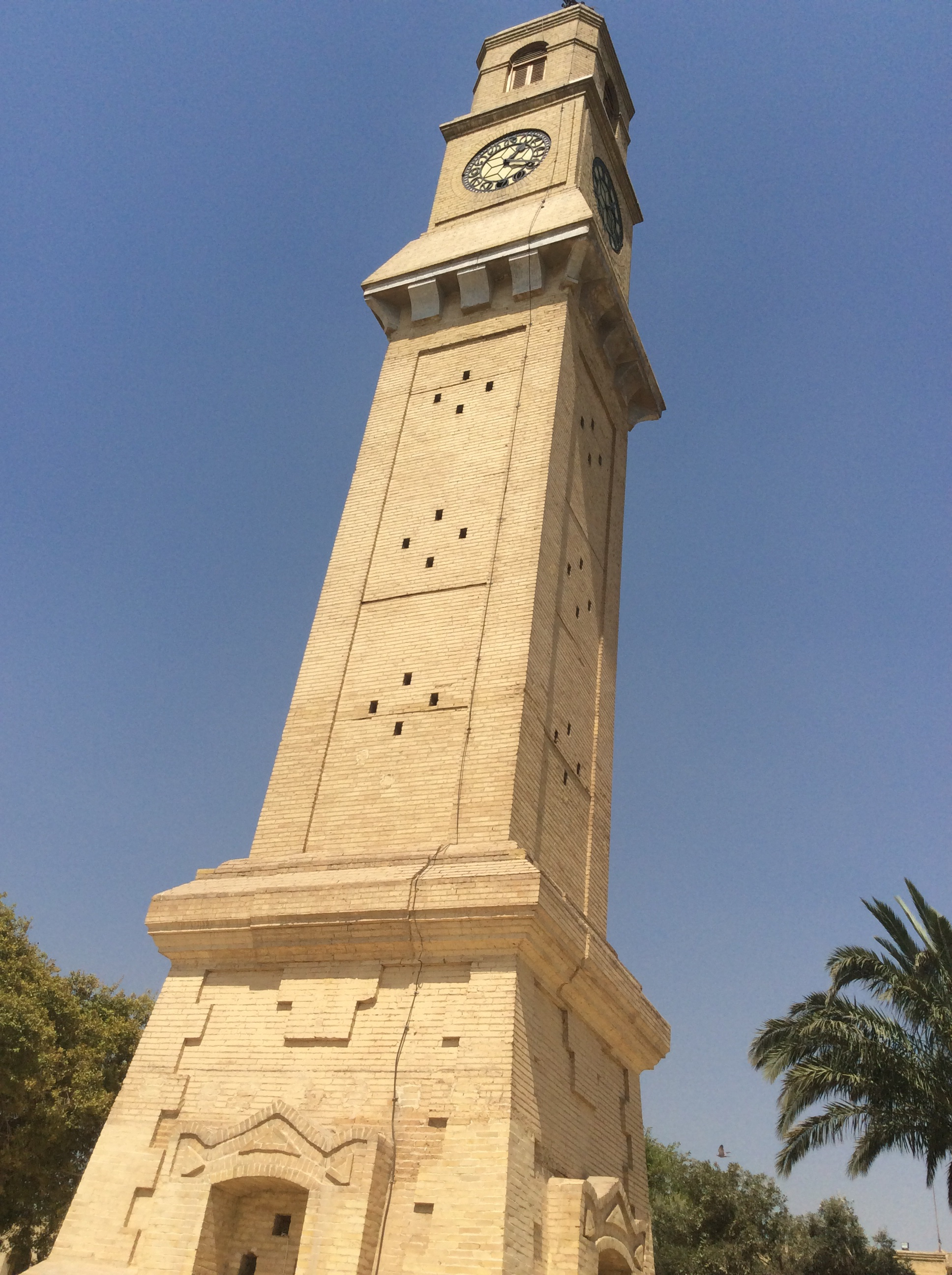
ساعة القشلة
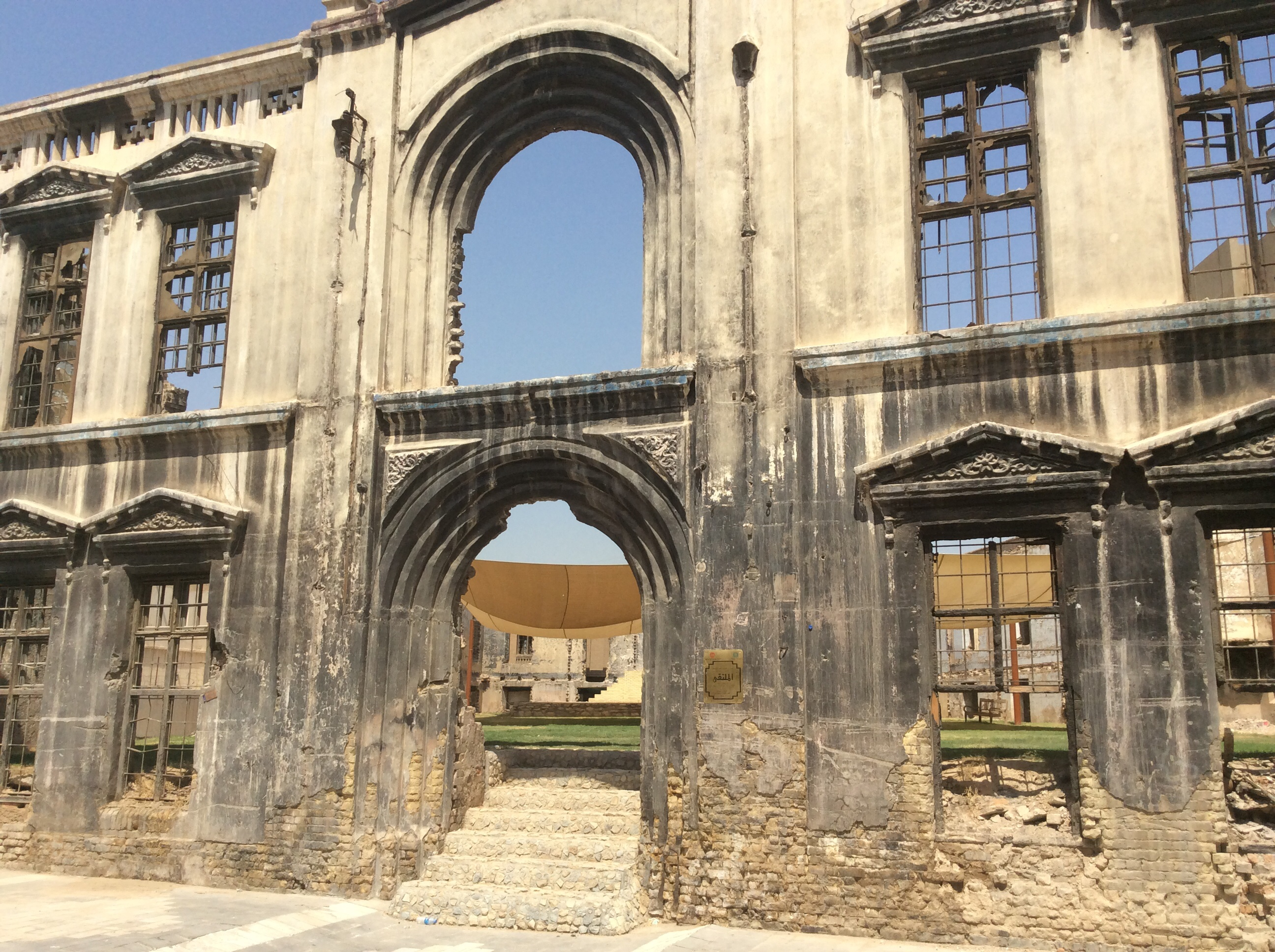
مبنى متصرفية لواء بغداد
فندق بابل
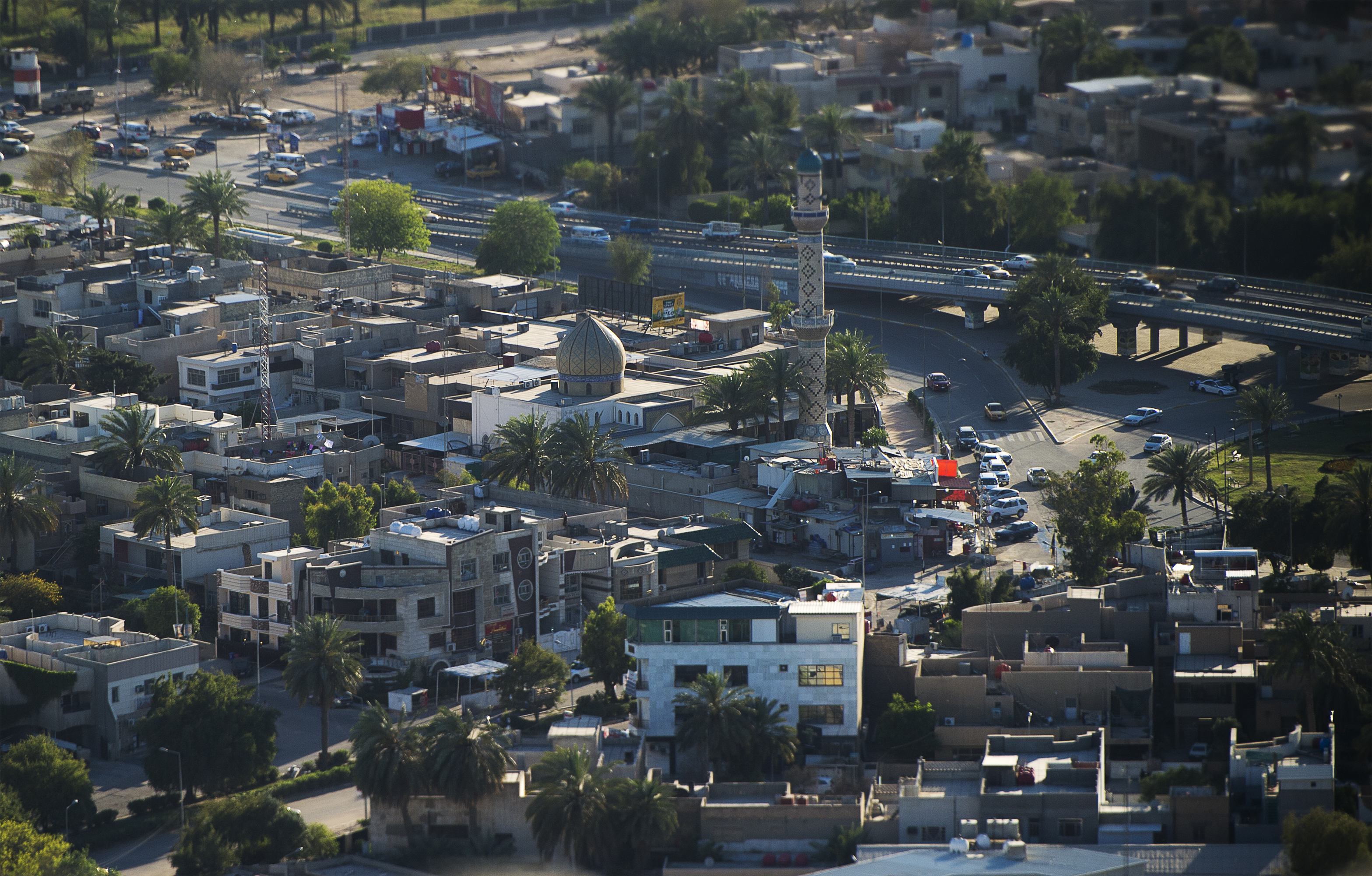
مشهد لاحدى مناطق بغداد
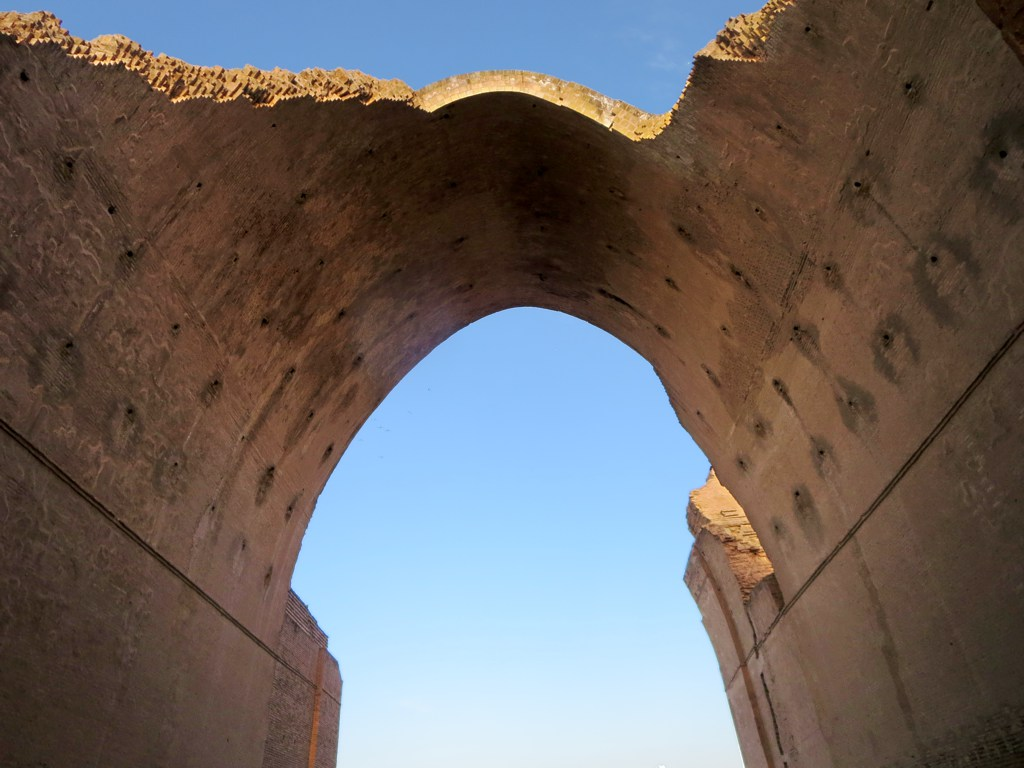
قوس المدائن في طاق كسرى
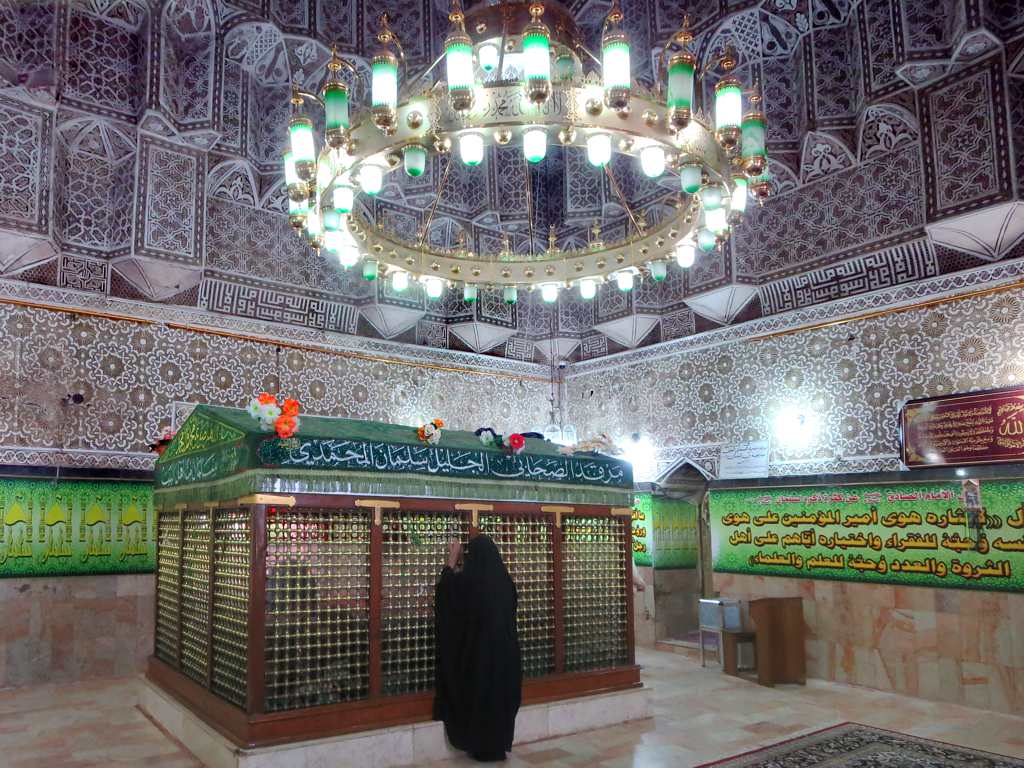
مرقد سلمان الفارسي في المدائن
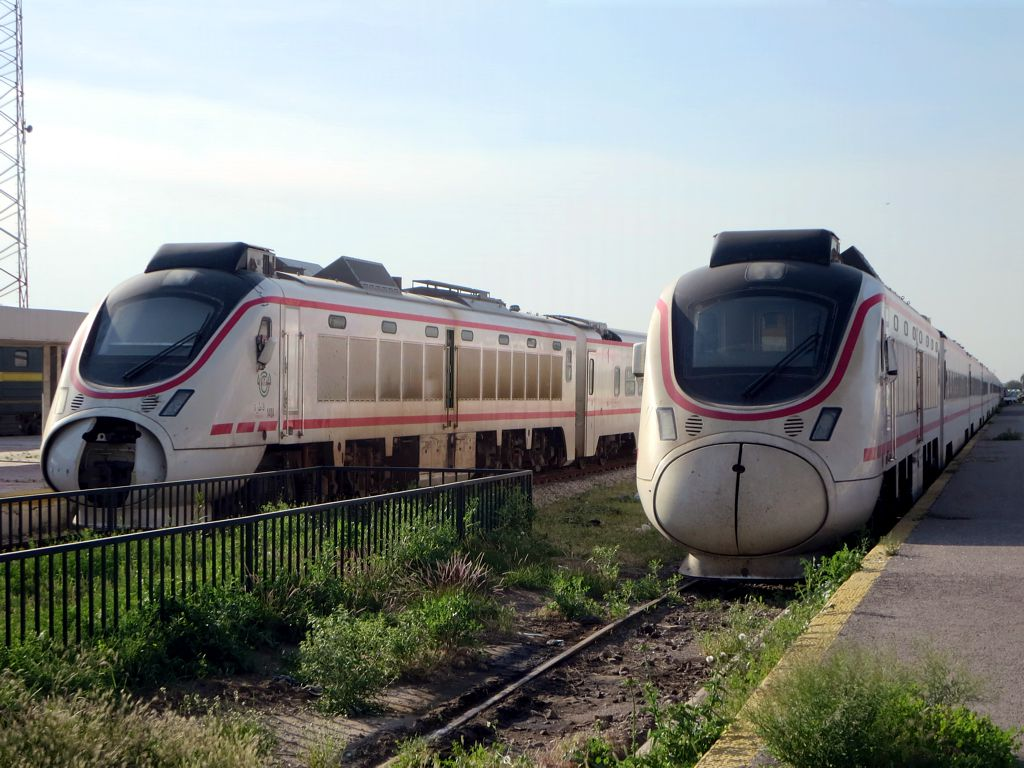
قطار بغداد-بصرة

## وصلات خارجية
| - الموقع الرسمي لهيئة السياحة العراقية - الموقع الرسمي للخطوط الجوية العراقية - الموقع الرسمي للشركة العامة للسكك الحديد - الموقع الرسمي للعتبة الكاظمية - الموقع الرسمية لكنيسة رعية مار يوسف للسريان الكاثوليك - الموقع الرسمي لكنيسة الكلدان | - الموقع الرسمي لمول بغداد نسخة محفوظة 9 مارس 2018 على موقع واي باك مشين. - الموقع الرسمي لمول المنصور - الموقع الرسمي للمتحف العراقي - الموقع الرسمي لمتحف التاريخ الطبيعي - الموقع الرسمي لبرج بغداد - الموقع الرسمي لمطعم صمد | - الموقع الرسمي لمعرض بغداد الدولي - الموقع الرسمي لفندق رويال توليب الرشيد - الموقع الرسمي لفندق كريستال كراند عشتار نسخة محفوظة 21 ديسمبر 2016 على موقع واي باك مشين. - الموقع الرسمي لفندق بابيلون ورويك - الموقع الرسمي لفندق كورال بوتيك اوتيل |